# David Cook
David Roland Cook (ur. 20 grudnia 1982 w Houston) – amerykański piosenkarz rockowy. 21 maja 2008 wygrał siódmą edycję programu American Idol. Przed Idolem nagrał album zatytułowany Analog Heart. Premiera jego nowej płyty (David Cook) odbyła się 18 listopada 2008.

## Dzieciństwo
David Cook urodził się w Houston, dorastał w Blue Springs (obecnie żyje w Tulsa, w Oklahomie). Ma dwóch braci, starszego Adama i młodszego – Andrew. 31 marca 2009 roku magazyn People ogłosił, że anulowano część koncertów z trasy koncertowej wokalisty wskutek „spraw rodzinnych”. Powodem była śmierć starszego brata Cooka, cierpiącego od 1998 roku na nowotwór mózgu. Media podały, iż Adam Cook zmarł w sobotę, 2 maja 2009 roku, o godzinie 23:52. Już kilka tygodni wcześniej piosenkarz odwołał kilka występów, aby móc spędzić ostatnie chwile z bratem. 3 maja, podczas wręczenia nagród na imprezie „Race for Hope” w Dystrykcie Kolumbii, Cook ogłosił wiadomość o śmierci Adama.
Dość szybko zaczął się interesować muzyką. Po raz pierwszy zaśpiewał w drugiej klasie szkoły podstawowej, kiedy nauczyciel muzyki dał mu solo do wykonania na szkolnej akademii. Po tym, występował już podczas praktycznie każdego świątecznego występu. Mając 12 lat, otrzymał swoją pierwszą gitarę, był to Fender Stratocaster. W liceum w Blue Springs, występował w wielu przedstawieniach, m.in. Deszczowej piosence, The Music Man czy West Side Story.
W liceum był także zapalonym baseballistą. Po tym, jak stracił zainteresowanie sportem, skupił się na muzyce. Na University of Central Missouri otrzymał stypendium teatralne. Cook zrezygnował z grania w teatrze, kończąc szkołę w 2006 roku, ze stopniem z wzornictwa. Będąc w college’u, należał do bractwa Phi Sigma Kappa.
Po ukończeniu szkoły, przeniósł się do Tulsa, w Oklahomie, aby kontynuować karierę muzyczną.

## Wpływy muzyczne
Do swoich inspiracji Cook zalicza: Our Lady Peace, Alice in Chains, Big Wreck, Pearl Jam, Chrisa Cornella, Switchfoot, Bon Jovi and Collective Soul. Po wygranej w Idolu, Entertainment Weekly zapytał go o piątkę ulubionych zespołów. Na liście znalazły się Our Lady Peace i Big Wreck, jak również Foo Fighters, Jimmy Eat World, 8stops7.

## American Idol

### Przekrój

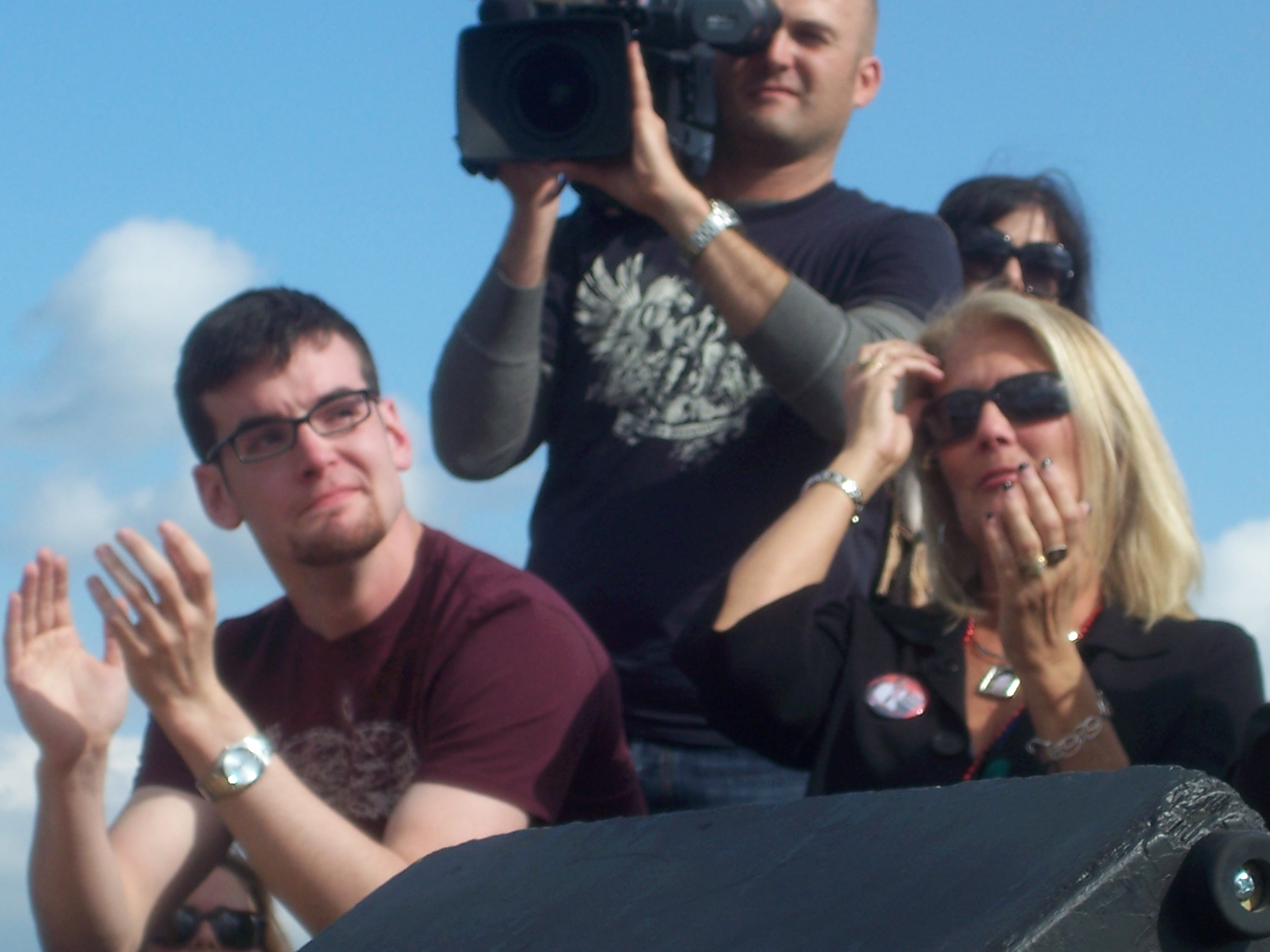
Rodzina Cooka podczas koncertu

Cook nie planował wziąć udziału w programie. Początkowo, poszedł na przesłuchania, aby wesprzeć swojego brata, Andrew (który nie dostał się do drugiego etapu), a później, po jego namowach, postanowił spróbować swoich sił.
Był przesłuchiwany w Nebrasce, gdzie wystąpił z przebojem zespołu Bon Jovi – Livin’ on a Prayer. W pierwszej turze etapu w Hollywood, zaśpiewał (Everything I Do) I Do It for You Bryana Adamsa, natomiast w drugiej utwór I'll Be Edwina McCaina. Cook wykorzystał możliwość własnego akompaniowania podczas swojego występu. Oprócz występu w Hollywood, z gitary elektrycznej korzystał także, śpiewając: „All Right Now”, „Hello”, „Day Tripper”, „I'm Alive”, „Baba O’Riley”, „Dare You to Move” i „Dream Big”, a z akustycznej, wykonując: „Little Sparrow”, „All I Really Need Is You” i „The World I Know”. Jego biały Gibson Les Paul dla leworęcznych jest podpisany skrótem „AC". Cook wyjaśnił piśmie TV Guide: „Mam dwóch braci, Adama i Andrew. Zgodnie z przesądem, gdy dorastam, podpisuję wszystko ich inicjałami". Od tygodnia Top 12 w Idolu Cook nosi także pomarańczową bransoletkę charytatywną, na znak, że wspiera siedmioletnią fankę, Lindsey Rose, w walce z białaczką.
Konwencja jednego z jego wykonań, „Day Tripper” Beatlesów, była porównywana do brzmień zespołu Whitesnake. Z kolei zespół Doxology stwierdził, iż „Eleanor Rigby” zaśpiewane przez Cooka, brzmiało podobnie do wersji tej piosenki, nagranej przez grupę rok wcześniej.
1 kwietnia, przed zaśpiewaniem utworu Dolly Parton „Little Sparrow", do której stworzył nową, własną aranżację, Cook wyjawił Ryanowi Seacrestowi w wywiadzie, że przy opracowywaniu „Eleanor Rigby” opierał się na wersjach Neila Zazy oraz Doxology. Kilka razy także podkreślił fakt, iż czerpie z twórczości Whitesnake i Chrisa Cornella. Pomimo zaistniałych kontrowersji, krytycy chwalili Cooka za wybór utworów pasujących do jego barwy głosu i techniki śpiewu. Aranżacje piosenek „Hello”, „Little Sparrow”, „Always Be My Baby”, „All I Really Need Is You”, „Baba O’Riley”, „The First Time Ever I Saw Your Face” i „I Don’t Want to Miss a Thing” wykonane według pomysłu wokalisty, zostały uznane za oryginalne.
Cook wygrał siódmy sezon American Idol 21 maja 2008 roku. Otrzymał 56% głosów, w tym 12 milionów więcej niż zdobywca drugiego miejsca, David Archuleta. Po ogłoszeniu wyników zaśpiewał utwór „The Time of My Life”, który wygrał w konkursie American Idol Songwriter's Competition. Według ostatecznego zapisu, Archuleta otrzymał 44% głosów.
Podczas finału zostały także wyemitowane dwie identyczne reklamy, jedna z Cookiem, druga z Archuletą w roli głównej, promujące grę Guitar Hero.
Wokaliści mieli za zadanie naśladować Toma Cruise'a, który w scenie z filmu Ryzykowny interes tańczy w bieliźnie i gra na gitarze powietrznej.

### Wykonywane utwory
| Etap          | Etap          | Etap          | Etap          | Etap          | Etap          | Etap          | Etap          | Etap          | Etap          | Etap          | Etap          | Etap          | Etap          | Etap          | Etap          | Etap          | Etap          | Etap          | Etap          | Etap          | Etap          | Etap          | Etap          | Etap          | Etap          | Etap          | Etap          | Etap          | Etap          | Etap          | Etap          | Etap          | Etap          | Etap          | Etap          | Etap          | Etap          | Etap          | Etap          | Etap          | Etap          | Etap          | Etap          | Etap          | Etap          | Etap          | Etap          | Etap          | Etap          | Etap          | Etap          | Etap          | Etap          | Etap          | Etap          | Etap          | Etap          | Etap          | Etap          | Etap          | Etap          | Etap          | Etap          | Etap          | Etap          | Etap          | Etap          | Etap          | Etap          | Etap          | Etap          | Etap          | Etap          | Etap          | Etap          | Etap          | Etap          | Etap          | Etap          | Etap          | Etap          | Etap          | Etap          | Etap          | Etap          | Etap          | Etap          | Etap          | Etap          | Temat                                                          | Temat                                                          | Temat                                                          | Temat                                                          | Temat                                                          | Temat                                                          | Temat                                                          | Temat                                                          | Temat                                                          | Temat                                                          | Temat                                                          | Temat                                                          | Temat                                                          | Temat                                                          | Temat                                                          | Temat                                                          | Temat                                                          | Temat                                                          | Temat                                                          | Temat                                                          | Temat                                                          | Temat                                                          | Temat                                                          | Temat                                                          | Temat                                                          | Temat                                                          | Temat                                                          | Temat                                                          | Temat                                                          | Temat                                                          | Temat                                                          | Temat                                                          | Temat                                                          | Temat                                                          | Temat                                                          | Temat                                                          | Temat                                                          | Temat                                                          | Temat                                                          | Temat                                                          | Temat                                                          | Temat                                                          | Temat                                                          | Temat                                                          | Temat                                                          | Temat                                                          | Temat                                                          | Temat                                                          | Temat                                                          | Temat                                                          | Temat                                                          | Temat                                                          | Temat                                                          | Temat                                                          | Temat                                                          | Temat                                                          | Temat                                                          | Temat                                                          | Temat                                                          | Temat                                                          | Temat                                                          | Temat                                                          | Temat                                                          | Temat                                                          | Temat                                                          | Temat                                                          | Temat                                                          | Temat                                                          | Temat                                                          | Temat                                                          | Temat                                                          | Temat                                                          | Temat                                                          | Temat                                                          | Temat                                                          | Temat                                                          | Temat                                                          | Temat                                                          | Temat                                                          | Temat                                                          | Temat                                                          | Temat                                                          | Temat                                                          | Temat                                                          | Temat                                                          | Temat                                                          | Temat                                                          | Temat                                                          | Temat                                                          | Temat                                                          | Temat                                                          | Temat                                                          | Temat                                                          | Temat                                                          | Temat                                                          | Temat                                                          | Temat                                                          | Temat                                                          | Temat                                                          | Temat                                                          | Utwór /utwory                                                                           | Utwór /utwory                                                                           | Utwór /utwory                                                                           | Utwór /utwory                                                                           | Utwór /utwory                                                                           | Utwór /utwory                                                                           | Utwór /utwory                                                                           | Utwór /utwory                                                                           | Utwór /utwory                                                                           | Utwór /utwory                                                                           | Utwór /utwory                                                                           | Utwór /utwory                                                                           | Utwór /utwory                                                                           | Utwór /utwory                                                                           | Utwór /utwory                                                                           | Utwór /utwory                                                                           | Utwór /utwory                                                                           | Utwór /utwory                                                                           | Utwór /utwory                                                                           | Utwór /utwory                                                                           | Utwór /utwory                                                                           | Utwór /utwory                                                                           | Utwór /utwory                                                                           | Utwór /utwory                                                                           | Utwór /utwory                                                                           | Utwór /utwory                                                                           | Utwór /utwory                                                                           | Utwór /utwory                                                                           | Utwór /utwory                                                                           | Utwór /utwory                                                                           | Utwór /utwory                                                                           | Utwór /utwory                                                                           | Utwór /utwory                                                                           | Utwór /utwory                                                                           | Utwór /utwory                                                                           | Utwór /utwory                                                                           | Utwór /utwory                                                                           | Utwór /utwory                                                                           | Utwór /utwory                                                                           | Utwór /utwory                                                                           | Utwór /utwory                                                                           | Utwór /utwory                                                                           | Utwór /utwory                                                                           | Utwór /utwory                                                                           | Utwór /utwory                                                                           | Utwór /utwory                                                                           | Utwór /utwory                                                                           | Utwór /utwory                                                                           | Utwór /utwory                                                                           | Utwór /utwory                                                                           | Utwór /utwory                                                                           | Utwór /utwory                                                                           | Utwór /utwory                                                                           | Utwór /utwory                                                                           | Utwór /utwory                                                                           | Utwór /utwory                                                                           | Utwór /utwory                                                                           | Utwór /utwory                                                                           | Utwór /utwory                                                                           | Utwór /utwory                                                                           | Utwór /utwory                                                                           | Utwór /utwory                                                                           | Utwór /utwory                                                                           | Utwór /utwory                                                                           | Utwór /utwory                                                                           | Utwór /utwory                                                                           | Utwór /utwory                                                                           | Utwór /utwory                                                                           | Utwór /utwory                                                                           | Utwór /utwory                                                                           | Utwór /utwory                                                                           | Utwór /utwory                                                                           | Utwór /utwory                                                                           | Utwór /utwory                                                                           | Utwór /utwory                                                                           | Utwór /utwory                                                                           | Utwór /utwory                                                                           | Utwór /utwory                                                                           | Utwór /utwory                                                                           | Utwór /utwory                                                                           | Utwór /utwory                                                                           | Utwór /utwory                                                                           | Utwór /utwory                                                                           | Utwór /utwory                                                                           | Utwór /utwory                                                                           | Utwór /utwory                                                                           | Utwór /utwory                                                                           | Utwór /utwory                                                                           | Utwór /utwory                                                                           | Utwór /utwory                                                                           | Utwór /utwory                                                                           | Utwór /utwory                                                                           | Utwór /utwory                                                                           | Utwór /utwory                                                                           | Utwór /utwory                                                                           | Utwór /utwory                                                                           | Utwór /utwory                                                                           | Utwór /utwory                                                                           | Utwór /utwory                                                                           | Utwór /utwory                                                                           | Utwór /utwory                                                                           | Utwór /utwory                                                                           | Utwór /utwory                                                                           | Utwór /utwory                                                                           | Utwór /utwory                                                                           | Utwór /utwory                                                                           | Utwór /utwory                                                                           | Utwór /utwory                                                                           | Utwór /utwory                                                                           | Utwór /utwory                                                                           | Utwór /utwory                                                                           | Utwór /utwory                                                                           | Utwór /utwory                                                                           | Utwór /utwory                                                                           | Utwór /utwory                                                                           | Utwór /utwory                                                                           | Utwór /utwory                                                                           | Utwór /utwory                                                                           | Utwór /utwory                                                                           | Utwór /utwory                                                                           | Utwór /utwory                                                                           | Utwór /utwory                                                                           | Utwór /utwory                                                                           | Utwór /utwory                                                                           | Utwór /utwory                                                                           | Utwór /utwory                                                                           | Utwór /utwory                                                                           | Utwór /utwory                                                                           | Utwór /utwory                                                                           | Utwór /utwory                                                                           | Oryginalny wykonawca                               | Oryginalny wykonawca                               | Oryginalny wykonawca                               | Oryginalny wykonawca                               | Oryginalny wykonawca                               | Oryginalny wykonawca                               | Oryginalny wykonawca                               | Oryginalny wykonawca                               | Oryginalny wykonawca                               | Oryginalny wykonawca                               | Oryginalny wykonawca                               | Oryginalny wykonawca                               | Oryginalny wykonawca                               | Oryginalny wykonawca                               | Oryginalny wykonawca                               | Oryginalny wykonawca                               | Oryginalny wykonawca                               | Oryginalny wykonawca                               | Oryginalny wykonawca                               | Oryginalny wykonawca                               | Oryginalny wykonawca                               | Oryginalny wykonawca                               | Oryginalny wykonawca                               | Oryginalny wykonawca                               | Oryginalny wykonawca                               | Oryginalny wykonawca                               | Oryginalny wykonawca                               | Oryginalny wykonawca                               | Oryginalny wykonawca                               | Oryginalny wykonawca                               | Oryginalny wykonawca                               | Oryginalny wykonawca                               | Oryginalny wykonawca                               | Oryginalny wykonawca                               | Oryginalny wykonawca                               | Oryginalny wykonawca                               | Oryginalny wykonawca                               | Oryginalny wykonawca                               | Oryginalny wykonawca                               | Oryginalny wykonawca                               | Oryginalny wykonawca                               | Oryginalny wykonawca                               | Oryginalny wykonawca                               | Oryginalny wykonawca                               | Oryginalny wykonawca                               | Oryginalny wykonawca                               | Oryginalny wykonawca                               | Oryginalny wykonawca                               | Oryginalny wykonawca                               | Oryginalny wykonawca                               | Oryginalny wykonawca                               | Oryginalny wykonawca                               | Oryginalny wykonawca                               | Oryginalny wykonawca                               | Oryginalny wykonawca                               | Oryginalny wykonawca                               | Oryginalny wykonawca                               | Oryginalny wykonawca                               | Oryginalny wykonawca                               | Oryginalny wykonawca                               | Oryginalny wykonawca                               | Oryginalny wykonawca                               | Oryginalny wykonawca                               | Oryginalny wykonawca                               | Oryginalny wykonawca                               | Oryginalny wykonawca                               | Oryginalny wykonawca                               | Oryginalny wykonawca                               | Oryginalny wykonawca                               | Oryginalny wykonawca                               | Oryginalny wykonawca                               | Oryginalny wykonawca                               | Oryginalny wykonawca                               | Oryginalny wykonawca                               | Oryginalny wykonawca                               | Oryginalny wykonawca                               | Oryginalny wykonawca                               | Oryginalny wykonawca                               | Oryginalny wykonawca                               | Oryginalny wykonawca                               | Oryginalny wykonawca                               | Oryginalny wykonawca                               | Oryginalny wykonawca                               | Oryginalny wykonawca                               | Oryginalny wykonawca                               | Oryginalny wykonawca                               | Oryginalny wykonawca                               | Oryginalny wykonawca                               | Oryginalny wykonawca                               | Oryginalny wykonawca                               | Oryginalny wykonawca                               | Oryginalny wykonawca                               | Oryginalny wykonawca                               | Oryginalny wykonawca                               | Oryginalny wykonawca                               | Oryginalny wykonawca                               | Oryginalny wykonawca                               | Oryginalny wykonawca                               | Oryginalny wykonawca                               | Oryginalny wykonawca                               | Kolejność | Kolejność | Kolejność | Kolejność | Kolejność | Kolejność | Kolejność | Kolejność | Kolejność | Kolejność | Kolejność | Kolejność | Kolejność | Kolejność | Kolejność | Kolejność | Kolejność | Kolejność | Kolejność | Kolejność | Kolejność | Kolejność | Kolejność | Kolejność | Kolejność | Kolejność | Kolejność | Kolejność | Kolejność | Kolejność | Kolejność | Kolejność | Kolejność | Kolejność | Kolejność | Kolejność | Kolejność | Kolejność | Kolejność | Kolejność | Kolejność | Kolejność | Kolejność | Kolejność | Kolejność | Kolejność | Kolejność | Kolejność | Kolejność | Kolejność | Kolejność | Kolejność | Kolejność | Kolejność | Kolejność | Kolejność | Kolejność | Kolejność | Kolejność | Kolejność | Kolejność | Kolejność | Kolejność | Kolejność | Kolejność | Kolejność | Kolejność | Kolejność | Kolejność | Kolejność | Kolejność | Kolejność | Kolejność | Kolejność | Kolejność | Kolejność | Kolejność | Kolejność | Kolejność | Kolejność | Kolejność | Kolejność | Kolejność | Kolejność | Kolejność | Kolejność | Kolejność | Kolejność | Kolejność | Kolejność | Kolejność | Kolejność | Kolejność | Kolejność | Kolejność | Kolejność | Kolejność | Kolejność | Kolejność | Kolejność | Wynik      | Wynik      | Wynik      | Wynik      | Wynik      | Wynik      | Wynik      | Wynik      | Wynik      | Wynik      | Wynik      | Wynik      | Wynik      | Wynik      | Wynik      | Wynik      | Wynik      | Wynik      | Wynik      | Wynik      | Wynik      | Wynik      | Wynik      | Wynik      | Wynik      | Wynik      | Wynik      | Wynik      | Wynik      | Wynik      | Wynik      | Wynik      | Wynik      | Wynik      | Wynik      | Wynik      | Wynik      | Wynik      | Wynik      | Wynik      | Wynik      | Wynik      | Wynik      | Wynik      | Wynik      | Wynik      | Wynik      | Wynik      | Wynik      | Wynik      | Wynik      | Wynik      | Wynik      | Wynik      | Wynik      | Wynik      | Wynik      | Wynik      | Wynik      | Wynik      | Wynik      | Wynik      | Wynik      | Wynik      | Wynik      | Wynik      | Wynik      | Wynik      | Wynik      | Wynik      |
| Przesłuchania | Przesłuchania | Przesłuchania | Przesłuchania | Przesłuchania | Przesłuchania | Przesłuchania | Przesłuchania | Przesłuchania | Przesłuchania | Przesłuchania | Przesłuchania | Przesłuchania | Przesłuchania | Przesłuchania | Przesłuchania | Przesłuchania | Przesłuchania | Przesłuchania | Przesłuchania | Przesłuchania | Przesłuchania | Przesłuchania | Przesłuchania | Przesłuchania | Przesłuchania | Przesłuchania | Przesłuchania | Przesłuchania | Przesłuchania | Przesłuchania | Przesłuchania | Przesłuchania | Przesłuchania | Przesłuchania | Przesłuchania | Przesłuchania | Przesłuchania | Przesłuchania | Przesłuchania | Przesłuchania | Przesłuchania | Przesłuchania | Przesłuchania | Przesłuchania | Przesłuchania | Przesłuchania | Przesłuchania | Przesłuchania | Przesłuchania | Przesłuchania | Przesłuchania | Przesłuchania | Przesłuchania | Przesłuchania | Przesłuchania | Przesłuchania | Przesłuchania | Przesłuchania | Przesłuchania | Przesłuchania | Przesłuchania | Przesłuchania | Przesłuchania | Przesłuchania | Przesłuchania | Przesłuchania | Przesłuchania | Przesłuchania | Przesłuchania | Przesłuchania | Przesłuchania | Przesłuchania | Przesłuchania | Przesłuchania | Przesłuchania | Przesłuchania | Przesłuchania | Przesłuchania | Przesłuchania | Przesłuchania | Przesłuchania | Przesłuchania | Przesłuchania | Przesłuchania | Przesłuchania | Przesłuchania | Przesłuchania | Przesłuchania | Przesłuchania | –                                                              | –                                                              | –                                                              | –                                                              | –                                                              | –                                                              | –                                                              | –                                                              | –                                                              | –                                                              | –                                                              | –                                                              | –                                                              | –                                                              | –                                                              | –                                                              | –                                                              | –                                                              | –                                                              | –                                                              | –                                                              | –                                                              | –                                                              | –                                                              | –                                                              | –                                                              | –                                                              | –                                                              | –                                                              | –                                                              | –                                                              | –                                                              | –                                                              | –                                                              | –                                                              | –                                                              | –                                                              | –                                                              | –                                                              | –                                                              | –                                                              | –                                                              | –                                                              | –                                                              | –                                                              | –                                                              | –                                                              | –                                                              | –                                                              | –                                                              | –                                                              | –                                                              | –                                                              | –                                                              | –                                                              | –                                                              | –                                                              | –                                                              | –                                                              | –                                                              | –                                                              | –                                                              | –                                                              | –                                                              | –                                                              | –                                                              | –                                                              | –                                                              | –                                                              | –                                                              | –                                                              | –                                                              | –                                                              | –                                                              | –                                                              | –                                                              | –                                                              | –                                                              | –                                                              | –                                                              | –                                                              | –                                                              | –                                                              | –                                                              | –                                                              | –                                                              | –                                                              | –                                                              | –                                                              | –                                                              | –                                                              | –                                                              | –                                                              | –                                                              | –                                                              | –                                                              | –                                                              | –                                                              | –                                                              | –                                                              | „Livin’ on a Prayer”                                                                    | „Livin’ on a Prayer”                                                                    | „Livin’ on a Prayer”                                                                    | „Livin’ on a Prayer”                                                                    | „Livin’ on a Prayer”                                                                    | „Livin’ on a Prayer”                                                                    | „Livin’ on a Prayer”                                                                    | „Livin’ on a Prayer”                                                                    | „Livin’ on a Prayer”                                                                    | „Livin’ on a Prayer”                                                                    | „Livin’ on a Prayer”                                                                    | „Livin’ on a Prayer”                                                                    | „Livin’ on a Prayer”                                                                    | „Livin’ on a Prayer”                                                                    | „Livin’ on a Prayer”                                                                    | „Livin’ on a Prayer”                                                                    | „Livin’ on a Prayer”                                                                    | „Livin’ on a Prayer”                                                                    | „Livin’ on a Prayer”                                                                    | „Livin’ on a Prayer”                                                                    | „Livin’ on a Prayer”                                                                    | „Livin’ on a Prayer”                                                                    | „Livin’ on a Prayer”                                                                    | „Livin’ on a Prayer”                                                                    | „Livin’ on a Prayer”                                                                    | „Livin’ on a Prayer”                                                                    | „Livin’ on a Prayer”                                                                    | „Livin’ on a Prayer”                                                                    | „Livin’ on a Prayer”                                                                    | „Livin’ on a Prayer”                                                                    | „Livin’ on a Prayer”                                                                    | „Livin’ on a Prayer”                                                                    | „Livin’ on a Prayer”                                                                    | „Livin’ on a Prayer”                                                                    | „Livin’ on a Prayer”                                                                    | „Livin’ on a Prayer”                                                                    | „Livin’ on a Prayer”                                                                    | „Livin’ on a Prayer”                                                                    | „Livin’ on a Prayer”                                                                    | „Livin’ on a Prayer”                                                                    | „Livin’ on a Prayer”                                                                    | „Livin’ on a Prayer”                                                                    | „Livin’ on a Prayer”                                                                    | „Livin’ on a Prayer”                                                                    | „Livin’ on a Prayer”                                                                    | „Livin’ on a Prayer”                                                                    | „Livin’ on a Prayer”                                                                    | „Livin’ on a Prayer”                                                                    | „Livin’ on a Prayer”                                                                    | „Livin’ on a Prayer”                                                                    | „Livin’ on a Prayer”                                                                    | „Livin’ on a Prayer”                                                                    | „Livin’ on a Prayer”                                                                    | „Livin’ on a Prayer”                                                                    | „Livin’ on a Prayer”                                                                    | „Livin’ on a Prayer”                                                                    | „Livin’ on a Prayer”                                                                    | „Livin’ on a Prayer”                                                                    | „Livin’ on a Prayer”                                                                    | „Livin’ on a Prayer”                                                                    | „Livin’ on a Prayer”                                                                    | „Livin’ on a Prayer”                                                                    | „Livin’ on a Prayer”                                                                    | „Livin’ on a Prayer”                                                                    | „Livin’ on a Prayer”                                                                    | „Livin’ on a Prayer”                                                                    | „Livin’ on a Prayer”                                                                    | „Livin’ on a Prayer”                                                                    | „Livin’ on a Prayer”                                                                    | „Livin’ on a Prayer”                                                                    | „Livin’ on a Prayer”                                                                    | „Livin’ on a Prayer”                                                                    | „Livin’ on a Prayer”                                                                    | „Livin’ on a Prayer”                                                                    | „Livin’ on a Prayer”                                                                    | „Livin’ on a Prayer”                                                                    | „Livin’ on a Prayer”                                                                    | „Livin’ on a Prayer”                                                                    | „Livin’ on a Prayer”                                                                    | „Livin’ on a Prayer”                                                                    | „Livin’ on a Prayer”                                                                    | „Livin’ on a Prayer”                                                                    | „Livin’ on a Prayer”                                                                    | „Livin’ on a Prayer”                                                                    | „Livin’ on a Prayer”                                                                    | „Livin’ on a Prayer”                                                                    | „Livin’ on a Prayer”                                                                    | „Livin’ on a Prayer”                                                                    | „Livin’ on a Prayer”                                                                    | „Livin’ on a Prayer”                                                                    | „Livin’ on a Prayer”                                                                    | „Livin’ on a Prayer”                                                                    | „Livin’ on a Prayer”                                                                    | „Livin’ on a Prayer”                                                                    | „Livin’ on a Prayer”                                                                    | „Livin’ on a Prayer”                                                                    | „Livin’ on a Prayer”                                                                    | „Livin’ on a Prayer”                                                                    | „Livin’ on a Prayer”                                                                    | „Livin’ on a Prayer”                                                                    | „Livin’ on a Prayer”                                                                    | „Livin’ on a Prayer”                                                                    | „Livin’ on a Prayer”                                                                    | „Livin’ on a Prayer”                                                                    | „Livin’ on a Prayer”                                                                    | „Livin’ on a Prayer”                                                                    | „Livin’ on a Prayer”                                                                    | „Livin’ on a Prayer”                                                                    | „Livin’ on a Prayer”                                                                    | „Livin’ on a Prayer”                                                                    | „Livin’ on a Prayer”                                                                    | „Livin’ on a Prayer”                                                                    | „Livin’ on a Prayer”                                                                    | „Livin’ on a Prayer”                                                                    | „Livin’ on a Prayer”                                                                    | „Livin’ on a Prayer”                                                                    | „Livin’ on a Prayer”                                                                    | „Livin’ on a Prayer”                                                                    | „Livin’ on a Prayer”                                                                    | „Livin’ on a Prayer”                                                                    | „Livin’ on a Prayer”                                                                    | „Livin’ on a Prayer”                                                                    | „Livin’ on a Prayer”                                                                    | „Livin’ on a Prayer”                                                                    | „Livin’ on a Prayer”                                                                    | „Livin’ on a Prayer”                                                                    | „Livin’ on a Prayer”                                                                    | „Livin’ on a Prayer”                                                                    | „Livin’ on a Prayer”                                                                    | „Livin’ on a Prayer”                                                                    | Bon Jovi                                           | Bon Jovi                                           | Bon Jovi                                           | Bon Jovi                                           | Bon Jovi                                           | Bon Jovi                                           | Bon Jovi                                           | Bon Jovi                                           | Bon Jovi                                           | Bon Jovi                                           | Bon Jovi                                           | Bon Jovi                                           | Bon Jovi                                           | Bon Jovi                                           | Bon Jovi                                           | Bon Jovi                                           | Bon Jovi                                           | Bon Jovi                                           | Bon Jovi                                           | Bon Jovi                                           | Bon Jovi                                           | Bon Jovi                                           | Bon Jovi                                           | Bon Jovi                                           | Bon Jovi                                           | Bon Jovi                                           | Bon Jovi                                           | Bon Jovi                                           | Bon Jovi                                           | Bon Jovi                                           | Bon Jovi                                           | Bon Jovi                                           | Bon Jovi                                           | Bon Jovi                                           | Bon Jovi                                           | Bon Jovi                                           | Bon Jovi                                           | Bon Jovi                                           | Bon Jovi                                           | Bon Jovi                                           | Bon Jovi                                           | Bon Jovi                                           | Bon Jovi                                           | Bon Jovi                                           | Bon Jovi                                           | Bon Jovi                                           | Bon Jovi                                           | Bon Jovi                                           | Bon Jovi                                           | Bon Jovi                                           | Bon Jovi                                           | Bon Jovi                                           | Bon Jovi                                           | Bon Jovi                                           | Bon Jovi                                           | Bon Jovi                                           | Bon Jovi                                           | Bon Jovi                                           | Bon Jovi                                           | Bon Jovi                                           | Bon Jovi                                           | Bon Jovi                                           | Bon Jovi                                           | Bon Jovi                                           | Bon Jovi                                           | Bon Jovi                                           | Bon Jovi                                           | Bon Jovi                                           | Bon Jovi                                           | Bon Jovi                                           | Bon Jovi                                           | Bon Jovi                                           | Bon Jovi                                           | Bon Jovi                                           | Bon Jovi                                           | Bon Jovi                                           | Bon Jovi                                           | Bon Jovi                                           | Bon Jovi                                           | Bon Jovi                                           | Bon Jovi                                           | Bon Jovi                                           | Bon Jovi                                           | Bon Jovi                                           | Bon Jovi                                           | Bon Jovi                                           | Bon Jovi                                           | Bon Jovi                                           | Bon Jovi                                           | Bon Jovi                                           | Bon Jovi                                           | Bon Jovi                                           | Bon Jovi                                           | Bon Jovi                                           | Bon Jovi                                           | Bon Jovi                                           | Bon Jovi                                           | Bon Jovi                                           | Bon Jovi                                           | Bon Jovi                                           | –         | –         | –         | –         | –         | –         | –         | –         | –         | –         | –         | –         | –         | –         | –         | –         | –         | –         | –         | –         | –         | –         | –         | –         | –         | –         | –         | –         | –         | –         | –         | –         | –         | –         | –         | –         | –         | –         | –         | –         | –         | –         | –         | –         | –         | –         | –         | –         | –         | –         | –         | –         | –         | –         | –         | –         | –         | –         | –         | –         | –         | –         | –         | –         | –         | –         | –         | –         | –         | –         | –         | –         | –         | –         | –         | –         | –         | –         | –         | –         | –         | –         | –         | –         | –         | –         | –         | –         | –         | –         | –         | –         | –         | –         | –         | –         | –         | –         | –         | –         | Awans      | Awans      | Awans      | Awans      | Awans      | Awans      | Awans      | Awans      | Awans      | Awans      | Awans      | Awans      | Awans      | Awans      | Awans      | Awans      | Awans      | Awans      | Awans      | Awans      | Awans      | Awans      | Awans      | Awans      | Awans      | Awans      | Awans      | Awans      | Awans      | Awans      | Awans      | Awans      | Awans      | Awans      | Awans      | Awans      | Awans      | Awans      | Awans      | Awans      | Awans      | Awans      | Awans      | Awans      | Awans      | Awans      | Awans      | Awans      | Awans      | Awans      | Awans      | Awans      | Awans      | Awans      | Awans      | Awans      | Awans      | Awans      | Awans      | Awans      | Awans      | Awans      | Awans      | Awans      | Awans      | Awans      | Awans      | Awans      | Awans      | Awans      |
| Hollywood     | Hollywood     | Hollywood     | Hollywood     | Hollywood     | Hollywood     | Hollywood     | Hollywood     | Hollywood     | Hollywood     | Hollywood     | Hollywood     | Hollywood     | Hollywood     | Hollywood     | Hollywood     | Hollywood     | Hollywood     | Hollywood     | Hollywood     | Hollywood     | Hollywood     | Hollywood     | Hollywood     | Hollywood     | Hollywood     | Hollywood     | Hollywood     | Hollywood     | Hollywood     | Hollywood     | Hollywood     | Hollywood     | Hollywood     | Hollywood     | Hollywood     | Hollywood     | Hollywood     | Hollywood     | Hollywood     | Hollywood     | Hollywood     | Hollywood     | Hollywood     | Hollywood     | Hollywood     | Hollywood     | Hollywood     | Hollywood     | Hollywood     | Hollywood     | Hollywood     | Hollywood     | Hollywood     | Hollywood     | Hollywood     | Hollywood     | Hollywood     | Hollywood     | Hollywood     | Hollywood     | Hollywood     | Hollywood     | Hollywood     | Hollywood     | Hollywood     | Hollywood     | Hollywood     | Hollywood     | Hollywood     | Hollywood     | Hollywood     | Hollywood     | Hollywood     | Hollywood     | Hollywood     | Hollywood     | Hollywood     | Hollywood     | Hollywood     | Hollywood     | Hollywood     | Hollywood     | Hollywood     | Hollywood     | Hollywood     | Hollywood     | Hollywood     | Hollywood     | Hollywood     | –                                                              | –                                                              | –                                                              | –                                                              | –                                                              | –                                                              | –                                                              | –                                                              | –                                                              | –                                                              | –                                                              | –                                                              | –                                                              | –                                                              | –                                                              | –                                                              | –                                                              | –                                                              | –                                                              | –                                                              | –                                                              | –                                                              | –                                                              | –                                                              | –                                                              | –                                                              | –                                                              | –                                                              | –                                                              | –                                                              | –                                                              | –                                                              | –                                                              | –                                                              | –                                                              | –                                                              | –                                                              | –                                                              | –                                                              | –                                                              | –                                                              | –                                                              | –                                                              | –                                                              | –                                                              | –                                                              | –                                                              | –                                                              | –                                                              | –                                                              | –                                                              | –                                                              | –                                                              | –                                                              | –                                                              | –                                                              | –                                                              | –                                                              | –                                                              | –                                                              | –                                                              | –                                                              | –                                                              | –                                                              | –                                                              | –                                                              | –                                                              | –                                                              | –                                                              | –                                                              | –                                                              | –                                                              | –                                                              | –                                                              | –                                                              | –                                                              | –                                                              | –                                                              | –                                                              | –                                                              | –                                                              | –                                                              | –                                                              | –                                                              | –                                                              | –                                                              | –                                                              | –                                                              | –                                                              | –                                                              | –                                                              | –                                                              | –                                                              | –                                                              | –                                                              | –                                                              | –                                                              | –                                                              | –                                                              | –                                                              | „(Everything I Do) I Do It for You”                                                     | „(Everything I Do) I Do It for You”                                                     | „(Everything I Do) I Do It for You”                                                     | „(Everything I Do) I Do It for You”                                                     | „(Everything I Do) I Do It for You”                                                     | „(Everything I Do) I Do It for You”                                                     | „(Everything I Do) I Do It for You”                                                     | „(Everything I Do) I Do It for You”                                                     | „(Everything I Do) I Do It for You”                                                     | „(Everything I Do) I Do It for You”                                                     | „(Everything I Do) I Do It for You”                                                     | „(Everything I Do) I Do It for You”                                                     | „(Everything I Do) I Do It for You”                                                     | „(Everything I Do) I Do It for You”                                                     | „(Everything I Do) I Do It for You”                                                     | „(Everything I Do) I Do It for You”                                                     | „(Everything I Do) I Do It for You”                                                     | „(Everything I Do) I Do It for You”                                                     | „(Everything I Do) I Do It for You”                                                     | „(Everything I Do) I Do It for You”                                                     | „(Everything I Do) I Do It for You”                                                     | „(Everything I Do) I Do It for You”                                                     | „(Everything I Do) I Do It for You”                                                     | „(Everything I Do) I Do It for You”                                                     | „(Everything I Do) I Do It for You”                                                     | „(Everything I Do) I Do It for You”                                                     | „(Everything I Do) I Do It for You”                                                     | „(Everything I Do) I Do It for You”                                                     | „(Everything I Do) I Do It for You”                                                     | „(Everything I Do) I Do It for You”                                                     | „(Everything I Do) I Do It for You”                                                     | „(Everything I Do) I Do It for You”                                                     | „(Everything I Do) I Do It for You”                                                     | „(Everything I Do) I Do It for You”                                                     | „(Everything I Do) I Do It for You”                                                     | „(Everything I Do) I Do It for You”                                                     | „(Everything I Do) I Do It for You”                                                     | „(Everything I Do) I Do It for You”                                                     | „(Everything I Do) I Do It for You”                                                     | „(Everything I Do) I Do It for You”                                                     | „(Everything I Do) I Do It for You”                                                     | „(Everything I Do) I Do It for You”                                                     | „(Everything I Do) I Do It for You”                                                     | „(Everything I Do) I Do It for You”                                                     | „(Everything I Do) I Do It for You”                                                     | „(Everything I Do) I Do It for You”                                                     | „(Everything I Do) I Do It for You”                                                     | „(Everything I Do) I Do It for You”                                                     | „(Everything I Do) I Do It for You”                                                     | „(Everything I Do) I Do It for You”                                                     | „(Everything I Do) I Do It for You”                                                     | „(Everything I Do) I Do It for You”                                                     | „(Everything I Do) I Do It for You”                                                     | „(Everything I Do) I Do It for You”                                                     | „(Everything I Do) I Do It for You”                                                     | „(Everything I Do) I Do It for You”                                                     | „(Everything I Do) I Do It for You”                                                     | „(Everything I Do) I Do It for You”                                                     | „(Everything I Do) I Do It for You”                                                     | „(Everything I Do) I Do It for You”                                                     | „(Everything I Do) I Do It for You”                                                     | „(Everything I Do) I Do It for You”                                                     | „(Everything I Do) I Do It for You”                                                     | „(Everything I Do) I Do It for You”                                                     | „(Everything I Do) I Do It for You”                                                     | „(Everything I Do) I Do It for You”                                                     | „(Everything I Do) I Do It for You”                                                     | „(Everything I Do) I Do It for You”                                                     | „(Everything I Do) I Do It for You”                                                     | „(Everything I Do) I Do It for You”                                                     | „(Everything I Do) I Do It for You”                                                     | „(Everything I Do) I Do It for You”                                                     | „(Everything I Do) I Do It for You”                                                     | „(Everything I Do) I Do It for You”                                                     | „(Everything I Do) I Do It for You”                                                     | „(Everything I Do) I Do It for You”                                                     | „(Everything I Do) I Do It for You”                                                     | „(Everything I Do) I Do It for You”                                                     | „(Everything I Do) I Do It for You”                                                     | „(Everything I Do) I Do It for You”                                                     | „(Everything I Do) I Do It for You”                                                     | „(Everything I Do) I Do It for You”                                                     | „(Everything I Do) I Do It for You”                                                     | „(Everything I Do) I Do It for You”                                                     | „(Everything I Do) I Do It for You”                                                     | „(Everything I Do) I Do It for You”                                                     | „(Everything I Do) I Do It for You”                                                     | „(Everything I Do) I Do It for You”                                                     | „(Everything I Do) I Do It for You”                                                     | „(Everything I Do) I Do It for You”                                                     | „(Everything I Do) I Do It for You”                                                     | „(Everything I Do) I Do It for You”                                                     | „(Everything I Do) I Do It for You”                                                     | „(Everything I Do) I Do It for You”                                                     | „(Everything I Do) I Do It for You”                                                     | „(Everything I Do) I Do It for You”                                                     | „(Everything I Do) I Do It for You”                                                     | „(Everything I Do) I Do It for You”                                                     | „(Everything I Do) I Do It for You”                                                     | „(Everything I Do) I Do It for You”                                                     | „(Everything I Do) I Do It for You”                                                     | „(Everything I Do) I Do It for You”                                                     | „(Everything I Do) I Do It for You”                                                     | „(Everything I Do) I Do It for You”                                                     | „(Everything I Do) I Do It for You”                                                     | „(Everything I Do) I Do It for You”                                                     | „(Everything I Do) I Do It for You”                                                     | „(Everything I Do) I Do It for You”                                                     | „(Everything I Do) I Do It for You”                                                     | „(Everything I Do) I Do It for You”                                                     | „(Everything I Do) I Do It for You”                                                     | „(Everything I Do) I Do It for You”                                                     | „(Everything I Do) I Do It for You”                                                     | „(Everything I Do) I Do It for You”                                                     | „(Everything I Do) I Do It for You”                                                     | „(Everything I Do) I Do It for You”                                                     | „(Everything I Do) I Do It for You”                                                     | „(Everything I Do) I Do It for You”                                                     | „(Everything I Do) I Do It for You”                                                     | „(Everything I Do) I Do It for You”                                                     | „(Everything I Do) I Do It for You”                                                     | „(Everything I Do) I Do It for You”                                                     | „(Everything I Do) I Do It for You”                                                     | „(Everything I Do) I Do It for You”                                                     | „(Everything I Do) I Do It for You”                                                     | „(Everything I Do) I Do It for You”                                                     | „(Everything I Do) I Do It for You”                                                     | „(Everything I Do) I Do It for You”                                                     | „(Everything I Do) I Do It for You”                                                     | „(Everything I Do) I Do It for You”                                                     | Bryan Adams                                        | Bryan Adams                                        | Bryan Adams                                        | Bryan Adams                                        | Bryan Adams                                        | Bryan Adams                                        | Bryan Adams                                        | Bryan Adams                                        | Bryan Adams                                        | Bryan Adams                                        | Bryan Adams                                        | Bryan Adams                                        | Bryan Adams                                        | Bryan Adams                                        | Bryan Adams                                        | Bryan Adams                                        | Bryan Adams                                        | Bryan Adams                                        | Bryan Adams                                        | Bryan Adams                                        | Bryan Adams                                        | Bryan Adams                                        | Bryan Adams                                        | Bryan Adams                                        | Bryan Adams                                        | Bryan Adams                                        | Bryan Adams                                        | Bryan Adams                                        | Bryan Adams                                        | Bryan Adams                                        | Bryan Adams                                        | Bryan Adams                                        | Bryan Adams                                        | Bryan Adams                                        | Bryan Adams                                        | Bryan Adams                                        | Bryan Adams                                        | Bryan Adams                                        | Bryan Adams                                        | Bryan Adams                                        | Bryan Adams                                        | Bryan Adams                                        | Bryan Adams                                        | Bryan Adams                                        | Bryan Adams                                        | Bryan Adams                                        | Bryan Adams                                        | Bryan Adams                                        | Bryan Adams                                        | Bryan Adams                                        | Bryan Adams                                        | Bryan Adams                                        | Bryan Adams                                        | Bryan Adams                                        | Bryan Adams                                        | Bryan Adams                                        | Bryan Adams                                        | Bryan Adams                                        | Bryan Adams                                        | Bryan Adams                                        | Bryan Adams                                        | Bryan Adams                                        | Bryan Adams                                        | Bryan Adams                                        | Bryan Adams                                        | Bryan Adams                                        | Bryan Adams                                        | Bryan Adams                                        | Bryan Adams                                        | Bryan Adams                                        | Bryan Adams                                        | Bryan Adams                                        | Bryan Adams                                        | Bryan Adams                                        | Bryan Adams                                        | Bryan Adams                                        | Bryan Adams                                        | Bryan Adams                                        | Bryan Adams                                        | Bryan Adams                                        | Bryan Adams                                        | Bryan Adams                                        | Bryan Adams                                        | Bryan Adams                                        | Bryan Adams                                        | Bryan Adams                                        | Bryan Adams                                        | Bryan Adams                                        | Bryan Adams                                        | Bryan Adams                                        | Bryan Adams                                        | Bryan Adams                                        | Bryan Adams                                        | Bryan Adams                                        | Bryan Adams                                        | Bryan Adams                                        | Bryan Adams                                        | Bryan Adams                                        | Bryan Adams                                        | Bryan Adams                                        | –         | –         | –         | –         | –         | –         | –         | –         | –         | –         | –         | –         | –         | –         | –         | –         | –         | –         | –         | –         | –         | –         | –         | –         | –         | –         | –         | –         | –         | –         | –         | –         | –         | –         | –         | –         | –         | –         | –         | –         | –         | –         | –         | –         | –         | –         | –         | –         | –         | –         | –         | –         | –         | –         | –         | –         | –         | –         | –         | –         | –         | –         | –         | –         | –         | –         | –         | –         | –         | –         | –         | –         | –         | –         | –         | –         | –         | –         | –         | –         | –         | –         | –         | –         | –         | –         | –         | –         | –         | –         | –         | –         | –         | –         | –         | –         | –         | –         | –         | –         | Awans      | Awans      | Awans      | Awans      | Awans      | Awans      | Awans      | Awans      | Awans      | Awans      | Awans      | Awans      | Awans      | Awans      | Awans      | Awans      | Awans      | Awans      | Awans      | Awans      | Awans      | Awans      | Awans      | Awans      | Awans      | Awans      | Awans      | Awans      | Awans      | Awans      | Awans      | Awans      | Awans      | Awans      | Awans      | Awans      | Awans      | Awans      | Awans      | Awans      | Awans      | Awans      | Awans      | Awans      | Awans      | Awans      | Awans      | Awans      | Awans      | Awans      | Awans      | Awans      | Awans      | Awans      | Awans      | Awans      | Awans      | Awans      | Awans      | Awans      | Awans      | Awans      | Awans      | Awans      | Awans      | Awans      | Awans      | Awans      | Awans      | Awans      |
| Top 50        | Top 50        | Top 50        | Top 50        | Top 50        | Top 50        | Top 50        | Top 50        | Top 50        | Top 50        | Top 50        | Top 50        | Top 50        | Top 50        | Top 50        | Top 50        | Top 50        | Top 50        | Top 50        | Top 50        | Top 50        | Top 50        | Top 50        | Top 50        | Top 50        | Top 50        | Top 50        | Top 50        | Top 50        | Top 50        | Top 50        | Top 50        | Top 50        | Top 50        | Top 50        | Top 50        | Top 50        | Top 50        | Top 50        | Top 50        | Top 50        | Top 50        | Top 50        | Top 50        | Top 50        | Top 50        | Top 50        | Top 50        | Top 50        | Top 50        | Top 50        | Top 50        | Top 50        | Top 50        | Top 50        | Top 50        | Top 50        | Top 50        | Top 50        | Top 50        | Top 50        | Top 50        | Top 50        | Top 50        | Top 50        | Top 50        | Top 50        | Top 50        | Top 50        | Top 50        | Top 50        | Top 50        | Top 50        | Top 50        | Top 50        | Top 50        | Top 50        | Top 50        | Top 50        | Top 50        | Top 50        | Top 50        | Top 50        | Top 50        | Top 50        | Top 50        | Top 50        | Top 50        | Top 50        | Top 50        | –                                                              | –                                                              | –                                                              | –                                                              | –                                                              | –                                                              | –                                                              | –                                                              | –                                                              | –                                                              | –                                                              | –                                                              | –                                                              | –                                                              | –                                                              | –                                                              | –                                                              | –                                                              | –                                                              | –                                                              | –                                                              | –                                                              | –                                                              | –                                                              | –                                                              | –                                                              | –                                                              | –                                                              | –                                                              | –                                                              | –                                                              | –                                                              | –                                                              | –                                                              | –                                                              | –                                                              | –                                                              | –                                                              | –                                                              | –                                                              | –                                                              | –                                                              | –                                                              | –                                                              | –                                                              | –                                                              | –                                                              | –                                                              | –                                                              | –                                                              | –                                                              | –                                                              | –                                                              | –                                                              | –                                                              | –                                                              | –                                                              | –                                                              | –                                                              | –                                                              | –                                                              | –                                                              | –                                                              | –                                                              | –                                                              | –                                                              | –                                                              | –                                                              | –                                                              | –                                                              | –                                                              | –                                                              | –                                                              | –                                                              | –                                                              | –                                                              | –                                                              | –                                                              | –                                                              | –                                                              | –                                                              | –                                                              | –                                                              | –                                                              | –                                                              | –                                                              | –                                                              | –                                                              | –                                                              | –                                                              | –                                                              | –                                                              | –                                                              | –                                                              | –                                                              | –                                                              | –                                                              | –                                                              | –                                                              | –                                                              | „I’ll Be”                                                                               | „I’ll Be”                                                                               | „I’ll Be”                                                                               | „I’ll Be”                                                                               | „I’ll Be”                                                                               | „I’ll Be”                                                                               | „I’ll Be”                                                                               | „I’ll Be”                                                                               | „I’ll Be”                                                                               | „I’ll Be”                                                                               | „I’ll Be”                                                                               | „I’ll Be”                                                                               | „I’ll Be”                                                                               | „I’ll Be”                                                                               | „I’ll Be”                                                                               | „I’ll Be”                                                                               | „I’ll Be”                                                                               | „I’ll Be”                                                                               | „I’ll Be”                                                                               | „I’ll Be”                                                                               | „I’ll Be”                                                                               | „I’ll Be”                                                                               | „I’ll Be”                                                                               | „I’ll Be”                                                                               | „I’ll Be”                                                                               | „I’ll Be”                                                                               | „I’ll Be”                                                                               | „I’ll Be”                                                                               | „I’ll Be”                                                                               | „I’ll Be”                                                                               | „I’ll Be”                                                                               | „I’ll Be”                                                                               | „I’ll Be”                                                                               | „I’ll Be”                                                                               | „I’ll Be”                                                                               | „I’ll Be”                                                                               | „I’ll Be”                                                                               | „I’ll Be”                                                                               | „I’ll Be”                                                                               | „I’ll Be”                                                                               | „I’ll Be”                                                                               | „I’ll Be”                                                                               | „I’ll Be”                                                                               | „I’ll Be”                                                                               | „I’ll Be”                                                                               | „I’ll Be”                                                                               | „I’ll Be”                                                                               | „I’ll Be”                                                                               | „I’ll Be”                                                                               | „I’ll Be”                                                                               | „I’ll Be”                                                                               | „I’ll Be”                                                                               | „I’ll Be”                                                                               | „I’ll Be”                                                                               | „I’ll Be”                                                                               | „I’ll Be”                                                                               | „I’ll Be”                                                                               | „I’ll Be”                                                                               | „I’ll Be”                                                                               | „I’ll Be”                                                                               | „I’ll Be”                                                                               | „I’ll Be”                                                                               | „I’ll Be”                                                                               | „I’ll Be”                                                                               | „I’ll Be”                                                                               | „I’ll Be”                                                                               | „I’ll Be”                                                                               | „I’ll Be”                                                                               | „I’ll Be”                                                                               | „I’ll Be”                                                                               | „I’ll Be”                                                                               | „I’ll Be”                                                                               | „I’ll Be”                                                                               | „I’ll Be”                                                                               | „I’ll Be”                                                                               | „I’ll Be”                                                                               | „I’ll Be”                                                                               | „I’ll Be”                                                                               | „I’ll Be”                                                                               | „I’ll Be”                                                                               | „I’ll Be”                                                                               | „I’ll Be”                                                                               | „I’ll Be”                                                                               | „I’ll Be”                                                                               | „I’ll Be”                                                                               | „I’ll Be”                                                                               | „I’ll Be”                                                                               | „I’ll Be”                                                                               | „I’ll Be”                                                                               | „I’ll Be”                                                                               | „I’ll Be”                                                                               | „I’ll Be”                                                                               | „I’ll Be”                                                                               | „I’ll Be”                                                                               | „I’ll Be”                                                                               | „I’ll Be”                                                                               | „I’ll Be”                                                                               | „I’ll Be”                                                                               | „I’ll Be”                                                                               | „I’ll Be”                                                                               | „I’ll Be”                                                                               | „I’ll Be”                                                                               | „I’ll Be”                                                                               | „I’ll Be”                                                                               | „I’ll Be”                                                                               | „I’ll Be”                                                                               | „I’ll Be”                                                                               | „I’ll Be”                                                                               | „I’ll Be”                                                                               | „I’ll Be”                                                                               | „I’ll Be”                                                                               | „I’ll Be”                                                                               | „I’ll Be”                                                                               | „I’ll Be”                                                                               | „I’ll Be”                                                                               | „I’ll Be”                                                                               | „I’ll Be”                                                                               | „I’ll Be”                                                                               | „I’ll Be”                                                                               | „I’ll Be”                                                                               | „I’ll Be”                                                                               | „I’ll Be”                                                                               | „I’ll Be”                                                                               | „I’ll Be”                                                                               | „I’ll Be”                                                                               | „I’ll Be”                                                                               | „I’ll Be”                                                                               | „I’ll Be”                                                                               | „I’ll Be”                                                                               | „I’ll Be”                                                                               | Edwin McCain                                       | Edwin McCain                                       | Edwin McCain                                       | Edwin McCain                                       | Edwin McCain                                       | Edwin McCain                                       | Edwin McCain                                       | Edwin McCain                                       | Edwin McCain                                       | Edwin McCain                                       | Edwin McCain                                       | Edwin McCain                                       | Edwin McCain                                       | Edwin McCain                                       | Edwin McCain                                       | Edwin McCain                                       | Edwin McCain                                       | Edwin McCain                                       | Edwin McCain                                       | Edwin McCain                                       | Edwin McCain                                       | Edwin McCain                                       | Edwin McCain                                       | Edwin McCain                                       | Edwin McCain                                       | Edwin McCain                                       | Edwin McCain                                       | Edwin McCain                                       | Edwin McCain                                       | Edwin McCain                                       | Edwin McCain                                       | Edwin McCain                                       | Edwin McCain                                       | Edwin McCain                                       | Edwin McCain                                       | Edwin McCain                                       | Edwin McCain                                       | Edwin McCain                                       | Edwin McCain                                       | Edwin McCain                                       | Edwin McCain                                       | Edwin McCain                                       | Edwin McCain                                       | Edwin McCain                                       | Edwin McCain                                       | Edwin McCain                                       | Edwin McCain                                       | Edwin McCain                                       | Edwin McCain                                       | Edwin McCain                                       | Edwin McCain                                       | Edwin McCain                                       | Edwin McCain                                       | Edwin McCain                                       | Edwin McCain                                       | Edwin McCain                                       | Edwin McCain                                       | Edwin McCain                                       | Edwin McCain                                       | Edwin McCain                                       | Edwin McCain                                       | Edwin McCain                                       | Edwin McCain                                       | Edwin McCain                                       | Edwin McCain                                       | Edwin McCain                                       | Edwin McCain                                       | Edwin McCain                                       | Edwin McCain                                       | Edwin McCain                                       | Edwin McCain                                       | Edwin McCain                                       | Edwin McCain                                       | Edwin McCain                                       | Edwin McCain                                       | Edwin McCain                                       | Edwin McCain                                       | Edwin McCain                                       | Edwin McCain                                       | Edwin McCain                                       | Edwin McCain                                       | Edwin McCain                                       | Edwin McCain                                       | Edwin McCain                                       | Edwin McCain                                       | Edwin McCain                                       | Edwin McCain                                       | Edwin McCain                                       | Edwin McCain                                       | Edwin McCain                                       | Edwin McCain                                       | Edwin McCain                                       | Edwin McCain                                       | Edwin McCain                                       | Edwin McCain                                       | Edwin McCain                                       | Edwin McCain                                       | Edwin McCain                                       | Edwin McCain                                       | Edwin McCain                                       | –         | –         | –         | –         | –         | –         | –         | –         | –         | –         | –         | –         | –         | –         | –         | –         | –         | –         | –         | –         | –         | –         | –         | –         | –         | –         | –         | –         | –         | –         | –         | –         | –         | –         | –         | –         | –         | –         | –         | –         | –         | –         | –         | –         | –         | –         | –         | –         | –         | –         | –         | –         | –         | –         | –         | –         | –         | –         | –         | –         | –         | –         | –         | –         | –         | –         | –         | –         | –         | –         | –         | –         | –         | –         | –         | –         | –         | –         | –         | –         | –         | –         | –         | –         | –         | –         | –         | –         | –         | –         | –         | –         | –         | –         | –         | –         | –         | –         | –         | –         | Awans      | Awans      | Awans      | Awans      | Awans      | Awans      | Awans      | Awans      | Awans      | Awans      | Awans      | Awans      | Awans      | Awans      | Awans      | Awans      | Awans      | Awans      | Awans      | Awans      | Awans      | Awans      | Awans      | Awans      | Awans      | Awans      | Awans      | Awans      | Awans      | Awans      | Awans      | Awans      | Awans      | Awans      | Awans      | Awans      | Awans      | Awans      | Awans      | Awans      | Awans      | Awans      | Awans      | Awans      | Awans      | Awans      | Awans      | Awans      | Awans      | Awans      | Awans      | Awans      | Awans      | Awans      | Awans      | Awans      | Awans      | Awans      | Awans      | Awans      | Awans      | Awans      | Awans      | Awans      | Awans      | Awans      | Awans      | Awans      | Awans      | Awans      |
| Top 24        | Top 24        | Top 24        | Top 24        | Top 24        | Top 24        | Top 24        | Top 24        | Top 24        | Top 24        | Top 24        | Top 24        | Top 24        | Top 24        | Top 24        | Top 24        | Top 24        | Top 24        | Top 24        | Top 24        | Top 24        | Top 24        | Top 24        | Top 24        | Top 24        | Top 24        | Top 24        | Top 24        | Top 24        | Top 24        | Top 24        | Top 24        | Top 24        | Top 24        | Top 24        | Top 24        | Top 24        | Top 24        | Top 24        | Top 24        | Top 24        | Top 24        | Top 24        | Top 24        | Top 24        | Top 24        | Top 24        | Top 24        | Top 24        | Top 24        | Top 24        | Top 24        | Top 24        | Top 24        | Top 24        | Top 24        | Top 24        | Top 24        | Top 24        | Top 24        | Top 24        | Top 24        | Top 24        | Top 24        | Top 24        | Top 24        | Top 24        | Top 24        | Top 24        | Top 24        | Top 24        | Top 24        | Top 24        | Top 24        | Top 24        | Top 24        | Top 24        | Top 24        | Top 24        | Top 24        | Top 24        | Top 24        | Top 24        | Top 24        | Top 24        | Top 24        | Top 24        | Top 24        | Top 24        | Top 24        | lata 60.                                                       | lata 60.                                                       | lata 60.                                                       | lata 60.                                                       | lata 60.                                                       | lata 60.                                                       | lata 60.                                                       | lata 60.                                                       | lata 60.                                                       | lata 60.                                                       | lata 60.                                                       | lata 60.                                                       | lata 60.                                                       | lata 60.                                                       | lata 60.                                                       | lata 60.                                                       | lata 60.                                                       | lata 60.                                                       | lata 60.                                                       | lata 60.                                                       | lata 60.                                                       | lata 60.                                                       | lata 60.                                                       | lata 60.                                                       | lata 60.                                                       | lata 60.                                                       | lata 60.                                                       | lata 60.                                                       | lata 60.                                                       | lata 60.                                                       | lata 60.                                                       | lata 60.                                                       | lata 60.                                                       | lata 60.                                                       | lata 60.                                                       | lata 60.                                                       | lata 60.                                                       | lata 60.                                                       | lata 60.                                                       | lata 60.                                                       | lata 60.                                                       | lata 60.                                                       | lata 60.                                                       | lata 60.                                                       | lata 60.                                                       | lata 60.                                                       | lata 60.                                                       | lata 60.                                                       | lata 60.                                                       | lata 60.                                                       | lata 60.                                                       | lata 60.                                                       | lata 60.                                                       | lata 60.                                                       | lata 60.                                                       | lata 60.                                                       | lata 60.                                                       | lata 60.                                                       | lata 60.                                                       | lata 60.                                                       | lata 60.                                                       | lata 60.                                                       | lata 60.                                                       | lata 60.                                                       | lata 60.                                                       | lata 60.                                                       | lata 60.                                                       | lata 60.                                                       | lata 60.                                                       | lata 60.                                                       | lata 60.                                                       | lata 60.                                                       | lata 60.                                                       | lata 60.                                                       | lata 60.                                                       | lata 60.                                                       | lata 60.                                                       | lata 60.                                                       | lata 60.                                                       | lata 60.                                                       | lata 60.                                                       | lata 60.                                                       | lata 60.                                                       | lata 60.                                                       | lata 60.                                                       | lata 60.                                                       | lata 60.                                                       | lata 60.                                                       | lata 60.                                                       | lata 60.                                                       | lata 60.                                                       | lata 60.                                                       | lata 60.                                                       | lata 60.                                                       | lata 60.                                                       | lata 60.                                                       | lata 60.                                                       | lata 60.                                                       | lata 60.                                                       | lata 60.                                                       | „Happy Together”                                                                        | „Happy Together”                                                                        | „Happy Together”                                                                        | „Happy Together”                                                                        | „Happy Together”                                                                        | „Happy Together”                                                                        | „Happy Together”                                                                        | „Happy Together”                                                                        | „Happy Together”                                                                        | „Happy Together”                                                                        | „Happy Together”                                                                        | „Happy Together”                                                                        | „Happy Together”                                                                        | „Happy Together”                                                                        | „Happy Together”                                                                        | „Happy Together”                                                                        | „Happy Together”                                                                        | „Happy Together”                                                                        | „Happy Together”                                                                        | „Happy Together”                                                                        | „Happy Together”                                                                        | „Happy Together”                                                                        | „Happy Together”                                                                        | „Happy Together”                                                                        | „Happy Together”                                                                        | „Happy Together”                                                                        | „Happy Together”                                                                        | „Happy Together”                                                                        | „Happy Together”                                                                        | „Happy Together”                                                                        | „Happy Together”                                                                        | „Happy Together”                                                                        | „Happy Together”                                                                        | „Happy Together”                                                                        | „Happy Together”                                                                        | „Happy Together”                                                                        | „Happy Together”                                                                        | „Happy Together”                                                                        | „Happy Together”                                                                        | „Happy Together”                                                                        | „Happy Together”                                                                        | „Happy Together”                                                                        | „Happy Together”                                                                        | „Happy Together”                                                                        | „Happy Together”                                                                        | „Happy Together”                                                                        | „Happy Together”                                                                        | „Happy Together”                                                                        | „Happy Together”                                                                        | „Happy Together”                                                                        | „Happy Together”                                                                        | „Happy Together”                                                                        | „Happy Together”                                                                        | „Happy Together”                                                                        | „Happy Together”                                                                        | „Happy Together”                                                                        | „Happy Together”                                                                        | „Happy Together”                                                                        | „Happy Together”                                                                        | „Happy Together”                                                                        | „Happy Together”                                                                        | „Happy Together”                                                                        | „Happy Together”                                                                        | „Happy Together”                                                                        | „Happy Together”                                                                        | „Happy Together”                                                                        | „Happy Together”                                                                        | „Happy Together”                                                                        | „Happy Together”                                                                        | „Happy Together”                                                                        | „Happy Together”                                                                        | „Happy Together”                                                                        | „Happy Together”                                                                        | „Happy Together”                                                                        | „Happy Together”                                                                        | „Happy Together”                                                                        | „Happy Together”                                                                        | „Happy Together”                                                                        | „Happy Together”                                                                        | „Happy Together”                                                                        | „Happy Together”                                                                        | „Happy Together”                                                                        | „Happy Together”                                                                        | „Happy Together”                                                                        | „Happy Together”                                                                        | „Happy Together”                                                                        | „Happy Together”                                                                        | „Happy Together”                                                                        | „Happy Together”                                                                        | „Happy Together”                                                                        | „Happy Together”                                                                        | „Happy Together”                                                                        | „Happy Together”                                                                        | „Happy Together”                                                                        | „Happy Together”                                                                        | „Happy Together”                                                                        | „Happy Together”                                                                        | „Happy Together”                                                                        | „Happy Together”                                                                        | „Happy Together”                                                                        | „Happy Together”                                                                        | „Happy Together”                                                                        | „Happy Together”                                                                        | „Happy Together”                                                                        | „Happy Together”                                                                        | „Happy Together”                                                                        | „Happy Together”                                                                        | „Happy Together”                                                                        | „Happy Together”                                                                        | „Happy Together”                                                                        | „Happy Together”                                                                        | „Happy Together”                                                                        | „Happy Together”                                                                        | „Happy Together”                                                                        | „Happy Together”                                                                        | „Happy Together”                                                                        | „Happy Together”                                                                        | „Happy Together”                                                                        | „Happy Together”                                                                        | „Happy Together”                                                                        | „Happy Together”                                                                        | „Happy Together”                                                                        | „Happy Together”                                                                        | „Happy Together”                                                                        | „Happy Together”                                                                        | „Happy Together”                                                                        | „Happy Together”                                                                        | „Happy Together”                                                                        | „Happy Together”                                                                        | „Happy Together”                                                                        | The Turtles                                        | The Turtles                                        | The Turtles                                        | The Turtles                                        | The Turtles                                        | The Turtles                                        | The Turtles                                        | The Turtles                                        | The Turtles                                        | The Turtles                                        | The Turtles                                        | The Turtles                                        | The Turtles                                        | The Turtles                                        | The Turtles                                        | The Turtles                                        | The Turtles                                        | The Turtles                                        | The Turtles                                        | The Turtles                                        | The Turtles                                        | The Turtles                                        | The Turtles                                        | The Turtles                                        | The Turtles                                        | The Turtles                                        | The Turtles                                        | The Turtles                                        | The Turtles                                        | The Turtles                                        | The Turtles                                        | The Turtles                                        | The Turtles                                        | The Turtles                                        | The Turtles                                        | The Turtles                                        | The Turtles                                        | The Turtles                                        | The Turtles                                        | The Turtles                                        | The Turtles                                        | The Turtles                                        | The Turtles                                        | The Turtles                                        | The Turtles                                        | The Turtles                                        | The Turtles                                        | The Turtles                                        | The Turtles                                        | The Turtles                                        | The Turtles                                        | The Turtles                                        | The Turtles                                        | The Turtles                                        | The Turtles                                        | The Turtles                                        | The Turtles                                        | The Turtles                                        | The Turtles                                        | The Turtles                                        | The Turtles                                        | The Turtles                                        | The Turtles                                        | The Turtles                                        | The Turtles                                        | The Turtles                                        | The Turtles                                        | The Turtles                                        | The Turtles                                        | The Turtles                                        | The Turtles                                        | The Turtles                                        | The Turtles                                        | The Turtles                                        | The Turtles                                        | The Turtles                                        | The Turtles                                        | The Turtles                                        | The Turtles                                        | The Turtles                                        | The Turtles                                        | The Turtles                                        | The Turtles                                        | The Turtles                                        | The Turtles                                        | The Turtles                                        | The Turtles                                        | The Turtles                                        | The Turtles                                        | The Turtles                                        | The Turtles                                        | The Turtles                                        | The Turtles                                        | The Turtles                                        | The Turtles                                        | The Turtles                                        | The Turtles                                        | The Turtles                                        | The Turtles                                        | The Turtles                                        | 3         | 3         | 3         | 3         | 3         | 3         | 3         | 3         | 3         | 3         | 3         | 3         | 3         | 3         | 3         | 3         | 3         | 3         | 3         | 3         | 3         | 3         | 3         | 3         | 3         | 3         | 3         | 3         | 3         | 3         | 3         | 3         | 3         | 3         | 3         | 3         | 3         | 3         | 3         | 3         | 3         | 3         | 3         | 3         | 3         | 3         | 3         | 3         | 3         | 3         | 3         | 3         | 3         | 3         | 3         | 3         | 3         | 3         | 3         | 3         | 3         | 3         | 3         | 3         | 3         | 3         | 3         | 3         | 3         | 3         | 3         | 3         | 3         | 3         | 3         | 3         | 3         | 3         | 3         | 3         | 3         | 3         | 3         | 3         | 3         | 3         | 3         | 3         | 3         | 3         | 3         | 3         | 3         | 3         | 3         | 3         | 3         | 3         | 3         | 3         | Bezpieczny | Bezpieczny | Bezpieczny | Bezpieczny | Bezpieczny | Bezpieczny | Bezpieczny | Bezpieczny | Bezpieczny | Bezpieczny | Bezpieczny | Bezpieczny | Bezpieczny | Bezpieczny | Bezpieczny | Bezpieczny | Bezpieczny | Bezpieczny | Bezpieczny | Bezpieczny | Bezpieczny | Bezpieczny | Bezpieczny | Bezpieczny | Bezpieczny | Bezpieczny | Bezpieczny | Bezpieczny | Bezpieczny | Bezpieczny | Bezpieczny | Bezpieczny | Bezpieczny | Bezpieczny | Bezpieczny | Bezpieczny | Bezpieczny | Bezpieczny | Bezpieczny | Bezpieczny | Bezpieczny | Bezpieczny | Bezpieczny | Bezpieczny | Bezpieczny | Bezpieczny | Bezpieczny | Bezpieczny | Bezpieczny | Bezpieczny | Bezpieczny | Bezpieczny | Bezpieczny | Bezpieczny | Bezpieczny | Bezpieczny | Bezpieczny | Bezpieczny | Bezpieczny | Bezpieczny | Bezpieczny | Bezpieczny | Bezpieczny | Bezpieczny | Bezpieczny | Bezpieczny | Bezpieczny | Bezpieczny | Bezpieczny | Bezpieczny |
| Top 20        | Top 20        | Top 20        | Top 20        | Top 20        | Top 20        | Top 20        | Top 20        | Top 20        | Top 20        | Top 20        | Top 20        | Top 20        | Top 20        | Top 20        | Top 20        | Top 20        | Top 20        | Top 20        | Top 20        | Top 20        | Top 20        | Top 20        | Top 20        | Top 20        | Top 20        | Top 20        | Top 20        | Top 20        | Top 20        | Top 20        | Top 20        | Top 20        | Top 20        | Top 20        | Top 20        | Top 20        | Top 20        | Top 20        | Top 20        | Top 20        | Top 20        | Top 20        | Top 20        | Top 20        | Top 20        | Top 20        | Top 20        | Top 20        | Top 20        | Top 20        | Top 20        | Top 20        | Top 20        | Top 20        | Top 20        | Top 20        | Top 20        | Top 20        | Top 20        | Top 20        | Top 20        | Top 20        | Top 20        | Top 20        | Top 20        | Top 20        | Top 20        | Top 20        | Top 20        | Top 20        | Top 20        | Top 20        | Top 20        | Top 20        | Top 20        | Top 20        | Top 20        | Top 20        | Top 20        | Top 20        | Top 20        | Top 20        | Top 20        | Top 20        | Top 20        | Top 20        | Top 20        | Top 20        | Top 20        | lata 70.                                                       | lata 70.                                                       | lata 70.                                                       | lata 70.                                                       | lata 70.                                                       | lata 70.                                                       | lata 70.                                                       | lata 70.                                                       | lata 70.                                                       | lata 70.                                                       | lata 70.                                                       | lata 70.                                                       | lata 70.                                                       | lata 70.                                                       | lata 70.                                                       | lata 70.                                                       | lata 70.                                                       | lata 70.                                                       | lata 70.                                                       | lata 70.                                                       | lata 70.                                                       | lata 70.                                                       | lata 70.                                                       | lata 70.                                                       | lata 70.                                                       | lata 70.                                                       | lata 70.                                                       | lata 70.                                                       | lata 70.                                                       | lata 70.                                                       | lata 70.                                                       | lata 70.                                                       | lata 70.                                                       | lata 70.                                                       | lata 70.                                                       | lata 70.                                                       | lata 70.                                                       | lata 70.                                                       | lata 70.                                                       | lata 70.                                                       | lata 70.                                                       | lata 70.                                                       | lata 70.                                                       | lata 70.                                                       | lata 70.                                                       | lata 70.                                                       | lata 70.                                                       | lata 70.                                                       | lata 70.                                                       | lata 70.                                                       | lata 70.                                                       | lata 70.                                                       | lata 70.                                                       | lata 70.                                                       | lata 70.                                                       | lata 70.                                                       | lata 70.                                                       | lata 70.                                                       | lata 70.                                                       | lata 70.                                                       | lata 70.                                                       | lata 70.                                                       | lata 70.                                                       | lata 70.                                                       | lata 70.                                                       | lata 70.                                                       | lata 70.                                                       | lata 70.                                                       | lata 70.                                                       | lata 70.                                                       | lata 70.                                                       | lata 70.                                                       | lata 70.                                                       | lata 70.                                                       | lata 70.                                                       | lata 70.                                                       | lata 70.                                                       | lata 70.                                                       | lata 70.                                                       | lata 70.                                                       | lata 70.                                                       | lata 70.                                                       | lata 70.                                                       | lata 70.                                                       | lata 70.                                                       | lata 70.                                                       | lata 70.                                                       | lata 70.                                                       | lata 70.                                                       | lata 70.                                                       | lata 70.                                                       | lata 70.                                                       | lata 70.                                                       | lata 70.                                                       | lata 70.                                                       | lata 70.                                                       | lata 70.                                                       | lata 70.                                                       | lata 70.                                                       | lata 70.                                                       | „All Right Now”                                                                         | „All Right Now”                                                                         | „All Right Now”                                                                         | „All Right Now”                                                                         | „All Right Now”                                                                         | „All Right Now”                                                                         | „All Right Now”                                                                         | „All Right Now”                                                                         | „All Right Now”                                                                         | „All Right Now”                                                                         | „All Right Now”                                                                         | „All Right Now”                                                                         | „All Right Now”                                                                         | „All Right Now”                                                                         | „All Right Now”                                                                         | „All Right Now”                                                                         | „All Right Now”                                                                         | „All Right Now”                                                                         | „All Right Now”                                                                         | „All Right Now”                                                                         | „All Right Now”                                                                         | „All Right Now”                                                                         | „All Right Now”                                                                         | „All Right Now”                                                                         | „All Right Now”                                                                         | „All Right Now”                                                                         | „All Right Now”                                                                         | „All Right Now”                                                                         | „All Right Now”                                                                         | „All Right Now”                                                                         | „All Right Now”                                                                         | „All Right Now”                                                                         | „All Right Now”                                                                         | „All Right Now”                                                                         | „All Right Now”                                                                         | „All Right Now”                                                                         | „All Right Now”                                                                         | „All Right Now”                                                                         | „All Right Now”                                                                         | „All Right Now”                                                                         | „All Right Now”                                                                         | „All Right Now”                                                                         | „All Right Now”                                                                         | „All Right Now”                                                                         | „All Right Now”                                                                         | „All Right Now”                                                                         | „All Right Now”                                                                         | „All Right Now”                                                                         | „All Right Now”                                                                         | „All Right Now”                                                                         | „All Right Now”                                                                         | „All Right Now”                                                                         | „All Right Now”                                                                         | „All Right Now”                                                                         | „All Right Now”                                                                         | „All Right Now”                                                                         | „All Right Now”                                                                         | „All Right Now”                                                                         | „All Right Now”                                                                         | „All Right Now”                                                                         | „All Right Now”                                                                         | „All Right Now”                                                                         | „All Right Now”                                                                         | „All Right Now”                                                                         | „All Right Now”                                                                         | „All Right Now”                                                                         | „All Right Now”                                                                         | „All Right Now”                                                                         | „All Right Now”                                                                         | „All Right Now”                                                                         | „All Right Now”                                                                         | „All Right Now”                                                                         | „All Right Now”                                                                         | „All Right Now”                                                                         | „All Right Now”                                                                         | „All Right Now”                                                                         | „All Right Now”                                                                         | „All Right Now”                                                                         | „All Right Now”                                                                         | „All Right Now”                                                                         | „All Right Now”                                                                         | „All Right Now”                                                                         | „All Right Now”                                                                         | „All Right Now”                                                                         | „All Right Now”                                                                         | „All Right Now”                                                                         | „All Right Now”                                                                         | „All Right Now”                                                                         | „All Right Now”                                                                         | „All Right Now”                                                                         | „All Right Now”                                                                         | „All Right Now”                                                                         | „All Right Now”                                                                         | „All Right Now”                                                                         | „All Right Now”                                                                         | „All Right Now”                                                                         | „All Right Now”                                                                         | „All Right Now”                                                                         | „All Right Now”                                                                         | „All Right Now”                                                                         | „All Right Now”                                                                         | „All Right Now”                                                                         | „All Right Now”                                                                         | „All Right Now”                                                                         | „All Right Now”                                                                         | „All Right Now”                                                                         | „All Right Now”                                                                         | „All Right Now”                                                                         | „All Right Now”                                                                         | „All Right Now”                                                                         | „All Right Now”                                                                         | „All Right Now”                                                                         | „All Right Now”                                                                         | „All Right Now”                                                                         | „All Right Now”                                                                         | „All Right Now”                                                                         | „All Right Now”                                                                         | „All Right Now”                                                                         | „All Right Now”                                                                         | „All Right Now”                                                                         | „All Right Now”                                                                         | „All Right Now”                                                                         | „All Right Now”                                                                         | „All Right Now”                                                                         | „All Right Now”                                                                         | „All Right Now”                                                                         | „All Right Now”                                                                         | „All Right Now”                                                                         | „All Right Now”                                                                         | „All Right Now”                                                                         | Free                                               | Free                                               | Free                                               | Free                                               | Free                                               | Free                                               | Free                                               | Free                                               | Free                                               | Free                                               | Free                                               | Free                                               | Free                                               | Free                                               | Free                                               | Free                                               | Free                                               | Free                                               | Free                                               | Free                                               | Free                                               | Free                                               | Free                                               | Free                                               | Free                                               | Free                                               | Free                                               | Free                                               | Free                                               | Free                                               | Free                                               | Free                                               | Free                                               | Free                                               | Free                                               | Free                                               | Free                                               | Free                                               | Free                                               | Free                                               | Free                                               | Free                                               | Free                                               | Free                                               | Free                                               | Free                                               | Free                                               | Free                                               | Free                                               | Free                                               | Free                                               | Free                                               | Free                                               | Free                                               | Free                                               | Free                                               | Free                                               | Free                                               | Free                                               | Free                                               | Free                                               | Free                                               | Free                                               | Free                                               | Free                                               | Free                                               | Free                                               | Free                                               | Free                                               | Free                                               | Free                                               | Free                                               | Free                                               | Free                                               | Free                                               | Free                                               | Free                                               | Free                                               | Free                                               | Free                                               | Free                                               | Free                                               | Free                                               | Free                                               | Free                                               | Free                                               | Free                                               | Free                                               | Free                                               | Free                                               | Free                                               | Free                                               | Free                                               | Free                                               | Free                                               | Free                                               | Free                                               | Free                                               | Free                                               | Free                                               | 9         | 9         | 9         | 9         | 9         | 9         | 9         | 9         | 9         | 9         | 9         | 9         | 9         | 9         | 9         | 9         | 9         | 9         | 9         | 9         | 9         | 9         | 9         | 9         | 9         | 9         | 9         | 9         | 9         | 9         | 9         | 9         | 9         | 9         | 9         | 9         | 9         | 9         | 9         | 9         | 9         | 9         | 9         | 9         | 9         | 9         | 9         | 9         | 9         | 9         | 9         | 9         | 9         | 9         | 9         | 9         | 9         | 9         | 9         | 9         | 9         | 9         | 9         | 9         | 9         | 9         | 9         | 9         | 9         | 9         | 9         | 9         | 9         | 9         | 9         | 9         | 9         | 9         | 9         | 9         | 9         | 9         | 9         | 9         | 9         | 9         | 9         | 9         | 9         | 9         | 9         | 9         | 9         | 9         | 9         | 9         | 9         | 9         | 9         | 9         | Bezpieczny | Bezpieczny | Bezpieczny | Bezpieczny | Bezpieczny | Bezpieczny | Bezpieczny | Bezpieczny | Bezpieczny | Bezpieczny | Bezpieczny | Bezpieczny | Bezpieczny | Bezpieczny | Bezpieczny | Bezpieczny | Bezpieczny | Bezpieczny | Bezpieczny | Bezpieczny | Bezpieczny | Bezpieczny | Bezpieczny | Bezpieczny | Bezpieczny | Bezpieczny | Bezpieczny | Bezpieczny | Bezpieczny | Bezpieczny | Bezpieczny | Bezpieczny | Bezpieczny | Bezpieczny | Bezpieczny | Bezpieczny | Bezpieczny | Bezpieczny | Bezpieczny | Bezpieczny | Bezpieczny | Bezpieczny | Bezpieczny | Bezpieczny | Bezpieczny | Bezpieczny | Bezpieczny | Bezpieczny | Bezpieczny | Bezpieczny | Bezpieczny | Bezpieczny | Bezpieczny | Bezpieczny | Bezpieczny | Bezpieczny | Bezpieczny | Bezpieczny | Bezpieczny | Bezpieczny | Bezpieczny | Bezpieczny | Bezpieczny | Bezpieczny | Bezpieczny | Bezpieczny | Bezpieczny | Bezpieczny | Bezpieczny | Bezpieczny |
| Top 16        | Top 16        | Top 16        | Top 16        | Top 16        | Top 16        | Top 16        | Top 16        | Top 16        | Top 16        | Top 16        | Top 16        | Top 16        | Top 16        | Top 16        | Top 16        | Top 16        | Top 16        | Top 16        | Top 16        | Top 16        | Top 16        | Top 16        | Top 16        | Top 16        | Top 16        | Top 16        | Top 16        | Top 16        | Top 16        | Top 16        | Top 16        | Top 16        | Top 16        | Top 16        | Top 16        | Top 16        | Top 16        | Top 16        | Top 16        | Top 16        | Top 16        | Top 16        | Top 16        | Top 16        | Top 16        | Top 16        | Top 16        | Top 16        | Top 16        | Top 16        | Top 16        | Top 16        | Top 16        | Top 16        | Top 16        | Top 16        | Top 16        | Top 16        | Top 16        | Top 16        | Top 16        | Top 16        | Top 16        | Top 16        | Top 16        | Top 16        | Top 16        | Top 16        | Top 16        | Top 16        | Top 16        | Top 16        | Top 16        | Top 16        | Top 16        | Top 16        | Top 16        | Top 16        | Top 16        | Top 16        | Top 16        | Top 16        | Top 16        | Top 16        | Top 16        | Top 16        | Top 16        | Top 16        | Top 16        | lata 80.                                                       | lata 80.                                                       | lata 80.                                                       | lata 80.                                                       | lata 80.                                                       | lata 80.                                                       | lata 80.                                                       | lata 80.                                                       | lata 80.                                                       | lata 80.                                                       | lata 80.                                                       | lata 80.                                                       | lata 80.                                                       | lata 80.                                                       | lata 80.                                                       | lata 80.                                                       | lata 80.                                                       | lata 80.                                                       | lata 80.                                                       | lata 80.                                                       | lata 80.                                                       | lata 80.                                                       | lata 80.                                                       | lata 80.                                                       | lata 80.                                                       | lata 80.                                                       | lata 80.                                                       | lata 80.                                                       | lata 80.                                                       | lata 80.                                                       | lata 80.                                                       | lata 80.                                                       | lata 80.                                                       | lata 80.                                                       | lata 80.                                                       | lata 80.                                                       | lata 80.                                                       | lata 80.                                                       | lata 80.                                                       | lata 80.                                                       | lata 80.                                                       | lata 80.                                                       | lata 80.                                                       | lata 80.                                                       | lata 80.                                                       | lata 80.                                                       | lata 80.                                                       | lata 80.                                                       | lata 80.                                                       | lata 80.                                                       | lata 80.                                                       | lata 80.                                                       | lata 80.                                                       | lata 80.                                                       | lata 80.                                                       | lata 80.                                                       | lata 80.                                                       | lata 80.                                                       | lata 80.                                                       | lata 80.                                                       | lata 80.                                                       | lata 80.                                                       | lata 80.                                                       | lata 80.                                                       | lata 80.                                                       | lata 80.                                                       | lata 80.                                                       | lata 80.                                                       | lata 80.                                                       | lata 80.                                                       | lata 80.                                                       | lata 80.                                                       | lata 80.                                                       | lata 80.                                                       | lata 80.                                                       | lata 80.                                                       | lata 80.                                                       | lata 80.                                                       | lata 80.                                                       | lata 80.                                                       | lata 80.                                                       | lata 80.                                                       | lata 80.                                                       | lata 80.                                                       | lata 80.                                                       | lata 80.                                                       | lata 80.                                                       | lata 80.                                                       | lata 80.                                                       | lata 80.                                                       | lata 80.                                                       | lata 80.                                                       | lata 80.                                                       | lata 80.                                                       | lata 80.                                                       | lata 80.                                                       | lata 80.                                                       | lata 80.                                                       | lata 80.                                                       | lata 80.                                                       | „Hello”                                                                                 | „Hello”                                                                                 | „Hello”                                                                                 | „Hello”                                                                                 | „Hello”                                                                                 | „Hello”                                                                                 | „Hello”                                                                                 | „Hello”                                                                                 | „Hello”                                                                                 | „Hello”                                                                                 | „Hello”                                                                                 | „Hello”                                                                                 | „Hello”                                                                                 | „Hello”                                                                                 | „Hello”                                                                                 | „Hello”                                                                                 | „Hello”                                                                                 | „Hello”                                                                                 | „Hello”                                                                                 | „Hello”                                                                                 | „Hello”                                                                                 | „Hello”                                                                                 | „Hello”                                                                                 | „Hello”                                                                                 | „Hello”                                                                                 | „Hello”                                                                                 | „Hello”                                                                                 | „Hello”                                                                                 | „Hello”                                                                                 | „Hello”                                                                                 | „Hello”                                                                                 | „Hello”                                                                                 | „Hello”                                                                                 | „Hello”                                                                                 | „Hello”                                                                                 | „Hello”                                                                                 | „Hello”                                                                                 | „Hello”                                                                                 | „Hello”                                                                                 | „Hello”                                                                                 | „Hello”                                                                                 | „Hello”                                                                                 | „Hello”                                                                                 | „Hello”                                                                                 | „Hello”                                                                                 | „Hello”                                                                                 | „Hello”                                                                                 | „Hello”                                                                                 | „Hello”                                                                                 | „Hello”                                                                                 | „Hello”                                                                                 | „Hello”                                                                                 | „Hello”                                                                                 | „Hello”                                                                                 | „Hello”                                                                                 | „Hello”                                                                                 | „Hello”                                                                                 | „Hello”                                                                                 | „Hello”                                                                                 | „Hello”                                                                                 | „Hello”                                                                                 | „Hello”                                                                                 | „Hello”                                                                                 | „Hello”                                                                                 | „Hello”                                                                                 | „Hello”                                                                                 | „Hello”                                                                                 | „Hello”                                                                                 | „Hello”                                                                                 | „Hello”                                                                                 | „Hello”                                                                                 | „Hello”                                                                                 | „Hello”                                                                                 | „Hello”                                                                                 | „Hello”                                                                                 | „Hello”                                                                                 | „Hello”                                                                                 | „Hello”                                                                                 | „Hello”                                                                                 | „Hello”                                                                                 | „Hello”                                                                                 | „Hello”                                                                                 | „Hello”                                                                                 | „Hello”                                                                                 | „Hello”                                                                                 | „Hello”                                                                                 | „Hello”                                                                                 | „Hello”                                                                                 | „Hello”                                                                                 | „Hello”                                                                                 | „Hello”                                                                                 | „Hello”                                                                                 | „Hello”                                                                                 | „Hello”                                                                                 | „Hello”                                                                                 | „Hello”                                                                                 | „Hello”                                                                                 | „Hello”                                                                                 | „Hello”                                                                                 | „Hello”                                                                                 | „Hello”                                                                                 | „Hello”                                                                                 | „Hello”                                                                                 | „Hello”                                                                                 | „Hello”                                                                                 | „Hello”                                                                                 | „Hello”                                                                                 | „Hello”                                                                                 | „Hello”                                                                                 | „Hello”                                                                                 | „Hello”                                                                                 | „Hello”                                                                                 | „Hello”                                                                                 | „Hello”                                                                                 | „Hello”                                                                                 | „Hello”                                                                                 | „Hello”                                                                                 | „Hello”                                                                                 | „Hello”                                                                                 | „Hello”                                                                                 | „Hello”                                                                                 | „Hello”                                                                                 | „Hello”                                                                                 | „Hello”                                                                                 | „Hello”                                                                                 | „Hello”                                                                                 | „Hello”                                                                                 | „Hello”                                                                                 | „Hello”                                                                                 | „Hello”                                                                                 | Lionel Richie                                      | Lionel Richie                                      | Lionel Richie                                      | Lionel Richie                                      | Lionel Richie                                      | Lionel Richie                                      | Lionel Richie                                      | Lionel Richie                                      | Lionel Richie                                      | Lionel Richie                                      | Lionel Richie                                      | Lionel Richie                                      | Lionel Richie                                      | Lionel Richie                                      | Lionel Richie                                      | Lionel Richie                                      | Lionel Richie                                      | Lionel Richie                                      | Lionel Richie                                      | Lionel Richie                                      | Lionel Richie                                      | Lionel Richie                                      | Lionel Richie                                      | Lionel Richie                                      | Lionel Richie                                      | Lionel Richie                                      | Lionel Richie                                      | Lionel Richie                                      | Lionel Richie                                      | Lionel Richie                                      | Lionel Richie                                      | Lionel Richie                                      | Lionel Richie                                      | Lionel Richie                                      | Lionel Richie                                      | Lionel Richie                                      | Lionel Richie                                      | Lionel Richie                                      | Lionel Richie                                      | Lionel Richie                                      | Lionel Richie                                      | Lionel Richie                                      | Lionel Richie                                      | Lionel Richie                                      | Lionel Richie                                      | Lionel Richie                                      | Lionel Richie                                      | Lionel Richie                                      | Lionel Richie                                      | Lionel Richie                                      | Lionel Richie                                      | Lionel Richie                                      | Lionel Richie                                      | Lionel Richie                                      | Lionel Richie                                      | Lionel Richie                                      | Lionel Richie                                      | Lionel Richie                                      | Lionel Richie                                      | Lionel Richie                                      | Lionel Richie                                      | Lionel Richie                                      | Lionel Richie                                      | Lionel Richie                                      | Lionel Richie                                      | Lionel Richie                                      | Lionel Richie                                      | Lionel Richie                                      | Lionel Richie                                      | Lionel Richie                                      | Lionel Richie                                      | Lionel Richie                                      | Lionel Richie                                      | Lionel Richie                                      | Lionel Richie                                      | Lionel Richie                                      | Lionel Richie                                      | Lionel Richie                                      | Lionel Richie                                      | Lionel Richie                                      | Lionel Richie                                      | Lionel Richie                                      | Lionel Richie                                      | Lionel Richie                                      | Lionel Richie                                      | Lionel Richie                                      | Lionel Richie                                      | Lionel Richie                                      | Lionel Richie                                      | Lionel Richie                                      | Lionel Richie                                      | Lionel Richie                                      | Lionel Richie                                      | Lionel Richie                                      | Lionel Richie                                      | Lionel Richie                                      | Lionel Richie                                      | Lionel Richie                                      | Lionel Richie                                      | Lionel Richie                                      | 6         | 6         | 6         | 6         | 6         | 6         | 6         | 6         | 6         | 6         | 6         | 6         | 6         | 6         | 6         | 6         | 6         | 6         | 6         | 6         | 6         | 6         | 6         | 6         | 6         | 6         | 6         | 6         | 6         | 6         | 6         | 6         | 6         | 6         | 6         | 6         | 6         | 6         | 6         | 6         | 6         | 6         | 6         | 6         | 6         | 6         | 6         | 6         | 6         | 6         | 6         | 6         | 6         | 6         | 6         | 6         | 6         | 6         | 6         | 6         | 6         | 6         | 6         | 6         | 6         | 6         | 6         | 6         | 6         | 6         | 6         | 6         | 6         | 6         | 6         | 6         | 6         | 6         | 6         | 6         | 6         | 6         | 6         | 6         | 6         | 6         | 6         | 6         | 6         | 6         | 6         | 6         | 6         | 6         | 6         | 6         | 6         | 6         | 6         | 6         | Bezpieczny | Bezpieczny | Bezpieczny | Bezpieczny | Bezpieczny | Bezpieczny | Bezpieczny | Bezpieczny | Bezpieczny | Bezpieczny | Bezpieczny | Bezpieczny | Bezpieczny | Bezpieczny | Bezpieczny | Bezpieczny | Bezpieczny | Bezpieczny | Bezpieczny | Bezpieczny | Bezpieczny | Bezpieczny | Bezpieczny | Bezpieczny | Bezpieczny | Bezpieczny | Bezpieczny | Bezpieczny | Bezpieczny | Bezpieczny | Bezpieczny | Bezpieczny | Bezpieczny | Bezpieczny | Bezpieczny | Bezpieczny | Bezpieczny | Bezpieczny | Bezpieczny | Bezpieczny | Bezpieczny | Bezpieczny | Bezpieczny | Bezpieczny | Bezpieczny | Bezpieczny | Bezpieczny | Bezpieczny | Bezpieczny | Bezpieczny | Bezpieczny | Bezpieczny | Bezpieczny | Bezpieczny | Bezpieczny | Bezpieczny | Bezpieczny | Bezpieczny | Bezpieczny | Bezpieczny | Bezpieczny | Bezpieczny | Bezpieczny | Bezpieczny | Bezpieczny | Bezpieczny | Bezpieczny | Bezpieczny | Bezpieczny | Bezpieczny |
| Top 12        | Top 12        | Top 12        | Top 12        | Top 12        | Top 12        | Top 12        | Top 12        | Top 12        | Top 12        | Top 12        | Top 12        | Top 12        | Top 12        | Top 12        | Top 12        | Top 12        | Top 12        | Top 12        | Top 12        | Top 12        | Top 12        | Top 12        | Top 12        | Top 12        | Top 12        | Top 12        | Top 12        | Top 12        | Top 12        | Top 12        | Top 12        | Top 12        | Top 12        | Top 12        | Top 12        | Top 12        | Top 12        | Top 12        | Top 12        | Top 12        | Top 12        | Top 12        | Top 12        | Top 12        | Top 12        | Top 12        | Top 12        | Top 12        | Top 12        | Top 12        | Top 12        | Top 12        | Top 12        | Top 12        | Top 12        | Top 12        | Top 12        | Top 12        | Top 12        | Top 12        | Top 12        | Top 12        | Top 12        | Top 12        | Top 12        | Top 12        | Top 12        | Top 12        | Top 12        | Top 12        | Top 12        | Top 12        | Top 12        | Top 12        | Top 12        | Top 12        | Top 12        | Top 12        | Top 12        | Top 12        | Top 12        | Top 12        | Top 12        | Top 12        | Top 12        | Top 12        | Top 12        | Top 12        | Top 12        | Lennon/McCartney                                               | Lennon/McCartney                                               | Lennon/McCartney                                               | Lennon/McCartney                                               | Lennon/McCartney                                               | Lennon/McCartney                                               | Lennon/McCartney                                               | Lennon/McCartney                                               | Lennon/McCartney                                               | Lennon/McCartney                                               | Lennon/McCartney                                               | Lennon/McCartney                                               | Lennon/McCartney                                               | Lennon/McCartney                                               | Lennon/McCartney                                               | Lennon/McCartney                                               | Lennon/McCartney                                               | Lennon/McCartney                                               | Lennon/McCartney                                               | Lennon/McCartney                                               | Lennon/McCartney                                               | Lennon/McCartney                                               | Lennon/McCartney                                               | Lennon/McCartney                                               | Lennon/McCartney                                               | Lennon/McCartney                                               | Lennon/McCartney                                               | Lennon/McCartney                                               | Lennon/McCartney                                               | Lennon/McCartney                                               | Lennon/McCartney                                               | Lennon/McCartney                                               | Lennon/McCartney                                               | Lennon/McCartney                                               | Lennon/McCartney                                               | Lennon/McCartney                                               | Lennon/McCartney                                               | Lennon/McCartney                                               | Lennon/McCartney                                               | Lennon/McCartney                                               | Lennon/McCartney                                               | Lennon/McCartney                                               | Lennon/McCartney                                               | Lennon/McCartney                                               | Lennon/McCartney                                               | Lennon/McCartney                                               | Lennon/McCartney                                               | Lennon/McCartney                                               | Lennon/McCartney                                               | Lennon/McCartney                                               | Lennon/McCartney                                               | Lennon/McCartney                                               | Lennon/McCartney                                               | Lennon/McCartney                                               | Lennon/McCartney                                               | Lennon/McCartney                                               | Lennon/McCartney                                               | Lennon/McCartney                                               | Lennon/McCartney                                               | Lennon/McCartney                                               | Lennon/McCartney                                               | Lennon/McCartney                                               | Lennon/McCartney                                               | Lennon/McCartney                                               | Lennon/McCartney                                               | Lennon/McCartney                                               | Lennon/McCartney                                               | Lennon/McCartney                                               | Lennon/McCartney                                               | Lennon/McCartney                                               | Lennon/McCartney                                               | Lennon/McCartney                                               | Lennon/McCartney                                               | Lennon/McCartney                                               | Lennon/McCartney                                               | Lennon/McCartney                                               | Lennon/McCartney                                               | Lennon/McCartney                                               | Lennon/McCartney                                               | Lennon/McCartney                                               | Lennon/McCartney                                               | Lennon/McCartney                                               | Lennon/McCartney                                               | Lennon/McCartney                                               | Lennon/McCartney                                               | Lennon/McCartney                                               | Lennon/McCartney                                               | Lennon/McCartney                                               | Lennon/McCartney                                               | Lennon/McCartney                                               | Lennon/McCartney                                               | Lennon/McCartney                                               | Lennon/McCartney                                               | Lennon/McCartney                                               | Lennon/McCartney                                               | Lennon/McCartney                                               | Lennon/McCartney                                               | Lennon/McCartney                                               | Lennon/McCartney                                               | Lennon/McCartney                                               | „Eleanor Rigby”                                                                         | „Eleanor Rigby”                                                                         | „Eleanor Rigby”                                                                         | „Eleanor Rigby”                                                                         | „Eleanor Rigby”                                                                         | „Eleanor Rigby”                                                                         | „Eleanor Rigby”                                                                         | „Eleanor Rigby”                                                                         | „Eleanor Rigby”                                                                         | „Eleanor Rigby”                                                                         | „Eleanor Rigby”                                                                         | „Eleanor Rigby”                                                                         | „Eleanor Rigby”                                                                         | „Eleanor Rigby”                                                                         | „Eleanor Rigby”                                                                         | „Eleanor Rigby”                                                                         | „Eleanor Rigby”                                                                         | „Eleanor Rigby”                                                                         | „Eleanor Rigby”                                                                         | „Eleanor Rigby”                                                                         | „Eleanor Rigby”                                                                         | „Eleanor Rigby”                                                                         | „Eleanor Rigby”                                                                         | „Eleanor Rigby”                                                                         | „Eleanor Rigby”                                                                         | „Eleanor Rigby”                                                                         | „Eleanor Rigby”                                                                         | „Eleanor Rigby”                                                                         | „Eleanor Rigby”                                                                         | „Eleanor Rigby”                                                                         | „Eleanor Rigby”                                                                         | „Eleanor Rigby”                                                                         | „Eleanor Rigby”                                                                         | „Eleanor Rigby”                                                                         | „Eleanor Rigby”                                                                         | „Eleanor Rigby”                                                                         | „Eleanor Rigby”                                                                         | „Eleanor Rigby”                                                                         | „Eleanor Rigby”                                                                         | „Eleanor Rigby”                                                                         | „Eleanor Rigby”                                                                         | „Eleanor Rigby”                                                                         | „Eleanor Rigby”                                                                         | „Eleanor Rigby”                                                                         | „Eleanor Rigby”                                                                         | „Eleanor Rigby”                                                                         | „Eleanor Rigby”                                                                         | „Eleanor Rigby”                                                                         | „Eleanor Rigby”                                                                         | „Eleanor Rigby”                                                                         | „Eleanor Rigby”                                                                         | „Eleanor Rigby”                                                                         | „Eleanor Rigby”                                                                         | „Eleanor Rigby”                                                                         | „Eleanor Rigby”                                                                         | „Eleanor Rigby”                                                                         | „Eleanor Rigby”                                                                         | „Eleanor Rigby”                                                                         | „Eleanor Rigby”                                                                         | „Eleanor Rigby”                                                                         | „Eleanor Rigby”                                                                         | „Eleanor Rigby”                                                                         | „Eleanor Rigby”                                                                         | „Eleanor Rigby”                                                                         | „Eleanor Rigby”                                                                         | „Eleanor Rigby”                                                                         | „Eleanor Rigby”                                                                         | „Eleanor Rigby”                                                                         | „Eleanor Rigby”                                                                         | „Eleanor Rigby”                                                                         | „Eleanor Rigby”                                                                         | „Eleanor Rigby”                                                                         | „Eleanor Rigby”                                                                         | „Eleanor Rigby”                                                                         | „Eleanor Rigby”                                                                         | „Eleanor Rigby”                                                                         | „Eleanor Rigby”                                                                         | „Eleanor Rigby”                                                                         | „Eleanor Rigby”                                                                         | „Eleanor Rigby”                                                                         | „Eleanor Rigby”                                                                         | „Eleanor Rigby”                                                                         | „Eleanor Rigby”                                                                         | „Eleanor Rigby”                                                                         | „Eleanor Rigby”                                                                         | „Eleanor Rigby”                                                                         | „Eleanor Rigby”                                                                         | „Eleanor Rigby”                                                                         | „Eleanor Rigby”                                                                         | „Eleanor Rigby”                                                                         | „Eleanor Rigby”                                                                         | „Eleanor Rigby”                                                                         | „Eleanor Rigby”                                                                         | „Eleanor Rigby”                                                                         | „Eleanor Rigby”                                                                         | „Eleanor Rigby”                                                                         | „Eleanor Rigby”                                                                         | „Eleanor Rigby”                                                                         | „Eleanor Rigby”                                                                         | „Eleanor Rigby”                                                                         | „Eleanor Rigby”                                                                         | „Eleanor Rigby”                                                                         | „Eleanor Rigby”                                                                         | „Eleanor Rigby”                                                                         | „Eleanor Rigby”                                                                         | „Eleanor Rigby”                                                                         | „Eleanor Rigby”                                                                         | „Eleanor Rigby”                                                                         | „Eleanor Rigby”                                                                         | „Eleanor Rigby”                                                                         | „Eleanor Rigby”                                                                         | „Eleanor Rigby”                                                                         | „Eleanor Rigby”                                                                         | „Eleanor Rigby”                                                                         | „Eleanor Rigby”                                                                         | „Eleanor Rigby”                                                                         | „Eleanor Rigby”                                                                         | „Eleanor Rigby”                                                                         | „Eleanor Rigby”                                                                         | „Eleanor Rigby”                                                                         | „Eleanor Rigby”                                                                         | „Eleanor Rigby”                                                                         | „Eleanor Rigby”                                                                         | „Eleanor Rigby”                                                                         | „Eleanor Rigby”                                                                         | „Eleanor Rigby”                                                                         | „Eleanor Rigby”                                                                         | „Eleanor Rigby”                                                                         | „Eleanor Rigby”                                                                         | „Eleanor Rigby”                                                                         | The Beatles                                        | The Beatles                                        | The Beatles                                        | The Beatles                                        | The Beatles                                        | The Beatles                                        | The Beatles                                        | The Beatles                                        | The Beatles                                        | The Beatles                                        | The Beatles                                        | The Beatles                                        | The Beatles                                        | The Beatles                                        | The Beatles                                        | The Beatles                                        | The Beatles                                        | The Beatles                                        | The Beatles                                        | The Beatles                                        | The Beatles                                        | The Beatles                                        | The Beatles                                        | The Beatles                                        | The Beatles                                        | The Beatles                                        | The Beatles                                        | The Beatles                                        | The Beatles                                        | The Beatles                                        | The Beatles                                        | The Beatles                                        | The Beatles                                        | The Beatles                                        | The Beatles                                        | The Beatles                                        | The Beatles                                        | The Beatles                                        | The Beatles                                        | The Beatles                                        | The Beatles                                        | The Beatles                                        | The Beatles                                        | The Beatles                                        | The Beatles                                        | The Beatles                                        | The Beatles                                        | The Beatles                                        | The Beatles                                        | The Beatles                                        | The Beatles                                        | The Beatles                                        | The Beatles                                        | The Beatles                                        | The Beatles                                        | The Beatles                                        | The Beatles                                        | The Beatles                                        | The Beatles                                        | The Beatles                                        | The Beatles                                        | The Beatles                                        | The Beatles                                        | The Beatles                                        | The Beatles                                        | The Beatles                                        | The Beatles                                        | The Beatles                                        | The Beatles                                        | The Beatles                                        | The Beatles                                        | The Beatles                                        | The Beatles                                        | The Beatles                                        | The Beatles                                        | The Beatles                                        | The Beatles                                        | The Beatles                                        | The Beatles                                        | The Beatles                                        | The Beatles                                        | The Beatles                                        | The Beatles                                        | The Beatles                                        | The Beatles                                        | The Beatles                                        | The Beatles                                        | The Beatles                                        | The Beatles                                        | The Beatles                                        | The Beatles                                        | The Beatles                                        | The Beatles                                        | The Beatles                                        | The Beatles                                        | The Beatles                                        | The Beatles                                        | The Beatles                                        | The Beatles                                        | The Beatles                                        | 6         | 6         | 6         | 6         | 6         | 6         | 6         | 6         | 6         | 6         | 6         | 6         | 6         | 6         | 6         | 6         | 6         | 6         | 6         | 6         | 6         | 6         | 6         | 6         | 6         | 6         | 6         | 6         | 6         | 6         | 6         | 6         | 6         | 6         | 6         | 6         | 6         | 6         | 6         | 6         | 6         | 6         | 6         | 6         | 6         | 6         | 6         | 6         | 6         | 6         | 6         | 6         | 6         | 6         | 6         | 6         | 6         | 6         | 6         | 6         | 6         | 6         | 6         | 6         | 6         | 6         | 6         | 6         | 6         | 6         | 6         | 6         | 6         | 6         | 6         | 6         | 6         | 6         | 6         | 6         | 6         | 6         | 6         | 6         | 6         | 6         | 6         | 6         | 6         | 6         | 6         | 6         | 6         | 6         | 6         | 6         | 6         | 6         | 6         | 6         | Bezpieczny | Bezpieczny | Bezpieczny | Bezpieczny | Bezpieczny | Bezpieczny | Bezpieczny | Bezpieczny | Bezpieczny | Bezpieczny | Bezpieczny | Bezpieczny | Bezpieczny | Bezpieczny | Bezpieczny | Bezpieczny | Bezpieczny | Bezpieczny | Bezpieczny | Bezpieczny | Bezpieczny | Bezpieczny | Bezpieczny | Bezpieczny | Bezpieczny | Bezpieczny | Bezpieczny | Bezpieczny | Bezpieczny | Bezpieczny | Bezpieczny | Bezpieczny | Bezpieczny | Bezpieczny | Bezpieczny | Bezpieczny | Bezpieczny | Bezpieczny | Bezpieczny | Bezpieczny | Bezpieczny | Bezpieczny | Bezpieczny | Bezpieczny | Bezpieczny | Bezpieczny | Bezpieczny | Bezpieczny | Bezpieczny | Bezpieczny | Bezpieczny | Bezpieczny | Bezpieczny | Bezpieczny | Bezpieczny | Bezpieczny | Bezpieczny | Bezpieczny | Bezpieczny | Bezpieczny | Bezpieczny | Bezpieczny | Bezpieczny | Bezpieczny | Bezpieczny | Bezpieczny | Bezpieczny | Bezpieczny | Bezpieczny | Bezpieczny |
| Top 11        | Top 11        | Top 11        | Top 11        | Top 11        | Top 11        | Top 11        | Top 11        | Top 11        | Top 11        | Top 11        | Top 11        | Top 11        | Top 11        | Top 11        | Top 11        | Top 11        | Top 11        | Top 11        | Top 11        | Top 11        | Top 11        | Top 11        | Top 11        | Top 11        | Top 11        | Top 11        | Top 11        | Top 11        | Top 11        | Top 11        | Top 11        | Top 11        | Top 11        | Top 11        | Top 11        | Top 11        | Top 11        | Top 11        | Top 11        | Top 11        | Top 11        | Top 11        | Top 11        | Top 11        | Top 11        | Top 11        | Top 11        | Top 11        | Top 11        | Top 11        | Top 11        | Top 11        | Top 11        | Top 11        | Top 11        | Top 11        | Top 11        | Top 11        | Top 11        | Top 11        | Top 11        | Top 11        | Top 11        | Top 11        | Top 11        | Top 11        | Top 11        | Top 11        | Top 11        | Top 11        | Top 11        | Top 11        | Top 11        | Top 11        | Top 11        | Top 11        | Top 11        | Top 11        | Top 11        | Top 11        | Top 11        | Top 11        | Top 11        | Top 11        | Top 11        | Top 11        | Top 11        | Top 11        | Top 11        | The Beatles                                                    | The Beatles                                                    | The Beatles                                                    | The Beatles                                                    | The Beatles                                                    | The Beatles                                                    | The Beatles                                                    | The Beatles                                                    | The Beatles                                                    | The Beatles                                                    | The Beatles                                                    | The Beatles                                                    | The Beatles                                                    | The Beatles                                                    | The Beatles                                                    | The Beatles                                                    | The Beatles                                                    | The Beatles                                                    | The Beatles                                                    | The Beatles                                                    | The Beatles                                                    | The Beatles                                                    | The Beatles                                                    | The Beatles                                                    | The Beatles                                                    | The Beatles                                                    | The Beatles                                                    | The Beatles                                                    | The Beatles                                                    | The Beatles                                                    | The Beatles                                                    | The Beatles                                                    | The Beatles                                                    | The Beatles                                                    | The Beatles                                                    | The Beatles                                                    | The Beatles                                                    | The Beatles                                                    | The Beatles                                                    | The Beatles                                                    | The Beatles                                                    | The Beatles                                                    | The Beatles                                                    | The Beatles                                                    | The Beatles                                                    | The Beatles                                                    | The Beatles                                                    | The Beatles                                                    | The Beatles                                                    | The Beatles                                                    | The Beatles                                                    | The Beatles                                                    | The Beatles                                                    | The Beatles                                                    | The Beatles                                                    | The Beatles                                                    | The Beatles                                                    | The Beatles                                                    | The Beatles                                                    | The Beatles                                                    | The Beatles                                                    | The Beatles                                                    | The Beatles                                                    | The Beatles                                                    | The Beatles                                                    | The Beatles                                                    | The Beatles                                                    | The Beatles                                                    | The Beatles                                                    | The Beatles                                                    | The Beatles                                                    | The Beatles                                                    | The Beatles                                                    | The Beatles                                                    | The Beatles                                                    | The Beatles                                                    | The Beatles                                                    | The Beatles                                                    | The Beatles                                                    | The Beatles                                                    | The Beatles                                                    | The Beatles                                                    | The Beatles                                                    | The Beatles                                                    | The Beatles                                                    | The Beatles                                                    | The Beatles                                                    | The Beatles                                                    | The Beatles                                                    | The Beatles                                                    | The Beatles                                                    | The Beatles                                                    | The Beatles                                                    | The Beatles                                                    | The Beatles                                                    | The Beatles                                                    | The Beatles                                                    | The Beatles                                                    | The Beatles                                                    | The Beatles                                                    | „Day Tripper”                                                                           | „Day Tripper”                                                                           | „Day Tripper”                                                                           | „Day Tripper”                                                                           | „Day Tripper”                                                                           | „Day Tripper”                                                                           | „Day Tripper”                                                                           | „Day Tripper”                                                                           | „Day Tripper”                                                                           | „Day Tripper”                                                                           | „Day Tripper”                                                                           | „Day Tripper”                                                                           | „Day Tripper”                                                                           | „Day Tripper”                                                                           | „Day Tripper”                                                                           | „Day Tripper”                                                                           | „Day Tripper”                                                                           | „Day Tripper”                                                                           | „Day Tripper”                                                                           | „Day Tripper”                                                                           | „Day Tripper”                                                                           | „Day Tripper”                                                                           | „Day Tripper”                                                                           | „Day Tripper”                                                                           | „Day Tripper”                                                                           | „Day Tripper”                                                                           | „Day Tripper”                                                                           | „Day Tripper”                                                                           | „Day Tripper”                                                                           | „Day Tripper”                                                                           | „Day Tripper”                                                                           | „Day Tripper”                                                                           | „Day Tripper”                                                                           | „Day Tripper”                                                                           | „Day Tripper”                                                                           | „Day Tripper”                                                                           | „Day Tripper”                                                                           | „Day Tripper”                                                                           | „Day Tripper”                                                                           | „Day Tripper”                                                                           | „Day Tripper”                                                                           | „Day Tripper”                                                                           | „Day Tripper”                                                                           | „Day Tripper”                                                                           | „Day Tripper”                                                                           | „Day Tripper”                                                                           | „Day Tripper”                                                                           | „Day Tripper”                                                                           | „Day Tripper”                                                                           | „Day Tripper”                                                                           | „Day Tripper”                                                                           | „Day Tripper”                                                                           | „Day Tripper”                                                                           | „Day Tripper”                                                                           | „Day Tripper”                                                                           | „Day Tripper”                                                                           | „Day Tripper”                                                                           | „Day Tripper”                                                                           | „Day Tripper”                                                                           | „Day Tripper”                                                                           | „Day Tripper”                                                                           | „Day Tripper”                                                                           | „Day Tripper”                                                                           | „Day Tripper”                                                                           | „Day Tripper”                                                                           | „Day Tripper”                                                                           | „Day Tripper”                                                                           | „Day Tripper”                                                                           | „Day Tripper”                                                                           | „Day Tripper”                                                                           | „Day Tripper”                                                                           | „Day Tripper”                                                                           | „Day Tripper”                                                                           | „Day Tripper”                                                                           | „Day Tripper”                                                                           | „Day Tripper”                                                                           | „Day Tripper”                                                                           | „Day Tripper”                                                                           | „Day Tripper”                                                                           | „Day Tripper”                                                                           | „Day Tripper”                                                                           | „Day Tripper”                                                                           | „Day Tripper”                                                                           | „Day Tripper”                                                                           | „Day Tripper”                                                                           | „Day Tripper”                                                                           | „Day Tripper”                                                                           | „Day Tripper”                                                                           | „Day Tripper”                                                                           | „Day Tripper”                                                                           | „Day Tripper”                                                                           | „Day Tripper”                                                                           | „Day Tripper”                                                                           | „Day Tripper”                                                                           | „Day Tripper”                                                                           | „Day Tripper”                                                                           | „Day Tripper”                                                                           | „Day Tripper”                                                                           | „Day Tripper”                                                                           | „Day Tripper”                                                                           | „Day Tripper”                                                                           | „Day Tripper”                                                                           | „Day Tripper”                                                                           | „Day Tripper”                                                                           | „Day Tripper”                                                                           | „Day Tripper”                                                                           | „Day Tripper”                                                                           | „Day Tripper”                                                                           | „Day Tripper”                                                                           | „Day Tripper”                                                                           | „Day Tripper”                                                                           | „Day Tripper”                                                                           | „Day Tripper”                                                                           | „Day Tripper”                                                                           | „Day Tripper”                                                                           | „Day Tripper”                                                                           | „Day Tripper”                                                                           | „Day Tripper”                                                                           | „Day Tripper”                                                                           | „Day Tripper”                                                                           | „Day Tripper”                                                                           | „Day Tripper”                                                                           | „Day Tripper”                                                                           | „Day Tripper”                                                                           | „Day Tripper”                                                                           | „Day Tripper”                                                                           | „Day Tripper”                                                                           | „Day Tripper”                                                                           | „Day Tripper”                                                                           | „Day Tripper”                                                                           | The Beatles                                        | The Beatles                                        | The Beatles                                        | The Beatles                                        | The Beatles                                        | The Beatles                                        | The Beatles                                        | The Beatles                                        | The Beatles                                        | The Beatles                                        | The Beatles                                        | The Beatles                                        | The Beatles                                        | The Beatles                                        | The Beatles                                        | The Beatles                                        | The Beatles                                        | The Beatles                                        | The Beatles                                        | The Beatles                                        | The Beatles                                        | The Beatles                                        | The Beatles                                        | The Beatles                                        | The Beatles                                        | The Beatles                                        | The Beatles                                        | The Beatles                                        | The Beatles                                        | The Beatles                                        | The Beatles                                        | The Beatles                                        | The Beatles                                        | The Beatles                                        | The Beatles                                        | The Beatles                                        | The Beatles                                        | The Beatles                                        | The Beatles                                        | The Beatles                                        | The Beatles                                        | The Beatles                                        | The Beatles                                        | The Beatles                                        | The Beatles                                        | The Beatles                                        | The Beatles                                        | The Beatles                                        | The Beatles                                        | The Beatles                                        | The Beatles                                        | The Beatles                                        | The Beatles                                        | The Beatles                                        | The Beatles                                        | The Beatles                                        | The Beatles                                        | The Beatles                                        | The Beatles                                        | The Beatles                                        | The Beatles                                        | The Beatles                                        | The Beatles                                        | The Beatles                                        | The Beatles                                        | The Beatles                                        | The Beatles                                        | The Beatles                                        | The Beatles                                        | The Beatles                                        | The Beatles                                        | The Beatles                                        | The Beatles                                        | The Beatles                                        | The Beatles                                        | The Beatles                                        | The Beatles                                        | The Beatles                                        | The Beatles                                        | The Beatles                                        | The Beatles                                        | The Beatles                                        | The Beatles                                        | The Beatles                                        | The Beatles                                        | The Beatles                                        | The Beatles                                        | The Beatles                                        | The Beatles                                        | The Beatles                                        | The Beatles                                        | The Beatles                                        | The Beatles                                        | The Beatles                                        | The Beatles                                        | The Beatles                                        | The Beatles                                        | The Beatles                                        | The Beatles                                        | The Beatles                                        | 6         | 6         | 6         | 6         | 6         | 6         | 6         | 6         | 6         | 6         | 6         | 6         | 6         | 6         | 6         | 6         | 6         | 6         | 6         | 6         | 6         | 6         | 6         | 6         | 6         | 6         | 6         | 6         | 6         | 6         | 6         | 6         | 6         | 6         | 6         | 6         | 6         | 6         | 6         | 6         | 6         | 6         | 6         | 6         | 6         | 6         | 6         | 6         | 6         | 6         | 6         | 6         | 6         | 6         | 6         | 6         | 6         | 6         | 6         | 6         | 6         | 6         | 6         | 6         | 6         | 6         | 6         | 6         | 6         | 6         | 6         | 6         | 6         | 6         | 6         | 6         | 6         | 6         | 6         | 6         | 6         | 6         | 6         | 6         | 6         | 6         | 6         | 6         | 6         | 6         | 6         | 6         | 6         | 6         | 6         | 6         | 6         | 6         | 6         | 6         | Bezpieczny | Bezpieczny | Bezpieczny | Bezpieczny | Bezpieczny | Bezpieczny | Bezpieczny | Bezpieczny | Bezpieczny | Bezpieczny | Bezpieczny | Bezpieczny | Bezpieczny | Bezpieczny | Bezpieczny | Bezpieczny | Bezpieczny | Bezpieczny | Bezpieczny | Bezpieczny | Bezpieczny | Bezpieczny | Bezpieczny | Bezpieczny | Bezpieczny | Bezpieczny | Bezpieczny | Bezpieczny | Bezpieczny | Bezpieczny | Bezpieczny | Bezpieczny | Bezpieczny | Bezpieczny | Bezpieczny | Bezpieczny | Bezpieczny | Bezpieczny | Bezpieczny | Bezpieczny | Bezpieczny | Bezpieczny | Bezpieczny | Bezpieczny | Bezpieczny | Bezpieczny | Bezpieczny | Bezpieczny | Bezpieczny | Bezpieczny | Bezpieczny | Bezpieczny | Bezpieczny | Bezpieczny | Bezpieczny | Bezpieczny | Bezpieczny | Bezpieczny | Bezpieczny | Bezpieczny | Bezpieczny | Bezpieczny | Bezpieczny | Bezpieczny | Bezpieczny | Bezpieczny | Bezpieczny | Bezpieczny | Bezpieczny | Bezpieczny |
| Top 10        | Top 10        | Top 10        | Top 10        | Top 10        | Top 10        | Top 10        | Top 10        | Top 10        | Top 10        | Top 10        | Top 10        | Top 10        | Top 10        | Top 10        | Top 10        | Top 10        | Top 10        | Top 10        | Top 10        | Top 10        | Top 10        | Top 10        | Top 10        | Top 10        | Top 10        | Top 10        | Top 10        | Top 10        | Top 10        | Top 10        | Top 10        | Top 10        | Top 10        | Top 10        | Top 10        | Top 10        | Top 10        | Top 10        | Top 10        | Top 10        | Top 10        | Top 10        | Top 10        | Top 10        | Top 10        | Top 10        | Top 10        | Top 10        | Top 10        | Top 10        | Top 10        | Top 10        | Top 10        | Top 10        | Top 10        | Top 10        | Top 10        | Top 10        | Top 10        | Top 10        | Top 10        | Top 10        | Top 10        | Top 10        | Top 10        | Top 10        | Top 10        | Top 10        | Top 10        | Top 10        | Top 10        | Top 10        | Top 10        | Top 10        | Top 10        | Top 10        | Top 10        | Top 10        | Top 10        | Top 10        | Top 10        | Top 10        | Top 10        | Top 10        | Top 10        | Top 10        | Top 10        | Top 10        | Top 10        | Utwór z roku urodzenia uczestnika                              | Utwór z roku urodzenia uczestnika                              | Utwór z roku urodzenia uczestnika                              | Utwór z roku urodzenia uczestnika                              | Utwór z roku urodzenia uczestnika                              | Utwór z roku urodzenia uczestnika                              | Utwór z roku urodzenia uczestnika                              | Utwór z roku urodzenia uczestnika                              | Utwór z roku urodzenia uczestnika                              | Utwór z roku urodzenia uczestnika                              | Utwór z roku urodzenia uczestnika                              | Utwór z roku urodzenia uczestnika                              | Utwór z roku urodzenia uczestnika                              | Utwór z roku urodzenia uczestnika                              | Utwór z roku urodzenia uczestnika                              | Utwór z roku urodzenia uczestnika                              | Utwór z roku urodzenia uczestnika                              | Utwór z roku urodzenia uczestnika                              | Utwór z roku urodzenia uczestnika                              | Utwór z roku urodzenia uczestnika                              | Utwór z roku urodzenia uczestnika                              | Utwór z roku urodzenia uczestnika                              | Utwór z roku urodzenia uczestnika                              | Utwór z roku urodzenia uczestnika                              | Utwór z roku urodzenia uczestnika                              | Utwór z roku urodzenia uczestnika                              | Utwór z roku urodzenia uczestnika                              | Utwór z roku urodzenia uczestnika                              | Utwór z roku urodzenia uczestnika                              | Utwór z roku urodzenia uczestnika                              | Utwór z roku urodzenia uczestnika                              | Utwór z roku urodzenia uczestnika                              | Utwór z roku urodzenia uczestnika                              | Utwór z roku urodzenia uczestnika                              | Utwór z roku urodzenia uczestnika                              | Utwór z roku urodzenia uczestnika                              | Utwór z roku urodzenia uczestnika                              | Utwór z roku urodzenia uczestnika                              | Utwór z roku urodzenia uczestnika                              | Utwór z roku urodzenia uczestnika                              | Utwór z roku urodzenia uczestnika                              | Utwór z roku urodzenia uczestnika                              | Utwór z roku urodzenia uczestnika                              | Utwór z roku urodzenia uczestnika                              | Utwór z roku urodzenia uczestnika                              | Utwór z roku urodzenia uczestnika                              | Utwór z roku urodzenia uczestnika                              | Utwór z roku urodzenia uczestnika                              | Utwór z roku urodzenia uczestnika                              | Utwór z roku urodzenia uczestnika                              | Utwór z roku urodzenia uczestnika                              | Utwór z roku urodzenia uczestnika                              | Utwór z roku urodzenia uczestnika                              | Utwór z roku urodzenia uczestnika                              | Utwór z roku urodzenia uczestnika                              | Utwór z roku urodzenia uczestnika                              | Utwór z roku urodzenia uczestnika                              | Utwór z roku urodzenia uczestnika                              | Utwór z roku urodzenia uczestnika                              | Utwór z roku urodzenia uczestnika                              | Utwór z roku urodzenia uczestnika                              | Utwór z roku urodzenia uczestnika                              | Utwór z roku urodzenia uczestnika                              | Utwór z roku urodzenia uczestnika                              | Utwór z roku urodzenia uczestnika                              | Utwór z roku urodzenia uczestnika                              | Utwór z roku urodzenia uczestnika                              | Utwór z roku urodzenia uczestnika                              | Utwór z roku urodzenia uczestnika                              | Utwór z roku urodzenia uczestnika                              | Utwór z roku urodzenia uczestnika                              | Utwór z roku urodzenia uczestnika                              | Utwór z roku urodzenia uczestnika                              | Utwór z roku urodzenia uczestnika                              | Utwór z roku urodzenia uczestnika                              | Utwór z roku urodzenia uczestnika                              | Utwór z roku urodzenia uczestnika                              | Utwór z roku urodzenia uczestnika                              | Utwór z roku urodzenia uczestnika                              | Utwór z roku urodzenia uczestnika                              | Utwór z roku urodzenia uczestnika                              | Utwór z roku urodzenia uczestnika                              | Utwór z roku urodzenia uczestnika                              | Utwór z roku urodzenia uczestnika                              | Utwór z roku urodzenia uczestnika                              | Utwór z roku urodzenia uczestnika                              | Utwór z roku urodzenia uczestnika                              | Utwór z roku urodzenia uczestnika                              | Utwór z roku urodzenia uczestnika                              | Utwór z roku urodzenia uczestnika                              | Utwór z roku urodzenia uczestnika                              | Utwór z roku urodzenia uczestnika                              | Utwór z roku urodzenia uczestnika                              | Utwór z roku urodzenia uczestnika                              | Utwór z roku urodzenia uczestnika                              | Utwór z roku urodzenia uczestnika                              | Utwór z roku urodzenia uczestnika                              | Utwór z roku urodzenia uczestnika                              | Utwór z roku urodzenia uczestnika                              | Utwór z roku urodzenia uczestnika                              | „Billie Jean”                                                                           | „Billie Jean”                                                                           | „Billie Jean”                                                                           | „Billie Jean”                                                                           | „Billie Jean”                                                                           | „Billie Jean”                                                                           | „Billie Jean”                                                                           | „Billie Jean”                                                                           | „Billie Jean”                                                                           | „Billie Jean”                                                                           | „Billie Jean”                                                                           | „Billie Jean”                                                                           | „Billie Jean”                                                                           | „Billie Jean”                                                                           | „Billie Jean”                                                                           | „Billie Jean”                                                                           | „Billie Jean”                                                                           | „Billie Jean”                                                                           | „Billie Jean”                                                                           | „Billie Jean”                                                                           | „Billie Jean”                                                                           | „Billie Jean”                                                                           | „Billie Jean”                                                                           | „Billie Jean”                                                                           | „Billie Jean”                                                                           | „Billie Jean”                                                                           | „Billie Jean”                                                                           | „Billie Jean”                                                                           | „Billie Jean”                                                                           | „Billie Jean”                                                                           | „Billie Jean”                                                                           | „Billie Jean”                                                                           | „Billie Jean”                                                                           | „Billie Jean”                                                                           | „Billie Jean”                                                                           | „Billie Jean”                                                                           | „Billie Jean”                                                                           | „Billie Jean”                                                                           | „Billie Jean”                                                                           | „Billie Jean”                                                                           | „Billie Jean”                                                                           | „Billie Jean”                                                                           | „Billie Jean”                                                                           | „Billie Jean”                                                                           | „Billie Jean”                                                                           | „Billie Jean”                                                                           | „Billie Jean”                                                                           | „Billie Jean”                                                                           | „Billie Jean”                                                                           | „Billie Jean”                                                                           | „Billie Jean”                                                                           | „Billie Jean”                                                                           | „Billie Jean”                                                                           | „Billie Jean”                                                                           | „Billie Jean”                                                                           | „Billie Jean”                                                                           | „Billie Jean”                                                                           | „Billie Jean”                                                                           | „Billie Jean”                                                                           | „Billie Jean”                                                                           | „Billie Jean”                                                                           | „Billie Jean”                                                                           | „Billie Jean”                                                                           | „Billie Jean”                                                                           | „Billie Jean”                                                                           | „Billie Jean”                                                                           | „Billie Jean”                                                                           | „Billie Jean”                                                                           | „Billie Jean”                                                                           | „Billie Jean”                                                                           | „Billie Jean”                                                                           | „Billie Jean”                                                                           | „Billie Jean”                                                                           | „Billie Jean”                                                                           | „Billie Jean”                                                                           | „Billie Jean”                                                                           | „Billie Jean”                                                                           | „Billie Jean”                                                                           | „Billie Jean”                                                                           | „Billie Jean”                                                                           | „Billie Jean”                                                                           | „Billie Jean”                                                                           | „Billie Jean”                                                                           | „Billie Jean”                                                                           | „Billie Jean”                                                                           | „Billie Jean”                                                                           | „Billie Jean”                                                                           | „Billie Jean”                                                                           | „Billie Jean”                                                                           | „Billie Jean”                                                                           | „Billie Jean”                                                                           | „Billie Jean”                                                                           | „Billie Jean”                                                                           | „Billie Jean”                                                                           | „Billie Jean”                                                                           | „Billie Jean”                                                                           | „Billie Jean”                                                                           | „Billie Jean”                                                                           | „Billie Jean”                                                                           | „Billie Jean”                                                                           | „Billie Jean”                                                                           | „Billie Jean”                                                                           | „Billie Jean”                                                                           | „Billie Jean”                                                                           | „Billie Jean”                                                                           | „Billie Jean”                                                                           | „Billie Jean”                                                                           | „Billie Jean”                                                                           | „Billie Jean”                                                                           | „Billie Jean”                                                                           | „Billie Jean”                                                                           | „Billie Jean”                                                                           | „Billie Jean”                                                                           | „Billie Jean”                                                                           | „Billie Jean”                                                                           | „Billie Jean”                                                                           | „Billie Jean”                                                                           | „Billie Jean”                                                                           | „Billie Jean”                                                                           | „Billie Jean”                                                                           | „Billie Jean”                                                                           | „Billie Jean”                                                                           | „Billie Jean”                                                                           | „Billie Jean”                                                                           | „Billie Jean”                                                                           | „Billie Jean”                                                                           | „Billie Jean”                                                                           | „Billie Jean”                                                                           | „Billie Jean”                                                                           | „Billie Jean”                                                                           | Michael Jackson                                    | Michael Jackson                                    | Michael Jackson                                    | Michael Jackson                                    | Michael Jackson                                    | Michael Jackson                                    | Michael Jackson                                    | Michael Jackson                                    | Michael Jackson                                    | Michael Jackson                                    | Michael Jackson                                    | Michael Jackson                                    | Michael Jackson                                    | Michael Jackson                                    | Michael Jackson                                    | Michael Jackson                                    | Michael Jackson                                    | Michael Jackson                                    | Michael Jackson                                    | Michael Jackson                                    | Michael Jackson                                    | Michael Jackson                                    | Michael Jackson                                    | Michael Jackson                                    | Michael Jackson                                    | Michael Jackson                                    | Michael Jackson                                    | Michael Jackson                                    | Michael Jackson                                    | Michael Jackson                                    | Michael Jackson                                    | Michael Jackson                                    | Michael Jackson                                    | Michael Jackson                                    | Michael Jackson                                    | Michael Jackson                                    | Michael Jackson                                    | Michael Jackson                                    | Michael Jackson                                    | Michael Jackson                                    | Michael Jackson                                    | Michael Jackson                                    | Michael Jackson                                    | Michael Jackson                                    | Michael Jackson                                    | Michael Jackson                                    | Michael Jackson                                    | Michael Jackson                                    | Michael Jackson                                    | Michael Jackson                                    | Michael Jackson                                    | Michael Jackson                                    | Michael Jackson                                    | Michael Jackson                                    | Michael Jackson                                    | Michael Jackson                                    | Michael Jackson                                    | Michael Jackson                                    | Michael Jackson                                    | Michael Jackson                                    | Michael Jackson                                    | Michael Jackson                                    | Michael Jackson                                    | Michael Jackson                                    | Michael Jackson                                    | Michael Jackson                                    | Michael Jackson                                    | Michael Jackson                                    | Michael Jackson                                    | Michael Jackson                                    | Michael Jackson                                    | Michael Jackson                                    | Michael Jackson                                    | Michael Jackson                                    | Michael Jackson                                    | Michael Jackson                                    | Michael Jackson                                    | Michael Jackson                                    | Michael Jackson                                    | Michael Jackson                                    | Michael Jackson                                    | Michael Jackson                                    | Michael Jackson                                    | Michael Jackson                                    | Michael Jackson                                    | Michael Jackson                                    | Michael Jackson                                    | Michael Jackson                                    | Michael Jackson                                    | Michael Jackson                                    | Michael Jackson                                    | Michael Jackson                                    | Michael Jackson                                    | Michael Jackson                                    | Michael Jackson                                    | Michael Jackson                                    | Michael Jackson                                    | Michael Jackson                                    | Michael Jackson                                    | Michael Jackson                                    | 10        | 10        | 10        | 10        | 10        | 10        | 10        | 10        | 10        | 10        | 10        | 10        | 10        | 10        | 10        | 10        | 10        | 10        | 10        | 10        | 10        | 10        | 10        | 10        | 10        | 10        | 10        | 10        | 10        | 10        | 10        | 10        | 10        | 10        | 10        | 10        | 10        | 10        | 10        | 10        | 10        | 10        | 10        | 10        | 10        | 10        | 10        | 10        | 10        | 10        | 10        | 10        | 10        | 10        | 10        | 10        | 10        | 10        | 10        | 10        | 10        | 10        | 10        | 10        | 10        | 10        | 10        | 10        | 10        | 10        | 10        | 10        | 10        | 10        | 10        | 10        | 10        | 10        | 10        | 10        | 10        | 10        | 10        | 10        | 10        | 10        | 10        | 10        | 10        | 10        | 10        | 10        | 10        | 10        | 10        | 10        | 10        | 10        | 10        | 10        | Bezpieczny | Bezpieczny | Bezpieczny | Bezpieczny | Bezpieczny | Bezpieczny | Bezpieczny | Bezpieczny | Bezpieczny | Bezpieczny | Bezpieczny | Bezpieczny | Bezpieczny | Bezpieczny | Bezpieczny | Bezpieczny | Bezpieczny | Bezpieczny | Bezpieczny | Bezpieczny | Bezpieczny | Bezpieczny | Bezpieczny | Bezpieczny | Bezpieczny | Bezpieczny | Bezpieczny | Bezpieczny | Bezpieczny | Bezpieczny | Bezpieczny | Bezpieczny | Bezpieczny | Bezpieczny | Bezpieczny | Bezpieczny | Bezpieczny | Bezpieczny | Bezpieczny | Bezpieczny | Bezpieczny | Bezpieczny | Bezpieczny | Bezpieczny | Bezpieczny | Bezpieczny | Bezpieczny | Bezpieczny | Bezpieczny | Bezpieczny | Bezpieczny | Bezpieczny | Bezpieczny | Bezpieczny | Bezpieczny | Bezpieczny | Bezpieczny | Bezpieczny | Bezpieczny | Bezpieczny | Bezpieczny | Bezpieczny | Bezpieczny | Bezpieczny | Bezpieczny | Bezpieczny | Bezpieczny | Bezpieczny | Bezpieczny | Bezpieczny |
| Top 9         | Top 9         | Top 9         | Top 9         | Top 9         | Top 9         | Top 9         | Top 9         | Top 9         | Top 9         | Top 9         | Top 9         | Top 9         | Top 9         | Top 9         | Top 9         | Top 9         | Top 9         | Top 9         | Top 9         | Top 9         | Top 9         | Top 9         | Top 9         | Top 9         | Top 9         | Top 9         | Top 9         | Top 9         | Top 9         | Top 9         | Top 9         | Top 9         | Top 9         | Top 9         | Top 9         | Top 9         | Top 9         | Top 9         | Top 9         | Top 9         | Top 9         | Top 9         | Top 9         | Top 9         | Top 9         | Top 9         | Top 9         | Top 9         | Top 9         | Top 9         | Top 9         | Top 9         | Top 9         | Top 9         | Top 9         | Top 9         | Top 9         | Top 9         | Top 9         | Top 9         | Top 9         | Top 9         | Top 9         | Top 9         | Top 9         | Top 9         | Top 9         | Top 9         | Top 9         | Top 9         | Top 9         | Top 9         | Top 9         | Top 9         | Top 9         | Top 9         | Top 9         | Top 9         | Top 9         | Top 9         | Top 9         | Top 9         | Top 9         | Top 9         | Top 9         | Top 9         | Top 9         | Top 9         | Top 9         | Dolly Parton                                                   | Dolly Parton                                                   | Dolly Parton                                                   | Dolly Parton                                                   | Dolly Parton                                                   | Dolly Parton                                                   | Dolly Parton                                                   | Dolly Parton                                                   | Dolly Parton                                                   | Dolly Parton                                                   | Dolly Parton                                                   | Dolly Parton                                                   | Dolly Parton                                                   | Dolly Parton                                                   | Dolly Parton                                                   | Dolly Parton                                                   | Dolly Parton                                                   | Dolly Parton                                                   | Dolly Parton                                                   | Dolly Parton                                                   | Dolly Parton                                                   | Dolly Parton                                                   | Dolly Parton                                                   | Dolly Parton                                                   | Dolly Parton                                                   | Dolly Parton                                                   | Dolly Parton                                                   | Dolly Parton                                                   | Dolly Parton                                                   | Dolly Parton                                                   | Dolly Parton                                                   | Dolly Parton                                                   | Dolly Parton                                                   | Dolly Parton                                                   | Dolly Parton                                                   | Dolly Parton                                                   | Dolly Parton                                                   | Dolly Parton                                                   | Dolly Parton                                                   | Dolly Parton                                                   | Dolly Parton                                                   | Dolly Parton                                                   | Dolly Parton                                                   | Dolly Parton                                                   | Dolly Parton                                                   | Dolly Parton                                                   | Dolly Parton                                                   | Dolly Parton                                                   | Dolly Parton                                                   | Dolly Parton                                                   | Dolly Parton                                                   | Dolly Parton                                                   | Dolly Parton                                                   | Dolly Parton                                                   | Dolly Parton                                                   | Dolly Parton                                                   | Dolly Parton                                                   | Dolly Parton                                                   | Dolly Parton                                                   | Dolly Parton                                                   | Dolly Parton                                                   | Dolly Parton                                                   | Dolly Parton                                                   | Dolly Parton                                                   | Dolly Parton                                                   | Dolly Parton                                                   | Dolly Parton                                                   | Dolly Parton                                                   | Dolly Parton                                                   | Dolly Parton                                                   | Dolly Parton                                                   | Dolly Parton                                                   | Dolly Parton                                                   | Dolly Parton                                                   | Dolly Parton                                                   | Dolly Parton                                                   | Dolly Parton                                                   | Dolly Parton                                                   | Dolly Parton                                                   | Dolly Parton                                                   | Dolly Parton                                                   | Dolly Parton                                                   | Dolly Parton                                                   | Dolly Parton                                                   | Dolly Parton                                                   | Dolly Parton                                                   | Dolly Parton                                                   | Dolly Parton                                                   | Dolly Parton                                                   | Dolly Parton                                                   | Dolly Parton                                                   | Dolly Parton                                                   | Dolly Parton                                                   | Dolly Parton                                                   | Dolly Parton                                                   | Dolly Parton                                                   | Dolly Parton                                                   | Dolly Parton                                                   | Dolly Parton                                                   | Dolly Parton                                                   | „Little Sparrow”                                                                        | „Little Sparrow”                                                                        | „Little Sparrow”                                                                        | „Little Sparrow”                                                                        | „Little Sparrow”                                                                        | „Little Sparrow”                                                                        | „Little Sparrow”                                                                        | „Little Sparrow”                                                                        | „Little Sparrow”                                                                        | „Little Sparrow”                                                                        | „Little Sparrow”                                                                        | „Little Sparrow”                                                                        | „Little Sparrow”                                                                        | „Little Sparrow”                                                                        | „Little Sparrow”                                                                        | „Little Sparrow”                                                                        | „Little Sparrow”                                                                        | „Little Sparrow”                                                                        | „Little Sparrow”                                                                        | „Little Sparrow”                                                                        | „Little Sparrow”                                                                        | „Little Sparrow”                                                                        | „Little Sparrow”                                                                        | „Little Sparrow”                                                                        | „Little Sparrow”                                                                        | „Little Sparrow”                                                                        | „Little Sparrow”                                                                        | „Little Sparrow”                                                                        | „Little Sparrow”                                                                        | „Little Sparrow”                                                                        | „Little Sparrow”                                                                        | „Little Sparrow”                                                                        | „Little Sparrow”                                                                        | „Little Sparrow”                                                                        | „Little Sparrow”                                                                        | „Little Sparrow”                                                                        | „Little Sparrow”                                                                        | „Little Sparrow”                                                                        | „Little Sparrow”                                                                        | „Little Sparrow”                                                                        | „Little Sparrow”                                                                        | „Little Sparrow”                                                                        | „Little Sparrow”                                                                        | „Little Sparrow”                                                                        | „Little Sparrow”                                                                        | „Little Sparrow”                                                                        | „Little Sparrow”                                                                        | „Little Sparrow”                                                                        | „Little Sparrow”                                                                        | „Little Sparrow”                                                                        | „Little Sparrow”                                                                        | „Little Sparrow”                                                                        | „Little Sparrow”                                                                        | „Little Sparrow”                                                                        | „Little Sparrow”                                                                        | „Little Sparrow”                                                                        | „Little Sparrow”                                                                        | „Little Sparrow”                                                                        | „Little Sparrow”                                                                        | „Little Sparrow”                                                                        | „Little Sparrow”                                                                        | „Little Sparrow”                                                                        | „Little Sparrow”                                                                        | „Little Sparrow”                                                                        | „Little Sparrow”                                                                        | „Little Sparrow”                                                                        | „Little Sparrow”                                                                        | „Little Sparrow”                                                                        | „Little Sparrow”                                                                        | „Little Sparrow”                                                                        | „Little Sparrow”                                                                        | „Little Sparrow”                                                                        | „Little Sparrow”                                                                        | „Little Sparrow”                                                                        | „Little Sparrow”                                                                        | „Little Sparrow”                                                                        | „Little Sparrow”                                                                        | „Little Sparrow”                                                                        | „Little Sparrow”                                                                        | „Little Sparrow”                                                                        | „Little Sparrow”                                                                        | „Little Sparrow”                                                                        | „Little Sparrow”                                                                        | „Little Sparrow”                                                                        | „Little Sparrow”                                                                        | „Little Sparrow”                                                                        | „Little Sparrow”                                                                        | „Little Sparrow”                                                                        | „Little Sparrow”                                                                        | „Little Sparrow”                                                                        | „Little Sparrow”                                                                        | „Little Sparrow”                                                                        | „Little Sparrow”                                                                        | „Little Sparrow”                                                                        | „Little Sparrow”                                                                        | „Little Sparrow”                                                                        | „Little Sparrow”                                                                        | „Little Sparrow”                                                                        | „Little Sparrow”                                                                        | „Little Sparrow”                                                                        | „Little Sparrow”                                                                        | „Little Sparrow”                                                                        | „Little Sparrow”                                                                        | „Little Sparrow”                                                                        | „Little Sparrow”                                                                        | „Little Sparrow”                                                                        | „Little Sparrow”                                                                        | „Little Sparrow”                                                                        | „Little Sparrow”                                                                        | „Little Sparrow”                                                                        | „Little Sparrow”                                                                        | „Little Sparrow”                                                                        | „Little Sparrow”                                                                        | „Little Sparrow”                                                                        | „Little Sparrow”                                                                        | „Little Sparrow”                                                                        | „Little Sparrow”                                                                        | „Little Sparrow”                                                                        | „Little Sparrow”                                                                        | „Little Sparrow”                                                                        | „Little Sparrow”                                                                        | „Little Sparrow”                                                                        | „Little Sparrow”                                                                        | „Little Sparrow”                                                                        | „Little Sparrow”                                                                        | „Little Sparrow”                                                                        | „Little Sparrow”                                                                        | „Little Sparrow”                                                                        | „Little Sparrow”                                                                        | „Little Sparrow”                                                                        | Dolly Parton                                       | Dolly Parton                                       | Dolly Parton                                       | Dolly Parton                                       | Dolly Parton                                       | Dolly Parton                                       | Dolly Parton                                       | Dolly Parton                                       | Dolly Parton                                       | Dolly Parton                                       | Dolly Parton                                       | Dolly Parton                                       | Dolly Parton                                       | Dolly Parton                                       | Dolly Parton                                       | Dolly Parton                                       | Dolly Parton                                       | Dolly Parton                                       | Dolly Parton                                       | Dolly Parton                                       | Dolly Parton                                       | Dolly Parton                                       | Dolly Parton                                       | Dolly Parton                                       | Dolly Parton                                       | Dolly Parton                                       | Dolly Parton                                       | Dolly Parton                                       | Dolly Parton                                       | Dolly Parton                                       | Dolly Parton                                       | Dolly Parton                                       | Dolly Parton                                       | Dolly Parton                                       | Dolly Parton                                       | Dolly Parton                                       | Dolly Parton                                       | Dolly Parton                                       | Dolly Parton                                       | Dolly Parton                                       | Dolly Parton                                       | Dolly Parton                                       | Dolly Parton                                       | Dolly Parton                                       | Dolly Parton                                       | Dolly Parton                                       | Dolly Parton                                       | Dolly Parton                                       | Dolly Parton                                       | Dolly Parton                                       | Dolly Parton                                       | Dolly Parton                                       | Dolly Parton                                       | Dolly Parton                                       | Dolly Parton                                       | Dolly Parton                                       | Dolly Parton                                       | Dolly Parton                                       | Dolly Parton                                       | Dolly Parton                                       | Dolly Parton                                       | Dolly Parton                                       | Dolly Parton                                       | Dolly Parton                                       | Dolly Parton                                       | Dolly Parton                                       | Dolly Parton                                       | Dolly Parton                                       | Dolly Parton                                       | Dolly Parton                                       | Dolly Parton                                       | Dolly Parton                                       | Dolly Parton                                       | Dolly Parton                                       | Dolly Parton                                       | Dolly Parton                                       | Dolly Parton                                       | Dolly Parton                                       | Dolly Parton                                       | Dolly Parton                                       | Dolly Parton                                       | Dolly Parton                                       | Dolly Parton                                       | Dolly Parton                                       | Dolly Parton                                       | Dolly Parton                                       | Dolly Parton                                       | Dolly Parton                                       | Dolly Parton                                       | Dolly Parton                                       | Dolly Parton                                       | Dolly Parton                                       | Dolly Parton                                       | Dolly Parton                                       | Dolly Parton                                       | Dolly Parton                                       | Dolly Parton                                       | Dolly Parton                                       | Dolly Parton                                       | Dolly Parton                                       | 2         | 2         | 2         | 2         | 2         | 2         | 2         | 2         | 2         | 2         | 2         | 2         | 2         | 2         | 2         | 2         | 2         | 2         | 2         | 2         | 2         | 2         | 2         | 2         | 2         | 2         | 2         | 2         | 2         | 2         | 2         | 2         | 2         | 2         | 2         | 2         | 2         | 2         | 2         | 2         | 2         | 2         | 2         | 2         | 2         | 2         | 2         | 2         | 2         | 2         | 2         | 2         | 2         | 2         | 2         | 2         | 2         | 2         | 2         | 2         | 2         | 2         | 2         | 2         | 2         | 2         | 2         | 2         | 2         | 2         | 2         | 2         | 2         | 2         | 2         | 2         | 2         | 2         | 2         | 2         | 2         | 2         | 2         | 2         | 2         | 2         | 2         | 2         | 2         | 2         | 2         | 2         | 2         | 2         | 2         | 2         | 2         | 2         | 2         | 2         | Bezpieczny | Bezpieczny | Bezpieczny | Bezpieczny | Bezpieczny | Bezpieczny | Bezpieczny | Bezpieczny | Bezpieczny | Bezpieczny | Bezpieczny | Bezpieczny | Bezpieczny | Bezpieczny | Bezpieczny | Bezpieczny | Bezpieczny | Bezpieczny | Bezpieczny | Bezpieczny | Bezpieczny | Bezpieczny | Bezpieczny | Bezpieczny | Bezpieczny | Bezpieczny | Bezpieczny | Bezpieczny | Bezpieczny | Bezpieczny | Bezpieczny | Bezpieczny | Bezpieczny | Bezpieczny | Bezpieczny | Bezpieczny | Bezpieczny | Bezpieczny | Bezpieczny | Bezpieczny | Bezpieczny | Bezpieczny | Bezpieczny | Bezpieczny | Bezpieczny | Bezpieczny | Bezpieczny | Bezpieczny | Bezpieczny | Bezpieczny | Bezpieczny | Bezpieczny | Bezpieczny | Bezpieczny | Bezpieczny | Bezpieczny | Bezpieczny | Bezpieczny | Bezpieczny | Bezpieczny | Bezpieczny | Bezpieczny | Bezpieczny | Bezpieczny | Bezpieczny | Bezpieczny | Bezpieczny | Bezpieczny | Bezpieczny | Bezpieczny |
| Top 8         | Top 8         | Top 8         | Top 8         | Top 8         | Top 8         | Top 8         | Top 8         | Top 8         | Top 8         | Top 8         | Top 8         | Top 8         | Top 8         | Top 8         | Top 8         | Top 8         | Top 8         | Top 8         | Top 8         | Top 8         | Top 8         | Top 8         | Top 8         | Top 8         | Top 8         | Top 8         | Top 8         | Top 8         | Top 8         | Top 8         | Top 8         | Top 8         | Top 8         | Top 8         | Top 8         | Top 8         | Top 8         | Top 8         | Top 8         | Top 8         | Top 8         | Top 8         | Top 8         | Top 8         | Top 8         | Top 8         | Top 8         | Top 8         | Top 8         | Top 8         | Top 8         | Top 8         | Top 8         | Top 8         | Top 8         | Top 8         | Top 8         | Top 8         | Top 8         | Top 8         | Top 8         | Top 8         | Top 8         | Top 8         | Top 8         | Top 8         | Top 8         | Top 8         | Top 8         | Top 8         | Top 8         | Top 8         | Top 8         | Top 8         | Top 8         | Top 8         | Top 8         | Top 8         | Top 8         | Top 8         | Top 8         | Top 8         | Top 8         | Top 8         | Top 8         | Top 8         | Top 8         | Top 8         | Top 8         | Muzyka inspiracyjna                                            | Muzyka inspiracyjna                                            | Muzyka inspiracyjna                                            | Muzyka inspiracyjna                                            | Muzyka inspiracyjna                                            | Muzyka inspiracyjna                                            | Muzyka inspiracyjna                                            | Muzyka inspiracyjna                                            | Muzyka inspiracyjna                                            | Muzyka inspiracyjna                                            | Muzyka inspiracyjna                                            | Muzyka inspiracyjna                                            | Muzyka inspiracyjna                                            | Muzyka inspiracyjna                                            | Muzyka inspiracyjna                                            | Muzyka inspiracyjna                                            | Muzyka inspiracyjna                                            | Muzyka inspiracyjna                                            | Muzyka inspiracyjna                                            | Muzyka inspiracyjna                                            | Muzyka inspiracyjna                                            | Muzyka inspiracyjna                                            | Muzyka inspiracyjna                                            | Muzyka inspiracyjna                                            | Muzyka inspiracyjna                                            | Muzyka inspiracyjna                                            | Muzyka inspiracyjna                                            | Muzyka inspiracyjna                                            | Muzyka inspiracyjna                                            | Muzyka inspiracyjna                                            | Muzyka inspiracyjna                                            | Muzyka inspiracyjna                                            | Muzyka inspiracyjna                                            | Muzyka inspiracyjna                                            | Muzyka inspiracyjna                                            | Muzyka inspiracyjna                                            | Muzyka inspiracyjna                                            | Muzyka inspiracyjna                                            | Muzyka inspiracyjna                                            | Muzyka inspiracyjna                                            | Muzyka inspiracyjna                                            | Muzyka inspiracyjna                                            | Muzyka inspiracyjna                                            | Muzyka inspiracyjna                                            | Muzyka inspiracyjna                                            | Muzyka inspiracyjna                                            | Muzyka inspiracyjna                                            | Muzyka inspiracyjna                                            | Muzyka inspiracyjna                                            | Muzyka inspiracyjna                                            | Muzyka inspiracyjna                                            | Muzyka inspiracyjna                                            | Muzyka inspiracyjna                                            | Muzyka inspiracyjna                                            | Muzyka inspiracyjna                                            | Muzyka inspiracyjna                                            | Muzyka inspiracyjna                                            | Muzyka inspiracyjna                                            | Muzyka inspiracyjna                                            | Muzyka inspiracyjna                                            | Muzyka inspiracyjna                                            | Muzyka inspiracyjna                                            | Muzyka inspiracyjna                                            | Muzyka inspiracyjna                                            | Muzyka inspiracyjna                                            | Muzyka inspiracyjna                                            | Muzyka inspiracyjna                                            | Muzyka inspiracyjna                                            | Muzyka inspiracyjna                                            | Muzyka inspiracyjna                                            | Muzyka inspiracyjna                                            | Muzyka inspiracyjna                                            | Muzyka inspiracyjna                                            | Muzyka inspiracyjna                                            | Muzyka inspiracyjna                                            | Muzyka inspiracyjna                                            | Muzyka inspiracyjna                                            | Muzyka inspiracyjna                                            | Muzyka inspiracyjna                                            | Muzyka inspiracyjna                                            | Muzyka inspiracyjna                                            | Muzyka inspiracyjna                                            | Muzyka inspiracyjna                                            | Muzyka inspiracyjna                                            | Muzyka inspiracyjna                                            | Muzyka inspiracyjna                                            | Muzyka inspiracyjna                                            | Muzyka inspiracyjna                                            | Muzyka inspiracyjna                                            | Muzyka inspiracyjna                                            | Muzyka inspiracyjna                                            | Muzyka inspiracyjna                                            | Muzyka inspiracyjna                                            | Muzyka inspiracyjna                                            | Muzyka inspiracyjna                                            | Muzyka inspiracyjna                                            | Muzyka inspiracyjna                                            | Muzyka inspiracyjna                                            | Muzyka inspiracyjna                                            | Muzyka inspiracyjna                                            | „Innocent”                                                                              | „Innocent”                                                                              | „Innocent”                                                                              | „Innocent”                                                                              | „Innocent”                                                                              | „Innocent”                                                                              | „Innocent”                                                                              | „Innocent”                                                                              | „Innocent”                                                                              | „Innocent”                                                                              | „Innocent”                                                                              | „Innocent”                                                                              | „Innocent”                                                                              | „Innocent”                                                                              | „Innocent”                                                                              | „Innocent”                                                                              | „Innocent”                                                                              | „Innocent”                                                                              | „Innocent”                                                                              | „Innocent”                                                                              | „Innocent”                                                                              | „Innocent”                                                                              | „Innocent”                                                                              | „Innocent”                                                                              | „Innocent”                                                                              | „Innocent”                                                                              | „Innocent”                                                                              | „Innocent”                                                                              | „Innocent”                                                                              | „Innocent”                                                                              | „Innocent”                                                                              | „Innocent”                                                                              | „Innocent”                                                                              | „Innocent”                                                                              | „Innocent”                                                                              | „Innocent”                                                                              | „Innocent”                                                                              | „Innocent”                                                                              | „Innocent”                                                                              | „Innocent”                                                                              | „Innocent”                                                                              | „Innocent”                                                                              | „Innocent”                                                                              | „Innocent”                                                                              | „Innocent”                                                                              | „Innocent”                                                                              | „Innocent”                                                                              | „Innocent”                                                                              | „Innocent”                                                                              | „Innocent”                                                                              | „Innocent”                                                                              | „Innocent”                                                                              | „Innocent”                                                                              | „Innocent”                                                                              | „Innocent”                                                                              | „Innocent”                                                                              | „Innocent”                                                                              | „Innocent”                                                                              | „Innocent”                                                                              | „Innocent”                                                                              | „Innocent”                                                                              | „Innocent”                                                                              | „Innocent”                                                                              | „Innocent”                                                                              | „Innocent”                                                                              | „Innocent”                                                                              | „Innocent”                                                                              | „Innocent”                                                                              | „Innocent”                                                                              | „Innocent”                                                                              | „Innocent”                                                                              | „Innocent”                                                                              | „Innocent”                                                                              | „Innocent”                                                                              | „Innocent”                                                                              | „Innocent”                                                                              | „Innocent”                                                                              | „Innocent”                                                                              | „Innocent”                                                                              | „Innocent”                                                                              | „Innocent”                                                                              | „Innocent”                                                                              | „Innocent”                                                                              | „Innocent”                                                                              | „Innocent”                                                                              | „Innocent”                                                                              | „Innocent”                                                                              | „Innocent”                                                                              | „Innocent”                                                                              | „Innocent”                                                                              | „Innocent”                                                                              | „Innocent”                                                                              | „Innocent”                                                                              | „Innocent”                                                                              | „Innocent”                                                                              | „Innocent”                                                                              | „Innocent”                                                                              | „Innocent”                                                                              | „Innocent”                                                                              | „Innocent”                                                                              | „Innocent”                                                                              | „Innocent”                                                                              | „Innocent”                                                                              | „Innocent”                                                                              | „Innocent”                                                                              | „Innocent”                                                                              | „Innocent”                                                                              | „Innocent”                                                                              | „Innocent”                                                                              | „Innocent”                                                                              | „Innocent”                                                                              | „Innocent”                                                                              | „Innocent”                                                                              | „Innocent”                                                                              | „Innocent”                                                                              | „Innocent”                                                                              | „Innocent”                                                                              | „Innocent”                                                                              | „Innocent”                                                                              | „Innocent”                                                                              | „Innocent”                                                                              | „Innocent”                                                                              | „Innocent”                                                                              | „Innocent”                                                                              | „Innocent”                                                                              | „Innocent”                                                                              | „Innocent”                                                                              | „Innocent”                                                                              | „Innocent”                                                                              | „Innocent”                                                                              | Our Lady Peace                                     | Our Lady Peace                                     | Our Lady Peace                                     | Our Lady Peace                                     | Our Lady Peace                                     | Our Lady Peace                                     | Our Lady Peace                                     | Our Lady Peace                                     | Our Lady Peace                                     | Our Lady Peace                                     | Our Lady Peace                                     | Our Lady Peace                                     | Our Lady Peace                                     | Our Lady Peace                                     | Our Lady Peace                                     | Our Lady Peace                                     | Our Lady Peace                                     | Our Lady Peace                                     | Our Lady Peace                                     | Our Lady Peace                                     | Our Lady Peace                                     | Our Lady Peace                                     | Our Lady Peace                                     | Our Lady Peace                                     | Our Lady Peace                                     | Our Lady Peace                                     | Our Lady Peace                                     | Our Lady Peace                                     | Our Lady Peace                                     | Our Lady Peace                                     | Our Lady Peace                                     | Our Lady Peace                                     | Our Lady Peace                                     | Our Lady Peace                                     | Our Lady Peace                                     | Our Lady Peace                                     | Our Lady Peace                                     | Our Lady Peace                                     | Our Lady Peace                                     | Our Lady Peace                                     | Our Lady Peace                                     | Our Lady Peace                                     | Our Lady Peace                                     | Our Lady Peace                                     | Our Lady Peace                                     | Our Lady Peace                                     | Our Lady Peace                                     | Our Lady Peace                                     | Our Lady Peace                                     | Our Lady Peace                                     | Our Lady Peace                                     | Our Lady Peace                                     | Our Lady Peace                                     | Our Lady Peace                                     | Our Lady Peace                                     | Our Lady Peace                                     | Our Lady Peace                                     | Our Lady Peace                                     | Our Lady Peace                                     | Our Lady Peace                                     | Our Lady Peace                                     | Our Lady Peace                                     | Our Lady Peace                                     | Our Lady Peace                                     | Our Lady Peace                                     | Our Lady Peace                                     | Our Lady Peace                                     | Our Lady Peace                                     | Our Lady Peace                                     | Our Lady Peace                                     | Our Lady Peace                                     | Our Lady Peace                                     | Our Lady Peace                                     | Our Lady Peace                                     | Our Lady Peace                                     | Our Lady Peace                                     | Our Lady Peace                                     | Our Lady Peace                                     | Our Lady Peace                                     | Our Lady Peace                                     | Our Lady Peace                                     | Our Lady Peace                                     | Our Lady Peace                                     | Our Lady Peace                                     | Our Lady Peace                                     | Our Lady Peace                                     | Our Lady Peace                                     | Our Lady Peace                                     | Our Lady Peace                                     | Our Lady Peace                                     | Our Lady Peace                                     | Our Lady Peace                                     | Our Lady Peace                                     | Our Lady Peace                                     | Our Lady Peace                                     | Our Lady Peace                                     | Our Lady Peace                                     | Our Lady Peace                                     | Our Lady Peace                                     | Our Lady Peace                                     | 5         | 5         | 5         | 5         | 5         | 5         | 5         | 5         | 5         | 5         | 5         | 5         | 5         | 5         | 5         | 5         | 5         | 5         | 5         | 5         | 5         | 5         | 5         | 5         | 5         | 5         | 5         | 5         | 5         | 5         | 5         | 5         | 5         | 5         | 5         | 5         | 5         | 5         | 5         | 5         | 5         | 5         | 5         | 5         | 5         | 5         | 5         | 5         | 5         | 5         | 5         | 5         | 5         | 5         | 5         | 5         | 5         | 5         | 5         | 5         | 5         | 5         | 5         | 5         | 5         | 5         | 5         | 5         | 5         | 5         | 5         | 5         | 5         | 5         | 5         | 5         | 5         | 5         | 5         | 5         | 5         | 5         | 5         | 5         | 5         | 5         | 5         | 5         | 5         | 5         | 5         | 5         | 5         | 5         | 5         | 5         | 5         | 5         | 5         | 5         | Bezpieczny | Bezpieczny | Bezpieczny | Bezpieczny | Bezpieczny | Bezpieczny | Bezpieczny | Bezpieczny | Bezpieczny | Bezpieczny | Bezpieczny | Bezpieczny | Bezpieczny | Bezpieczny | Bezpieczny | Bezpieczny | Bezpieczny | Bezpieczny | Bezpieczny | Bezpieczny | Bezpieczny | Bezpieczny | Bezpieczny | Bezpieczny | Bezpieczny | Bezpieczny | Bezpieczny | Bezpieczny | Bezpieczny | Bezpieczny | Bezpieczny | Bezpieczny | Bezpieczny | Bezpieczny | Bezpieczny | Bezpieczny | Bezpieczny | Bezpieczny | Bezpieczny | Bezpieczny | Bezpieczny | Bezpieczny | Bezpieczny | Bezpieczny | Bezpieczny | Bezpieczny | Bezpieczny | Bezpieczny | Bezpieczny | Bezpieczny | Bezpieczny | Bezpieczny | Bezpieczny | Bezpieczny | Bezpieczny | Bezpieczny | Bezpieczny | Bezpieczny | Bezpieczny | Bezpieczny | Bezpieczny | Bezpieczny | Bezpieczny | Bezpieczny | Bezpieczny | Bezpieczny | Bezpieczny | Bezpieczny | Bezpieczny | Bezpieczny |
| Top 7         | Top 7         | Top 7         | Top 7         | Top 7         | Top 7         | Top 7         | Top 7         | Top 7         | Top 7         | Top 7         | Top 7         | Top 7         | Top 7         | Top 7         | Top 7         | Top 7         | Top 7         | Top 7         | Top 7         | Top 7         | Top 7         | Top 7         | Top 7         | Top 7         | Top 7         | Top 7         | Top 7         | Top 7         | Top 7         | Top 7         | Top 7         | Top 7         | Top 7         | Top 7         | Top 7         | Top 7         | Top 7         | Top 7         | Top 7         | Top 7         | Top 7         | Top 7         | Top 7         | Top 7         | Top 7         | Top 7         | Top 7         | Top 7         | Top 7         | Top 7         | Top 7         | Top 7         | Top 7         | Top 7         | Top 7         | Top 7         | Top 7         | Top 7         | Top 7         | Top 7         | Top 7         | Top 7         | Top 7         | Top 7         | Top 7         | Top 7         | Top 7         | Top 7         | Top 7         | Top 7         | Top 7         | Top 7         | Top 7         | Top 7         | Top 7         | Top 7         | Top 7         | Top 7         | Top 7         | Top 7         | Top 7         | Top 7         | Top 7         | Top 7         | Top 7         | Top 7         | Top 7         | Top 7         | Top 7         | Mariah Carey                                                   | Mariah Carey                                                   | Mariah Carey                                                   | Mariah Carey                                                   | Mariah Carey                                                   | Mariah Carey                                                   | Mariah Carey                                                   | Mariah Carey                                                   | Mariah Carey                                                   | Mariah Carey                                                   | Mariah Carey                                                   | Mariah Carey                                                   | Mariah Carey                                                   | Mariah Carey                                                   | Mariah Carey                                                   | Mariah Carey                                                   | Mariah Carey                                                   | Mariah Carey                                                   | Mariah Carey                                                   | Mariah Carey                                                   | Mariah Carey                                                   | Mariah Carey                                                   | Mariah Carey                                                   | Mariah Carey                                                   | Mariah Carey                                                   | Mariah Carey                                                   | Mariah Carey                                                   | Mariah Carey                                                   | Mariah Carey                                                   | Mariah Carey                                                   | Mariah Carey                                                   | Mariah Carey                                                   | Mariah Carey                                                   | Mariah Carey                                                   | Mariah Carey                                                   | Mariah Carey                                                   | Mariah Carey                                                   | Mariah Carey                                                   | Mariah Carey                                                   | Mariah Carey                                                   | Mariah Carey                                                   | Mariah Carey                                                   | Mariah Carey                                                   | Mariah Carey                                                   | Mariah Carey                                                   | Mariah Carey                                                   | Mariah Carey                                                   | Mariah Carey                                                   | Mariah Carey                                                   | Mariah Carey                                                   | Mariah Carey                                                   | Mariah Carey                                                   | Mariah Carey                                                   | Mariah Carey                                                   | Mariah Carey                                                   | Mariah Carey                                                   | Mariah Carey                                                   | Mariah Carey                                                   | Mariah Carey                                                   | Mariah Carey                                                   | Mariah Carey                                                   | Mariah Carey                                                   | Mariah Carey                                                   | Mariah Carey                                                   | Mariah Carey                                                   | Mariah Carey                                                   | Mariah Carey                                                   | Mariah Carey                                                   | Mariah Carey                                                   | Mariah Carey                                                   | Mariah Carey                                                   | Mariah Carey                                                   | Mariah Carey                                                   | Mariah Carey                                                   | Mariah Carey                                                   | Mariah Carey                                                   | Mariah Carey                                                   | Mariah Carey                                                   | Mariah Carey                                                   | Mariah Carey                                                   | Mariah Carey                                                   | Mariah Carey                                                   | Mariah Carey                                                   | Mariah Carey                                                   | Mariah Carey                                                   | Mariah Carey                                                   | Mariah Carey                                                   | Mariah Carey                                                   | Mariah Carey                                                   | Mariah Carey                                                   | Mariah Carey                                                   | Mariah Carey                                                   | Mariah Carey                                                   | Mariah Carey                                                   | Mariah Carey                                                   | Mariah Carey                                                   | Mariah Carey                                                   | Mariah Carey                                                   | Mariah Carey                                                   | Mariah Carey                                                   | „Always Be My Baby”                                                                     | „Always Be My Baby”                                                                     | „Always Be My Baby”                                                                     | „Always Be My Baby”                                                                     | „Always Be My Baby”                                                                     | „Always Be My Baby”                                                                     | „Always Be My Baby”                                                                     | „Always Be My Baby”                                                                     | „Always Be My Baby”                                                                     | „Always Be My Baby”                                                                     | „Always Be My Baby”                                                                     | „Always Be My Baby”                                                                     | „Always Be My Baby”                                                                     | „Always Be My Baby”                                                                     | „Always Be My Baby”                                                                     | „Always Be My Baby”                                                                     | „Always Be My Baby”                                                                     | „Always Be My Baby”                                                                     | „Always Be My Baby”                                                                     | „Always Be My Baby”                                                                     | „Always Be My Baby”                                                                     | „Always Be My Baby”                                                                     | „Always Be My Baby”                                                                     | „Always Be My Baby”                                                                     | „Always Be My Baby”                                                                     | „Always Be My Baby”                                                                     | „Always Be My Baby”                                                                     | „Always Be My Baby”                                                                     | „Always Be My Baby”                                                                     | „Always Be My Baby”                                                                     | „Always Be My Baby”                                                                     | „Always Be My Baby”                                                                     | „Always Be My Baby”                                                                     | „Always Be My Baby”                                                                     | „Always Be My Baby”                                                                     | „Always Be My Baby”                                                                     | „Always Be My Baby”                                                                     | „Always Be My Baby”                                                                     | „Always Be My Baby”                                                                     | „Always Be My Baby”                                                                     | „Always Be My Baby”                                                                     | „Always Be My Baby”                                                                     | „Always Be My Baby”                                                                     | „Always Be My Baby”                                                                     | „Always Be My Baby”                                                                     | „Always Be My Baby”                                                                     | „Always Be My Baby”                                                                     | „Always Be My Baby”                                                                     | „Always Be My Baby”                                                                     | „Always Be My Baby”                                                                     | „Always Be My Baby”                                                                     | „Always Be My Baby”                                                                     | „Always Be My Baby”                                                                     | „Always Be My Baby”                                                                     | „Always Be My Baby”                                                                     | „Always Be My Baby”                                                                     | „Always Be My Baby”                                                                     | „Always Be My Baby”                                                                     | „Always Be My Baby”                                                                     | „Always Be My Baby”                                                                     | „Always Be My Baby”                                                                     | „Always Be My Baby”                                                                     | „Always Be My Baby”                                                                     | „Always Be My Baby”                                                                     | „Always Be My Baby”                                                                     | „Always Be My Baby”                                                                     | „Always Be My Baby”                                                                     | „Always Be My Baby”                                                                     | „Always Be My Baby”                                                                     | „Always Be My Baby”                                                                     | „Always Be My Baby”                                                                     | „Always Be My Baby”                                                                     | „Always Be My Baby”                                                                     | „Always Be My Baby”                                                                     | „Always Be My Baby”                                                                     | „Always Be My Baby”                                                                     | „Always Be My Baby”                                                                     | „Always Be My Baby”                                                                     | „Always Be My Baby”                                                                     | „Always Be My Baby”                                                                     | „Always Be My Baby”                                                                     | „Always Be My Baby”                                                                     | „Always Be My Baby”                                                                     | „Always Be My Baby”                                                                     | „Always Be My Baby”                                                                     | „Always Be My Baby”                                                                     | „Always Be My Baby”                                                                     | „Always Be My Baby”                                                                     | „Always Be My Baby”                                                                     | „Always Be My Baby”                                                                     | „Always Be My Baby”                                                                     | „Always Be My Baby”                                                                     | „Always Be My Baby”                                                                     | „Always Be My Baby”                                                                     | „Always Be My Baby”                                                                     | „Always Be My Baby”                                                                     | „Always Be My Baby”                                                                     | „Always Be My Baby”                                                                     | „Always Be My Baby”                                                                     | „Always Be My Baby”                                                                     | „Always Be My Baby”                                                                     | „Always Be My Baby”                                                                     | „Always Be My Baby”                                                                     | „Always Be My Baby”                                                                     | „Always Be My Baby”                                                                     | „Always Be My Baby”                                                                     | „Always Be My Baby”                                                                     | „Always Be My Baby”                                                                     | „Always Be My Baby”                                                                     | „Always Be My Baby”                                                                     | „Always Be My Baby”                                                                     | „Always Be My Baby”                                                                     | „Always Be My Baby”                                                                     | „Always Be My Baby”                                                                     | „Always Be My Baby”                                                                     | „Always Be My Baby”                                                                     | „Always Be My Baby”                                                                     | „Always Be My Baby”                                                                     | „Always Be My Baby”                                                                     | „Always Be My Baby”                                                                     | „Always Be My Baby”                                                                     | „Always Be My Baby”                                                                     | „Always Be My Baby”                                                                     | „Always Be My Baby”                                                                     | „Always Be My Baby”                                                                     | „Always Be My Baby”                                                                     | „Always Be My Baby”                                                                     | „Always Be My Baby”                                                                     | „Always Be My Baby”                                                                     | „Always Be My Baby”                                                                     | Mariah Carey                                       | Mariah Carey                                       | Mariah Carey                                       | Mariah Carey                                       | Mariah Carey                                       | Mariah Carey                                       | Mariah Carey                                       | Mariah Carey                                       | Mariah Carey                                       | Mariah Carey                                       | Mariah Carey                                       | Mariah Carey                                       | Mariah Carey                                       | Mariah Carey                                       | Mariah Carey                                       | Mariah Carey                                       | Mariah Carey                                       | Mariah Carey                                       | Mariah Carey                                       | Mariah Carey                                       | Mariah Carey                                       | Mariah Carey                                       | Mariah Carey                                       | Mariah Carey                                       | Mariah Carey                                       | Mariah Carey                                       | Mariah Carey                                       | Mariah Carey                                       | Mariah Carey                                       | Mariah Carey                                       | Mariah Carey                                       | Mariah Carey                                       | Mariah Carey                                       | Mariah Carey                                       | Mariah Carey                                       | Mariah Carey                                       | Mariah Carey                                       | Mariah Carey                                       | Mariah Carey                                       | Mariah Carey                                       | Mariah Carey                                       | Mariah Carey                                       | Mariah Carey                                       | Mariah Carey                                       | Mariah Carey                                       | Mariah Carey                                       | Mariah Carey                                       | Mariah Carey                                       | Mariah Carey                                       | Mariah Carey                                       | Mariah Carey                                       | Mariah Carey                                       | Mariah Carey                                       | Mariah Carey                                       | Mariah Carey                                       | Mariah Carey                                       | Mariah Carey                                       | Mariah Carey                                       | Mariah Carey                                       | Mariah Carey                                       | Mariah Carey                                       | Mariah Carey                                       | Mariah Carey                                       | Mariah Carey                                       | Mariah Carey                                       | Mariah Carey                                       | Mariah Carey                                       | Mariah Carey                                       | Mariah Carey                                       | Mariah Carey                                       | Mariah Carey                                       | Mariah Carey                                       | Mariah Carey                                       | Mariah Carey                                       | Mariah Carey                                       | Mariah Carey                                       | Mariah Carey                                       | Mariah Carey                                       | Mariah Carey                                       | Mariah Carey                                       | Mariah Carey                                       | Mariah Carey                                       | Mariah Carey                                       | Mariah Carey                                       | Mariah Carey                                       | Mariah Carey                                       | Mariah Carey                                       | Mariah Carey                                       | Mariah Carey                                       | Mariah Carey                                       | Mariah Carey                                       | Mariah Carey                                       | Mariah Carey                                       | Mariah Carey                                       | Mariah Carey                                       | Mariah Carey                                       | Mariah Carey                                       | Mariah Carey                                       | Mariah Carey                                       | Mariah Carey                                       | 6         | 6         | 6         | 6         | 6         | 6         | 6         | 6         | 6         | 6         | 6         | 6         | 6         | 6         | 6         | 6         | 6         | 6         | 6         | 6         | 6         | 6         | 6         | 6         | 6         | 6         | 6         | 6         | 6         | 6         | 6         | 6         | 6         | 6         | 6         | 6         | 6         | 6         | 6         | 6         | 6         | 6         | 6         | 6         | 6         | 6         | 6         | 6         | 6         | 6         | 6         | 6         | 6         | 6         | 6         | 6         | 6         | 6         | 6         | 6         | 6         | 6         | 6         | 6         | 6         | 6         | 6         | 6         | 6         | 6         | 6         | 6         | 6         | 6         | 6         | 6         | 6         | 6         | 6         | 6         | 6         | 6         | 6         | 6         | 6         | 6         | 6         | 6         | 6         | 6         | 6         | 6         | 6         | 6         | 6         | 6         | 6         | 6         | 6         | 6         | Bezpieczny | Bezpieczny | Bezpieczny | Bezpieczny | Bezpieczny | Bezpieczny | Bezpieczny | Bezpieczny | Bezpieczny | Bezpieczny | Bezpieczny | Bezpieczny | Bezpieczny | Bezpieczny | Bezpieczny | Bezpieczny | Bezpieczny | Bezpieczny | Bezpieczny | Bezpieczny | Bezpieczny | Bezpieczny | Bezpieczny | Bezpieczny | Bezpieczny | Bezpieczny | Bezpieczny | Bezpieczny | Bezpieczny | Bezpieczny | Bezpieczny | Bezpieczny | Bezpieczny | Bezpieczny | Bezpieczny | Bezpieczny | Bezpieczny | Bezpieczny | Bezpieczny | Bezpieczny | Bezpieczny | Bezpieczny | Bezpieczny | Bezpieczny | Bezpieczny | Bezpieczny | Bezpieczny | Bezpieczny | Bezpieczny | Bezpieczny | Bezpieczny | Bezpieczny | Bezpieczny | Bezpieczny | Bezpieczny | Bezpieczny | Bezpieczny | Bezpieczny | Bezpieczny | Bezpieczny | Bezpieczny | Bezpieczny | Bezpieczny | Bezpieczny | Bezpieczny | Bezpieczny | Bezpieczny | Bezpieczny | Bezpieczny | Bezpieczny |
| Top 6         | Top 6         | Top 6         | Top 6         | Top 6         | Top 6         | Top 6         | Top 6         | Top 6         | Top 6         | Top 6         | Top 6         | Top 6         | Top 6         | Top 6         | Top 6         | Top 6         | Top 6         | Top 6         | Top 6         | Top 6         | Top 6         | Top 6         | Top 6         | Top 6         | Top 6         | Top 6         | Top 6         | Top 6         | Top 6         | Top 6         | Top 6         | Top 6         | Top 6         | Top 6         | Top 6         | Top 6         | Top 6         | Top 6         | Top 6         | Top 6         | Top 6         | Top 6         | Top 6         | Top 6         | Top 6         | Top 6         | Top 6         | Top 6         | Top 6         | Top 6         | Top 6         | Top 6         | Top 6         | Top 6         | Top 6         | Top 6         | Top 6         | Top 6         | Top 6         | Top 6         | Top 6         | Top 6         | Top 6         | Top 6         | Top 6         | Top 6         | Top 6         | Top 6         | Top 6         | Top 6         | Top 6         | Top 6         | Top 6         | Top 6         | Top 6         | Top 6         | Top 6         | Top 6         | Top 6         | Top 6         | Top 6         | Top 6         | Top 6         | Top 6         | Top 6         | Top 6         | Top 6         | Top 6         | Top 6         | Andrew Lloyd Webber                                            | Andrew Lloyd Webber                                            | Andrew Lloyd Webber                                            | Andrew Lloyd Webber                                            | Andrew Lloyd Webber                                            | Andrew Lloyd Webber                                            | Andrew Lloyd Webber                                            | Andrew Lloyd Webber                                            | Andrew Lloyd Webber                                            | Andrew Lloyd Webber                                            | Andrew Lloyd Webber                                            | Andrew Lloyd Webber                                            | Andrew Lloyd Webber                                            | Andrew Lloyd Webber                                            | Andrew Lloyd Webber                                            | Andrew Lloyd Webber                                            | Andrew Lloyd Webber                                            | Andrew Lloyd Webber                                            | Andrew Lloyd Webber                                            | Andrew Lloyd Webber                                            | Andrew Lloyd Webber                                            | Andrew Lloyd Webber                                            | Andrew Lloyd Webber                                            | Andrew Lloyd Webber                                            | Andrew Lloyd Webber                                            | Andrew Lloyd Webber                                            | Andrew Lloyd Webber                                            | Andrew Lloyd Webber                                            | Andrew Lloyd Webber                                            | Andrew Lloyd Webber                                            | Andrew Lloyd Webber                                            | Andrew Lloyd Webber                                            | Andrew Lloyd Webber                                            | Andrew Lloyd Webber                                            | Andrew Lloyd Webber                                            | Andrew Lloyd Webber                                            | Andrew Lloyd Webber                                            | Andrew Lloyd Webber                                            | Andrew Lloyd Webber                                            | Andrew Lloyd Webber                                            | Andrew Lloyd Webber                                            | Andrew Lloyd Webber                                            | Andrew Lloyd Webber                                            | Andrew Lloyd Webber                                            | Andrew Lloyd Webber                                            | Andrew Lloyd Webber                                            | Andrew Lloyd Webber                                            | Andrew Lloyd Webber                                            | Andrew Lloyd Webber                                            | Andrew Lloyd Webber                                            | Andrew Lloyd Webber                                            | Andrew Lloyd Webber                                            | Andrew Lloyd Webber                                            | Andrew Lloyd Webber                                            | Andrew Lloyd Webber                                            | Andrew Lloyd Webber                                            | Andrew Lloyd Webber                                            | Andrew Lloyd Webber                                            | Andrew Lloyd Webber                                            | Andrew Lloyd Webber                                            | Andrew Lloyd Webber                                            | Andrew Lloyd Webber                                            | Andrew Lloyd Webber                                            | Andrew Lloyd Webber                                            | Andrew Lloyd Webber                                            | Andrew Lloyd Webber                                            | Andrew Lloyd Webber                                            | Andrew Lloyd Webber                                            | Andrew Lloyd Webber                                            | Andrew Lloyd Webber                                            | Andrew Lloyd Webber                                            | Andrew Lloyd Webber                                            | Andrew Lloyd Webber                                            | Andrew Lloyd Webber                                            | Andrew Lloyd Webber                                            | Andrew Lloyd Webber                                            | Andrew Lloyd Webber                                            | Andrew Lloyd Webber                                            | Andrew Lloyd Webber                                            | Andrew Lloyd Webber                                            | Andrew Lloyd Webber                                            | Andrew Lloyd Webber                                            | Andrew Lloyd Webber                                            | Andrew Lloyd Webber                                            | Andrew Lloyd Webber                                            | Andrew Lloyd Webber                                            | Andrew Lloyd Webber                                            | Andrew Lloyd Webber                                            | Andrew Lloyd Webber                                            | Andrew Lloyd Webber                                            | Andrew Lloyd Webber                                            | Andrew Lloyd Webber                                            | Andrew Lloyd Webber                                            | Andrew Lloyd Webber                                            | Andrew Lloyd Webber                                            | Andrew Lloyd Webber                                            | Andrew Lloyd Webber                                            | Andrew Lloyd Webber                                            | Andrew Lloyd Webber                                            | Andrew Lloyd Webber                                            | „The Music of the Night”                                                                | „The Music of the Night”                                                                | „The Music of the Night”                                                                | „The Music of the Night”                                                                | „The Music of the Night”                                                                | „The Music of the Night”                                                                | „The Music of the Night”                                                                | „The Music of the Night”                                                                | „The Music of the Night”                                                                | „The Music of the Night”                                                                | „The Music of the Night”                                                                | „The Music of the Night”                                                                | „The Music of the Night”                                                                | „The Music of the Night”                                                                | „The Music of the Night”                                                                | „The Music of the Night”                                                                | „The Music of the Night”                                                                | „The Music of the Night”                                                                | „The Music of the Night”                                                                | „The Music of the Night”                                                                | „The Music of the Night”                                                                | „The Music of the Night”                                                                | „The Music of the Night”                                                                | „The Music of the Night”                                                                | „The Music of the Night”                                                                | „The Music of the Night”                                                                | „The Music of the Night”                                                                | „The Music of the Night”                                                                | „The Music of the Night”                                                                | „The Music of the Night”                                                                | „The Music of the Night”                                                                | „The Music of the Night”                                                                | „The Music of the Night”                                                                | „The Music of the Night”                                                                | „The Music of the Night”                                                                | „The Music of the Night”                                                                | „The Music of the Night”                                                                | „The Music of the Night”                                                                | „The Music of the Night”                                                                | „The Music of the Night”                                                                | „The Music of the Night”                                                                | „The Music of the Night”                                                                | „The Music of the Night”                                                                | „The Music of the Night”                                                                | „The Music of the Night”                                                                | „The Music of the Night”                                                                | „The Music of the Night”                                                                | „The Music of the Night”                                                                | „The Music of the Night”                                                                | „The Music of the Night”                                                                | „The Music of the Night”                                                                | „The Music of the Night”                                                                | „The Music of the Night”                                                                | „The Music of the Night”                                                                | „The Music of the Night”                                                                | „The Music of the Night”                                                                | „The Music of the Night”                                                                | „The Music of the Night”                                                                | „The Music of the Night”                                                                | „The Music of the Night”                                                                | „The Music of the Night”                                                                | „The Music of the Night”                                                                | „The Music of the Night”                                                                | „The Music of the Night”                                                                | „The Music of the Night”                                                                | „The Music of the Night”                                                                | „The Music of the Night”                                                                | „The Music of the Night”                                                                | „The Music of the Night”                                                                | „The Music of the Night”                                                                | „The Music of the Night”                                                                | „The Music of the Night”                                                                | „The Music of the Night”                                                                | „The Music of the Night”                                                                | „The Music of the Night”                                                                | „The Music of the Night”                                                                | „The Music of the Night”                                                                | „The Music of the Night”                                                                | „The Music of the Night”                                                                | „The Music of the Night”                                                                | „The Music of the Night”                                                                | „The Music of the Night”                                                                | „The Music of the Night”                                                                | „The Music of the Night”                                                                | „The Music of the Night”                                                                | „The Music of the Night”                                                                | „The Music of the Night”                                                                | „The Music of the Night”                                                                | „The Music of the Night”                                                                | „The Music of the Night”                                                                | „The Music of the Night”                                                                | „The Music of the Night”                                                                | „The Music of the Night”                                                                | „The Music of the Night”                                                                | „The Music of the Night”                                                                | „The Music of the Night”                                                                | „The Music of the Night”                                                                | „The Music of the Night”                                                                | „The Music of the Night”                                                                | „The Music of the Night”                                                                | „The Music of the Night”                                                                | „The Music of the Night”                                                                | „The Music of the Night”                                                                | „The Music of the Night”                                                                | „The Music of the Night”                                                                | „The Music of the Night”                                                                | „The Music of the Night”                                                                | „The Music of the Night”                                                                | „The Music of the Night”                                                                | „The Music of the Night”                                                                | „The Music of the Night”                                                                | „The Music of the Night”                                                                | „The Music of the Night”                                                                | „The Music of the Night”                                                                | „The Music of the Night”                                                                | „The Music of the Night”                                                                | „The Music of the Night”                                                                | „The Music of the Night”                                                                | „The Music of the Night”                                                                | „The Music of the Night”                                                                | „The Music of the Night”                                                                | „The Music of the Night”                                                                | „The Music of the Night”                                                                | „The Music of the Night”                                                                | „The Music of the Night”                                                                | „The Music of the Night”                                                                | „The Music of the Night”                                                                | „The Music of the Night”                                                                | „The Music of the Night”                                                                | „The Music of the Night”                                                                | Upiór w operze                                     | Upiór w operze                                     | Upiór w operze                                     | Upiór w operze                                     | Upiór w operze                                     | Upiór w operze                                     | Upiór w operze                                     | Upiór w operze                                     | Upiór w operze                                     | Upiór w operze                                     | Upiór w operze                                     | Upiór w operze                                     | Upiór w operze                                     | Upiór w operze                                     | Upiór w operze                                     | Upiór w operze                                     | Upiór w operze                                     | Upiór w operze                                     | Upiór w operze                                     | Upiór w operze                                     | Upiór w operze                                     | Upiór w operze                                     | Upiór w operze                                     | Upiór w operze                                     | Upiór w operze                                     | Upiór w operze                                     | Upiór w operze                                     | Upiór w operze                                     | Upiór w operze                                     | Upiór w operze                                     | Upiór w operze                                     | Upiór w operze                                     | Upiór w operze                                     | Upiór w operze                                     | Upiór w operze                                     | Upiór w operze                                     | Upiór w operze                                     | Upiór w operze                                     | Upiór w operze                                     | Upiór w operze                                     | Upiór w operze                                     | Upiór w operze                                     | Upiór w operze                                     | Upiór w operze                                     | Upiór w operze                                     | Upiór w operze                                     | Upiór w operze                                     | Upiór w operze                                     | Upiór w operze                                     | Upiór w operze                                     | Upiór w operze                                     | Upiór w operze                                     | Upiór w operze                                     | Upiór w operze                                     | Upiór w operze                                     | Upiór w operze                                     | Upiór w operze                                     | Upiór w operze                                     | Upiór w operze                                     | Upiór w operze                                     | Upiór w operze                                     | Upiór w operze                                     | Upiór w operze                                     | Upiór w operze                                     | Upiór w operze                                     | Upiór w operze                                     | Upiór w operze                                     | Upiór w operze                                     | Upiór w operze                                     | Upiór w operze                                     | Upiór w operze                                     | Upiór w operze                                     | Upiór w operze                                     | Upiór w operze                                     | Upiór w operze                                     | Upiór w operze                                     | Upiór w operze                                     | Upiór w operze                                     | Upiór w operze                                     | Upiór w operze                                     | Upiór w operze                                     | Upiór w operze                                     | Upiór w operze                                     | Upiór w operze                                     | Upiór w operze                                     | Upiór w operze                                     | Upiór w operze                                     | Upiór w operze                                     | Upiór w operze                                     | Upiór w operze                                     | Upiór w operze                                     | Upiór w operze                                     | Upiór w operze                                     | Upiór w operze                                     | Upiór w operze                                     | Upiór w operze                                     | Upiór w operze                                     | Upiór w operze                                     | Upiór w operze                                     | Upiór w operze                                     | 6         | 6         | 6         | 6         | 6         | 6         | 6         | 6         | 6         | 6         | 6         | 6         | 6         | 6         | 6         | 6         | 6         | 6         | 6         | 6         | 6         | 6         | 6         | 6         | 6         | 6         | 6         | 6         | 6         | 6         | 6         | 6         | 6         | 6         | 6         | 6         | 6         | 6         | 6         | 6         | 6         | 6         | 6         | 6         | 6         | 6         | 6         | 6         | 6         | 6         | 6         | 6         | 6         | 6         | 6         | 6         | 6         | 6         | 6         | 6         | 6         | 6         | 6         | 6         | 6         | 6         | 6         | 6         | 6         | 6         | 6         | 6         | 6         | 6         | 6         | 6         | 6         | 6         | 6         | 6         | 6         | 6         | 6         | 6         | 6         | 6         | 6         | 6         | 6         | 6         | 6         | 6         | 6         | 6         | 6         | 6         | 6         | 6         | 6         | 6         | Bezpieczny | Bezpieczny | Bezpieczny | Bezpieczny | Bezpieczny | Bezpieczny | Bezpieczny | Bezpieczny | Bezpieczny | Bezpieczny | Bezpieczny | Bezpieczny | Bezpieczny | Bezpieczny | Bezpieczny | Bezpieczny | Bezpieczny | Bezpieczny | Bezpieczny | Bezpieczny | Bezpieczny | Bezpieczny | Bezpieczny | Bezpieczny | Bezpieczny | Bezpieczny | Bezpieczny | Bezpieczny | Bezpieczny | Bezpieczny | Bezpieczny | Bezpieczny | Bezpieczny | Bezpieczny | Bezpieczny | Bezpieczny | Bezpieczny | Bezpieczny | Bezpieczny | Bezpieczny | Bezpieczny | Bezpieczny | Bezpieczny | Bezpieczny | Bezpieczny | Bezpieczny | Bezpieczny | Bezpieczny | Bezpieczny | Bezpieczny | Bezpieczny | Bezpieczny | Bezpieczny | Bezpieczny | Bezpieczny | Bezpieczny | Bezpieczny | Bezpieczny | Bezpieczny | Bezpieczny | Bezpieczny | Bezpieczny | Bezpieczny | Bezpieczny | Bezpieczny | Bezpieczny | Bezpieczny | Bezpieczny | Bezpieczny | Bezpieczny |
| Top 5         | Top 5         | Top 5         | Top 5         | Top 5         | Top 5         | Top 5         | Top 5         | Top 5         | Top 5         | Top 5         | Top 5         | Top 5         | Top 5         | Top 5         | Top 5         | Top 5         | Top 5         | Top 5         | Top 5         | Top 5         | Top 5         | Top 5         | Top 5         | Top 5         | Top 5         | Top 5         | Top 5         | Top 5         | Top 5         | Top 5         | Top 5         | Top 5         | Top 5         | Top 5         | Top 5         | Top 5         | Top 5         | Top 5         | Top 5         | Top 5         | Top 5         | Top 5         | Top 5         | Top 5         | Top 5         | Top 5         | Top 5         | Top 5         | Top 5         | Top 5         | Top 5         | Top 5         | Top 5         | Top 5         | Top 5         | Top 5         | Top 5         | Top 5         | Top 5         | Top 5         | Top 5         | Top 5         | Top 5         | Top 5         | Top 5         | Top 5         | Top 5         | Top 5         | Top 5         | Top 5         | Top 5         | Top 5         | Top 5         | Top 5         | Top 5         | Top 5         | Top 5         | Top 5         | Top 5         | Top 5         | Top 5         | Top 5         | Top 5         | Top 5         | Top 5         | Top 5         | Top 5         | Top 5         | Top 5         | Neil Diamond                                                   | Neil Diamond                                                   | Neil Diamond                                                   | Neil Diamond                                                   | Neil Diamond                                                   | Neil Diamond                                                   | Neil Diamond                                                   | Neil Diamond                                                   | Neil Diamond                                                   | Neil Diamond                                                   | Neil Diamond                                                   | Neil Diamond                                                   | Neil Diamond                                                   | Neil Diamond                                                   | Neil Diamond                                                   | Neil Diamond                                                   | Neil Diamond                                                   | Neil Diamond                                                   | Neil Diamond                                                   | Neil Diamond                                                   | Neil Diamond                                                   | Neil Diamond                                                   | Neil Diamond                                                   | Neil Diamond                                                   | Neil Diamond                                                   | Neil Diamond                                                   | Neil Diamond                                                   | Neil Diamond                                                   | Neil Diamond                                                   | Neil Diamond                                                   | Neil Diamond                                                   | Neil Diamond                                                   | Neil Diamond                                                   | Neil Diamond                                                   | Neil Diamond                                                   | Neil Diamond                                                   | Neil Diamond                                                   | Neil Diamond                                                   | Neil Diamond                                                   | Neil Diamond                                                   | Neil Diamond                                                   | Neil Diamond                                                   | Neil Diamond                                                   | Neil Diamond                                                   | Neil Diamond                                                   | Neil Diamond                                                   | Neil Diamond                                                   | Neil Diamond                                                   | Neil Diamond                                                   | Neil Diamond                                                   | Neil Diamond                                                   | Neil Diamond                                                   | Neil Diamond                                                   | Neil Diamond                                                   | Neil Diamond                                                   | Neil Diamond                                                   | Neil Diamond                                                   | Neil Diamond                                                   | Neil Diamond                                                   | Neil Diamond                                                   | Neil Diamond                                                   | Neil Diamond                                                   | Neil Diamond                                                   | Neil Diamond                                                   | Neil Diamond                                                   | Neil Diamond                                                   | Neil Diamond                                                   | Neil Diamond                                                   | Neil Diamond                                                   | Neil Diamond                                                   | Neil Diamond                                                   | Neil Diamond                                                   | Neil Diamond                                                   | Neil Diamond                                                   | Neil Diamond                                                   | Neil Diamond                                                   | Neil Diamond                                                   | Neil Diamond                                                   | Neil Diamond                                                   | Neil Diamond                                                   | Neil Diamond                                                   | Neil Diamond                                                   | Neil Diamond                                                   | Neil Diamond                                                   | Neil Diamond                                                   | Neil Diamond                                                   | Neil Diamond                                                   | Neil Diamond                                                   | Neil Diamond                                                   | Neil Diamond                                                   | Neil Diamond                                                   | Neil Diamond                                                   | Neil Diamond                                                   | Neil Diamond                                                   | Neil Diamond                                                   | Neil Diamond                                                   | Neil Diamond                                                   | Neil Diamond                                                   | Neil Diamond                                                   | Neil Diamond                                                   | „I'm Alive” „All I Really Need Is You”                                                  | „I'm Alive” „All I Really Need Is You”                                                  | „I'm Alive” „All I Really Need Is You”                                                  | „I'm Alive” „All I Really Need Is You”                                                  | „I'm Alive” „All I Really Need Is You”                                                  | „I'm Alive” „All I Really Need Is You”                                                  | „I'm Alive” „All I Really Need Is You”                                                  | „I'm Alive” „All I Really Need Is You”                                                  | „I'm Alive” „All I Really Need Is You”                                                  | „I'm Alive” „All I Really Need Is You”                                                  | „I'm Alive” „All I Really Need Is You”                                                  | „I'm Alive” „All I Really Need Is You”                                                  | „I'm Alive” „All I Really Need Is You”                                                  | „I'm Alive” „All I Really Need Is You”                                                  | „I'm Alive” „All I Really Need Is You”                                                  | „I'm Alive” „All I Really Need Is You”                                                  | „I'm Alive” „All I Really Need Is You”                                                  | „I'm Alive” „All I Really Need Is You”                                                  | „I'm Alive” „All I Really Need Is You”                                                  | „I'm Alive” „All I Really Need Is You”                                                  | „I'm Alive” „All I Really Need Is You”                                                  | „I'm Alive” „All I Really Need Is You”                                                  | „I'm Alive” „All I Really Need Is You”                                                  | „I'm Alive” „All I Really Need Is You”                                                  | „I'm Alive” „All I Really Need Is You”                                                  | „I'm Alive” „All I Really Need Is You”                                                  | „I'm Alive” „All I Really Need Is You”                                                  | „I'm Alive” „All I Really Need Is You”                                                  | „I'm Alive” „All I Really Need Is You”                                                  | „I'm Alive” „All I Really Need Is You”                                                  | „I'm Alive” „All I Really Need Is You”                                                  | „I'm Alive” „All I Really Need Is You”                                                  | „I'm Alive” „All I Really Need Is You”                                                  | „I'm Alive” „All I Really Need Is You”                                                  | „I'm Alive” „All I Really Need Is You”                                                  | „I'm Alive” „All I Really Need Is You”                                                  | „I'm Alive” „All I Really Need Is You”                                                  | „I'm Alive” „All I Really Need Is You”                                                  | „I'm Alive” „All I Really Need Is You”                                                  | „I'm Alive” „All I Really Need Is You”                                                  | „I'm Alive” „All I Really Need Is You”                                                  | „I'm Alive” „All I Really Need Is You”                                                  | „I'm Alive” „All I Really Need Is You”                                                  | „I'm Alive” „All I Really Need Is You”                                                  | „I'm Alive” „All I Really Need Is You”                                                  | „I'm Alive” „All I Really Need Is You”                                                  | „I'm Alive” „All I Really Need Is You”                                                  | „I'm Alive” „All I Really Need Is You”                                                  | „I'm Alive” „All I Really Need Is You”                                                  | „I'm Alive” „All I Really Need Is You”                                                  | „I'm Alive” „All I Really Need Is You”                                                  | „I'm Alive” „All I Really Need Is You”                                                  | „I'm Alive” „All I Really Need Is You”                                                  | „I'm Alive” „All I Really Need Is You”                                                  | „I'm Alive” „All I Really Need Is You”                                                  | „I'm Alive” „All I Really Need Is You”                                                  | „I'm Alive” „All I Really Need Is You”                                                  | „I'm Alive” „All I Really Need Is You”                                                  | „I'm Alive” „All I Really Need Is You”                                                  | „I'm Alive” „All I Really Need Is You”                                                  | „I'm Alive” „All I Really Need Is You”                                                  | „I'm Alive” „All I Really Need Is You”                                                  | „I'm Alive” „All I Really Need Is You”                                                  | „I'm Alive” „All I Really Need Is You”                                                  | „I'm Alive” „All I Really Need Is You”                                                  | „I'm Alive” „All I Really Need Is You”                                                  | „I'm Alive” „All I Really Need Is You”                                                  | „I'm Alive” „All I Really Need Is You”                                                  | „I'm Alive” „All I Really Need Is You”                                                  | „I'm Alive” „All I Really Need Is You”                                                  | „I'm Alive” „All I Really Need Is You”                                                  | „I'm Alive” „All I Really Need Is You”                                                  | „I'm Alive” „All I Really Need Is You”                                                  | „I'm Alive” „All I Really Need Is You”                                                  | „I'm Alive” „All I Really Need Is You”                                                  | „I'm Alive” „All I Really Need Is You”                                                  | „I'm Alive” „All I Really Need Is You”                                                  | „I'm Alive” „All I Really Need Is You”                                                  | „I'm Alive” „All I Really Need Is You”                                                  | „I'm Alive” „All I Really Need Is You”                                                  | „I'm Alive” „All I Really Need Is You”                                                  | „I'm Alive” „All I Really Need Is You”                                                  | „I'm Alive” „All I Really Need Is You”                                                  | „I'm Alive” „All I Really Need Is You”                                                  | „I'm Alive” „All I Really Need Is You”                                                  | „I'm Alive” „All I Really Need Is You”                                                  | „I'm Alive” „All I Really Need Is You”                                                  | „I'm Alive” „All I Really Need Is You”                                                  | „I'm Alive” „All I Really Need Is You”                                                  | „I'm Alive” „All I Really Need Is You”                                                  | „I'm Alive” „All I Really Need Is You”                                                  | „I'm Alive” „All I Really Need Is You”                                                  | „I'm Alive” „All I Really Need Is You”                                                  | „I'm Alive” „All I Really Need Is You”                                                  | „I'm Alive” „All I Really Need Is You”                                                  | „I'm Alive” „All I Really Need Is You”                                                  | „I'm Alive” „All I Really Need Is You”                                                  | „I'm Alive” „All I Really Need Is You”                                                  | „I'm Alive” „All I Really Need Is You”                                                  | „I'm Alive” „All I Really Need Is You”                                                  | „I'm Alive” „All I Really Need Is You”                                                  | „I'm Alive” „All I Really Need Is You”                                                  | „I'm Alive” „All I Really Need Is You”                                                  | „I'm Alive” „All I Really Need Is You”                                                  | „I'm Alive” „All I Really Need Is You”                                                  | „I'm Alive” „All I Really Need Is You”                                                  | „I'm Alive” „All I Really Need Is You”                                                  | „I'm Alive” „All I Really Need Is You”                                                  | „I'm Alive” „All I Really Need Is You”                                                  | „I'm Alive” „All I Really Need Is You”                                                  | „I'm Alive” „All I Really Need Is You”                                                  | „I'm Alive” „All I Really Need Is You”                                                  | „I'm Alive” „All I Really Need Is You”                                                  | „I'm Alive” „All I Really Need Is You”                                                  | „I'm Alive” „All I Really Need Is You”                                                  | „I'm Alive” „All I Really Need Is You”                                                  | „I'm Alive” „All I Really Need Is You”                                                  | „I'm Alive” „All I Really Need Is You”                                                  | „I'm Alive” „All I Really Need Is You”                                                  | „I'm Alive” „All I Really Need Is You”                                                  | „I'm Alive” „All I Really Need Is You”                                                  | „I'm Alive” „All I Really Need Is You”                                                  | „I'm Alive” „All I Really Need Is You”                                                  | „I'm Alive” „All I Really Need Is You”                                                  | „I'm Alive” „All I Really Need Is You”                                                  | „I'm Alive” „All I Really Need Is You”                                                  | „I'm Alive” „All I Really Need Is You”                                                  | „I'm Alive” „All I Really Need Is You”                                                  | „I'm Alive” „All I Really Need Is You”                                                  | „I'm Alive” „All I Really Need Is You”                                                  | Neil Diamond                                       | Neil Diamond                                       | Neil Diamond                                       | Neil Diamond                                       | Neil Diamond                                       | Neil Diamond                                       | Neil Diamond                                       | Neil Diamond                                       | Neil Diamond                                       | Neil Diamond                                       | Neil Diamond                                       | Neil Diamond                                       | Neil Diamond                                       | Neil Diamond                                       | Neil Diamond                                       | Neil Diamond                                       | Neil Diamond                                       | Neil Diamond                                       | Neil Diamond                                       | Neil Diamond                                       | Neil Diamond                                       | Neil Diamond                                       | Neil Diamond                                       | Neil Diamond                                       | Neil Diamond                                       | Neil Diamond                                       | Neil Diamond                                       | Neil Diamond                                       | Neil Diamond                                       | Neil Diamond                                       | Neil Diamond                                       | Neil Diamond                                       | Neil Diamond                                       | Neil Diamond                                       | Neil Diamond                                       | Neil Diamond                                       | Neil Diamond                                       | Neil Diamond                                       | Neil Diamond                                       | Neil Diamond                                       | Neil Diamond                                       | Neil Diamond                                       | Neil Diamond                                       | Neil Diamond                                       | Neil Diamond                                       | Neil Diamond                                       | Neil Diamond                                       | Neil Diamond                                       | Neil Diamond                                       | Neil Diamond                                       | Neil Diamond                                       | Neil Diamond                                       | Neil Diamond                                       | Neil Diamond                                       | Neil Diamond                                       | Neil Diamond                                       | Neil Diamond                                       | Neil Diamond                                       | Neil Diamond                                       | Neil Diamond                                       | Neil Diamond                                       | Neil Diamond                                       | Neil Diamond                                       | Neil Diamond                                       | Neil Diamond                                       | Neil Diamond                                       | Neil Diamond                                       | Neil Diamond                                       | Neil Diamond                                       | Neil Diamond                                       | Neil Diamond                                       | Neil Diamond                                       | Neil Diamond                                       | Neil Diamond                                       | Neil Diamond                                       | Neil Diamond                                       | Neil Diamond                                       | Neil Diamond                                       | Neil Diamond                                       | Neil Diamond                                       | Neil Diamond                                       | Neil Diamond                                       | Neil Diamond                                       | Neil Diamond                                       | Neil Diamond                                       | Neil Diamond                                       | Neil Diamond                                       | Neil Diamond                                       | Neil Diamond                                       | Neil Diamond                                       | Neil Diamond                                       | Neil Diamond                                       | Neil Diamond                                       | Neil Diamond                                       | Neil Diamond                                       | Neil Diamond                                       | Neil Diamond                                       | Neil Diamond                                       | Neil Diamond                                       | Neil Diamond                                       | 2 7       | 2 7       | 2 7       | 2 7       | 2 7       | 2 7       | 2 7       | 2 7       | 2 7       | 2 7       | 2 7       | 2 7       | 2 7       | 2 7       | 2 7       | 2 7       | 2 7       | 2 7       | 2 7       | 2 7       | 2 7       | 2 7       | 2 7       | 2 7       | 2 7       | 2 7       | 2 7       | 2 7       | 2 7       | 2 7       | 2 7       | 2 7       | 2 7       | 2 7       | 2 7       | 2 7       | 2 7       | 2 7       | 2 7       | 2 7       | 2 7       | 2 7       | 2 7       | 2 7       | 2 7       | 2 7       | 2 7       | 2 7       | 2 7       | 2 7       | 2 7       | 2 7       | 2 7       | 2 7       | 2 7       | 2 7       | 2 7       | 2 7       | 2 7       | 2 7       | 2 7       | 2 7       | 2 7       | 2 7       | 2 7       | 2 7       | 2 7       | 2 7       | 2 7       | 2 7       | 2 7       | 2 7       | 2 7       | 2 7       | 2 7       | 2 7       | 2 7       | 2 7       | 2 7       | 2 7       | 2 7       | 2 7       | 2 7       | 2 7       | 2 7       | 2 7       | 2 7       | 2 7       | 2 7       | 2 7       | 2 7       | 2 7       | 2 7       | 2 7       | 2 7       | 2 7       | 2 7       | 2 7       | 2 7       | 2 7       | Bezpieczny | Bezpieczny | Bezpieczny | Bezpieczny | Bezpieczny | Bezpieczny | Bezpieczny | Bezpieczny | Bezpieczny | Bezpieczny | Bezpieczny | Bezpieczny | Bezpieczny | Bezpieczny | Bezpieczny | Bezpieczny | Bezpieczny | Bezpieczny | Bezpieczny | Bezpieczny | Bezpieczny | Bezpieczny | Bezpieczny | Bezpieczny | Bezpieczny | Bezpieczny | Bezpieczny | Bezpieczny | Bezpieczny | Bezpieczny | Bezpieczny | Bezpieczny | Bezpieczny | Bezpieczny | Bezpieczny | Bezpieczny | Bezpieczny | Bezpieczny | Bezpieczny | Bezpieczny | Bezpieczny | Bezpieczny | Bezpieczny | Bezpieczny | Bezpieczny | Bezpieczny | Bezpieczny | Bezpieczny | Bezpieczny | Bezpieczny | Bezpieczny | Bezpieczny | Bezpieczny | Bezpieczny | Bezpieczny | Bezpieczny | Bezpieczny | Bezpieczny | Bezpieczny | Bezpieczny | Bezpieczny | Bezpieczny | Bezpieczny | Bezpieczny | Bezpieczny | Bezpieczny | Bezpieczny | Bezpieczny | Bezpieczny | Bezpieczny |
| Top 4         | Top 4         | Top 4         | Top 4         | Top 4         | Top 4         | Top 4         | Top 4         | Top 4         | Top 4         | Top 4         | Top 4         | Top 4         | Top 4         | Top 4         | Top 4         | Top 4         | Top 4         | Top 4         | Top 4         | Top 4         | Top 4         | Top 4         | Top 4         | Top 4         | Top 4         | Top 4         | Top 4         | Top 4         | Top 4         | Top 4         | Top 4         | Top 4         | Top 4         | Top 4         | Top 4         | Top 4         | Top 4         | Top 4         | Top 4         | Top 4         | Top 4         | Top 4         | Top 4         | Top 4         | Top 4         | Top 4         | Top 4         | Top 4         | Top 4         | Top 4         | Top 4         | Top 4         | Top 4         | Top 4         | Top 4         | Top 4         | Top 4         | Top 4         | Top 4         | Top 4         | Top 4         | Top 4         | Top 4         | Top 4         | Top 4         | Top 4         | Top 4         | Top 4         | Top 4         | Top 4         | Top 4         | Top 4         | Top 4         | Top 4         | Top 4         | Top 4         | Top 4         | Top 4         | Top 4         | Top 4         | Top 4         | Top 4         | Top 4         | Top 4         | Top 4         | Top 4         | Top 4         | Top 4         | Top 4         | Rock and Roll Hall of Fame                                     | Rock and Roll Hall of Fame                                     | Rock and Roll Hall of Fame                                     | Rock and Roll Hall of Fame                                     | Rock and Roll Hall of Fame                                     | Rock and Roll Hall of Fame                                     | Rock and Roll Hall of Fame                                     | Rock and Roll Hall of Fame                                     | Rock and Roll Hall of Fame                                     | Rock and Roll Hall of Fame                                     | Rock and Roll Hall of Fame                                     | Rock and Roll Hall of Fame                                     | Rock and Roll Hall of Fame                                     | Rock and Roll Hall of Fame                                     | Rock and Roll Hall of Fame                                     | Rock and Roll Hall of Fame                                     | Rock and Roll Hall of Fame                                     | Rock and Roll Hall of Fame                                     | Rock and Roll Hall of Fame                                     | Rock and Roll Hall of Fame                                     | Rock and Roll Hall of Fame                                     | Rock and Roll Hall of Fame                                     | Rock and Roll Hall of Fame                                     | Rock and Roll Hall of Fame                                     | Rock and Roll Hall of Fame                                     | Rock and Roll Hall of Fame                                     | Rock and Roll Hall of Fame                                     | Rock and Roll Hall of Fame                                     | Rock and Roll Hall of Fame                                     | Rock and Roll Hall of Fame                                     | Rock and Roll Hall of Fame                                     | Rock and Roll Hall of Fame                                     | Rock and Roll Hall of Fame                                     | Rock and Roll Hall of Fame                                     | Rock and Roll Hall of Fame                                     | Rock and Roll Hall of Fame                                     | Rock and Roll Hall of Fame                                     | Rock and Roll Hall of Fame                                     | Rock and Roll Hall of Fame                                     | Rock and Roll Hall of Fame                                     | Rock and Roll Hall of Fame                                     | Rock and Roll Hall of Fame                                     | Rock and Roll Hall of Fame                                     | Rock and Roll Hall of Fame                                     | Rock and Roll Hall of Fame                                     | Rock and Roll Hall of Fame                                     | Rock and Roll Hall of Fame                                     | Rock and Roll Hall of Fame                                     | Rock and Roll Hall of Fame                                     | Rock and Roll Hall of Fame                                     | Rock and Roll Hall of Fame                                     | Rock and Roll Hall of Fame                                     | Rock and Roll Hall of Fame                                     | Rock and Roll Hall of Fame                                     | Rock and Roll Hall of Fame                                     | Rock and Roll Hall of Fame                                     | Rock and Roll Hall of Fame                                     | Rock and Roll Hall of Fame                                     | Rock and Roll Hall of Fame                                     | Rock and Roll Hall of Fame                                     | Rock and Roll Hall of Fame                                     | Rock and Roll Hall of Fame                                     | Rock and Roll Hall of Fame                                     | Rock and Roll Hall of Fame                                     | Rock and Roll Hall of Fame                                     | Rock and Roll Hall of Fame                                     | Rock and Roll Hall of Fame                                     | Rock and Roll Hall of Fame                                     | Rock and Roll Hall of Fame                                     | Rock and Roll Hall of Fame                                     | Rock and Roll Hall of Fame                                     | Rock and Roll Hall of Fame                                     | Rock and Roll Hall of Fame                                     | Rock and Roll Hall of Fame                                     | Rock and Roll Hall of Fame                                     | Rock and Roll Hall of Fame                                     | Rock and Roll Hall of Fame                                     | Rock and Roll Hall of Fame                                     | Rock and Roll Hall of Fame                                     | Rock and Roll Hall of Fame                                     | Rock and Roll Hall of Fame                                     | Rock and Roll Hall of Fame                                     | Rock and Roll Hall of Fame                                     | Rock and Roll Hall of Fame                                     | Rock and Roll Hall of Fame                                     | Rock and Roll Hall of Fame                                     | Rock and Roll Hall of Fame                                     | Rock and Roll Hall of Fame                                     | Rock and Roll Hall of Fame                                     | Rock and Roll Hall of Fame                                     | Rock and Roll Hall of Fame                                     | Rock and Roll Hall of Fame                                     | Rock and Roll Hall of Fame                                     | Rock and Roll Hall of Fame                                     | Rock and Roll Hall of Fame                                     | Rock and Roll Hall of Fame                                     | Rock and Roll Hall of Fame                                     | Rock and Roll Hall of Fame                                     | Rock and Roll Hall of Fame                                     | Rock and Roll Hall of Fame                                     | „Hungry Like the Wolf” „Baba O’Riley”                                                   | „Hungry Like the Wolf” „Baba O’Riley”                                                   | „Hungry Like the Wolf” „Baba O’Riley”                                                   | „Hungry Like the Wolf” „Baba O’Riley”                                                   | „Hungry Like the Wolf” „Baba O’Riley”                                                   | „Hungry Like the Wolf” „Baba O’Riley”                                                   | „Hungry Like the Wolf” „Baba O’Riley”                                                   | „Hungry Like the Wolf” „Baba O’Riley”                                                   | „Hungry Like the Wolf” „Baba O’Riley”                                                   | „Hungry Like the Wolf” „Baba O’Riley”                                                   | „Hungry Like the Wolf” „Baba O’Riley”                                                   | „Hungry Like the Wolf” „Baba O’Riley”                                                   | „Hungry Like the Wolf” „Baba O’Riley”                                                   | „Hungry Like the Wolf” „Baba O’Riley”                                                   | „Hungry Like the Wolf” „Baba O’Riley”                                                   | „Hungry Like the Wolf” „Baba O’Riley”                                                   | „Hungry Like the Wolf” „Baba O’Riley”                                                   | „Hungry Like the Wolf” „Baba O’Riley”                                                   | „Hungry Like the Wolf” „Baba O’Riley”                                                   | „Hungry Like the Wolf” „Baba O’Riley”                                                   | „Hungry Like the Wolf” „Baba O’Riley”                                                   | „Hungry Like the Wolf” „Baba O’Riley”                                                   | „Hungry Like the Wolf” „Baba O’Riley”                                                   | „Hungry Like the Wolf” „Baba O’Riley”                                                   | „Hungry Like the Wolf” „Baba O’Riley”                                                   | „Hungry Like the Wolf” „Baba O’Riley”                                                   | „Hungry Like the Wolf” „Baba O’Riley”                                                   | „Hungry Like the Wolf” „Baba O’Riley”                                                   | „Hungry Like the Wolf” „Baba O’Riley”                                                   | „Hungry Like the Wolf” „Baba O’Riley”                                                   | „Hungry Like the Wolf” „Baba O’Riley”                                                   | „Hungry Like the Wolf” „Baba O’Riley”                                                   | „Hungry Like the Wolf” „Baba O’Riley”                                                   | „Hungry Like the Wolf” „Baba O’Riley”                                                   | „Hungry Like the Wolf” „Baba O’Riley”                                                   | „Hungry Like the Wolf” „Baba O’Riley”                                                   | „Hungry Like the Wolf” „Baba O’Riley”                                                   | „Hungry Like the Wolf” „Baba O’Riley”                                                   | „Hungry Like the Wolf” „Baba O’Riley”                                                   | „Hungry Like the Wolf” „Baba O’Riley”                                                   | „Hungry Like the Wolf” „Baba O’Riley”                                                   | „Hungry Like the Wolf” „Baba O’Riley”                                                   | „Hungry Like the Wolf” „Baba O’Riley”                                                   | „Hungry Like the Wolf” „Baba O’Riley”                                                   | „Hungry Like the Wolf” „Baba O’Riley”                                                   | „Hungry Like the Wolf” „Baba O’Riley”                                                   | „Hungry Like the Wolf” „Baba O’Riley”                                                   | „Hungry Like the Wolf” „Baba O’Riley”                                                   | „Hungry Like the Wolf” „Baba O’Riley”                                                   | „Hungry Like the Wolf” „Baba O’Riley”                                                   | „Hungry Like the Wolf” „Baba O’Riley”                                                   | „Hungry Like the Wolf” „Baba O’Riley”                                                   | „Hungry Like the Wolf” „Baba O’Riley”                                                   | „Hungry Like the Wolf” „Baba O’Riley”                                                   | „Hungry Like the Wolf” „Baba O’Riley”                                                   | „Hungry Like the Wolf” „Baba O’Riley”                                                   | „Hungry Like the Wolf” „Baba O’Riley”                                                   | „Hungry Like the Wolf” „Baba O’Riley”                                                   | „Hungry Like the Wolf” „Baba O’Riley”                                                   | „Hungry Like the Wolf” „Baba O’Riley”                                                   | „Hungry Like the Wolf” „Baba O’Riley”                                                   | „Hungry Like the Wolf” „Baba O’Riley”                                                   | „Hungry Like the Wolf” „Baba O’Riley”                                                   | „Hungry Like the Wolf” „Baba O’Riley”                                                   | „Hungry Like the Wolf” „Baba O’Riley”                                                   | „Hungry Like the Wolf” „Baba O’Riley”                                                   | „Hungry Like the Wolf” „Baba O’Riley”                                                   | „Hungry Like the Wolf” „Baba O’Riley”                                                   | „Hungry Like the Wolf” „Baba O’Riley”                                                   | „Hungry Like the Wolf” „Baba O’Riley”                                                   | „Hungry Like the Wolf” „Baba O’Riley”                                                   | „Hungry Like the Wolf” „Baba O’Riley”                                                   | „Hungry Like the Wolf” „Baba O’Riley”                                                   | „Hungry Like the Wolf” „Baba O’Riley”                                                   | „Hungry Like the Wolf” „Baba O’Riley”                                                   | „Hungry Like the Wolf” „Baba O’Riley”                                                   | „Hungry Like the Wolf” „Baba O’Riley”                                                   | „Hungry Like the Wolf” „Baba O’Riley”                                                   | „Hungry Like the Wolf” „Baba O’Riley”                                                   | „Hungry Like the Wolf” „Baba O’Riley”                                                   | „Hungry Like the Wolf” „Baba O’Riley”                                                   | „Hungry Like the Wolf” „Baba O’Riley”                                                   | „Hungry Like the Wolf” „Baba O’Riley”                                                   | „Hungry Like the Wolf” „Baba O’Riley”                                                   | „Hungry Like the Wolf” „Baba O’Riley”                                                   | „Hungry Like the Wolf” „Baba O’Riley”                                                   | „Hungry Like the Wolf” „Baba O’Riley”                                                   | „Hungry Like the Wolf” „Baba O’Riley”                                                   | „Hungry Like the Wolf” „Baba O’Riley”                                                   | „Hungry Like the Wolf” „Baba O’Riley”                                                   | „Hungry Like the Wolf” „Baba O’Riley”                                                   | „Hungry Like the Wolf” „Baba O’Riley”                                                   | „Hungry Like the Wolf” „Baba O’Riley”                                                   | „Hungry Like the Wolf” „Baba O’Riley”                                                   | „Hungry Like the Wolf” „Baba O’Riley”                                                   | „Hungry Like the Wolf” „Baba O’Riley”                                                   | „Hungry Like the Wolf” „Baba O’Riley”                                                   | „Hungry Like the Wolf” „Baba O’Riley”                                                   | „Hungry Like the Wolf” „Baba O’Riley”                                                   | „Hungry Like the Wolf” „Baba O’Riley”                                                   | „Hungry Like the Wolf” „Baba O’Riley”                                                   | „Hungry Like the Wolf” „Baba O’Riley”                                                   | „Hungry Like the Wolf” „Baba O’Riley”                                                   | „Hungry Like the Wolf” „Baba O’Riley”                                                   | „Hungry Like the Wolf” „Baba O’Riley”                                                   | „Hungry Like the Wolf” „Baba O’Riley”                                                   | „Hungry Like the Wolf” „Baba O’Riley”                                                   | „Hungry Like the Wolf” „Baba O’Riley”                                                   | „Hungry Like the Wolf” „Baba O’Riley”                                                   | „Hungry Like the Wolf” „Baba O’Riley”                                                   | „Hungry Like the Wolf” „Baba O’Riley”                                                   | „Hungry Like the Wolf” „Baba O’Riley”                                                   | „Hungry Like the Wolf” „Baba O’Riley”                                                   | „Hungry Like the Wolf” „Baba O’Riley”                                                   | „Hungry Like the Wolf” „Baba O’Riley”                                                   | „Hungry Like the Wolf” „Baba O’Riley”                                                   | „Hungry Like the Wolf” „Baba O’Riley”                                                   | „Hungry Like the Wolf” „Baba O’Riley”                                                   | „Hungry Like the Wolf” „Baba O’Riley”                                                   | „Hungry Like the Wolf” „Baba O’Riley”                                                   | „Hungry Like the Wolf” „Baba O’Riley”                                                   | „Hungry Like the Wolf” „Baba O’Riley”                                                   | „Hungry Like the Wolf” „Baba O’Riley”                                                   | „Hungry Like the Wolf” „Baba O’Riley”                                                   | „Hungry Like the Wolf” „Baba O’Riley”                                                   | „Hungry Like the Wolf” „Baba O’Riley”                                                   | „Hungry Like the Wolf” „Baba O’Riley”                                                   | „Hungry Like the Wolf” „Baba O’Riley”                                                   | „Hungry Like the Wolf” „Baba O’Riley”                                                   | „Hungry Like the Wolf” „Baba O’Riley”                                                   | Duran Duran The Who                                | Duran Duran The Who                                | Duran Duran The Who                                | Duran Duran The Who                                | Duran Duran The Who                                | Duran Duran The Who                                | Duran Duran The Who                                | Duran Duran The Who                                | Duran Duran The Who                                | Duran Duran The Who                                | Duran Duran The Who                                | Duran Duran The Who                                | Duran Duran The Who                                | Duran Duran The Who                                | Duran Duran The Who                                | Duran Duran The Who                                | Duran Duran The Who                                | Duran Duran The Who                                | Duran Duran The Who                                | Duran Duran The Who                                | Duran Duran The Who                                | Duran Duran The Who                                | Duran Duran The Who                                | Duran Duran The Who                                | Duran Duran The Who                                | Duran Duran The Who                                | Duran Duran The Who                                | Duran Duran The Who                                | Duran Duran The Who                                | Duran Duran The Who                                | Duran Duran The Who                                | Duran Duran The Who                                | Duran Duran The Who                                | Duran Duran The Who                                | Duran Duran The Who                                | Duran Duran The Who                                | Duran Duran The Who                                | Duran Duran The Who                                | Duran Duran The Who                                | Duran Duran The Who                                | Duran Duran The Who                                | Duran Duran The Who                                | Duran Duran The Who                                | Duran Duran The Who                                | Duran Duran The Who                                | Duran Duran The Who                                | Duran Duran The Who                                | Duran Duran The Who                                | Duran Duran The Who                                | Duran Duran The Who                                | Duran Duran The Who                                | Duran Duran The Who                                | Duran Duran The Who                                | Duran Duran The Who                                | Duran Duran The Who                                | Duran Duran The Who                                | Duran Duran The Who                                | Duran Duran The Who                                | Duran Duran The Who                                | Duran Duran The Who                                | Duran Duran The Who                                | Duran Duran The Who                                | Duran Duran The Who                                | Duran Duran The Who                                | Duran Duran The Who                                | Duran Duran The Who                                | Duran Duran The Who                                | Duran Duran The Who                                | Duran Duran The Who                                | Duran Duran The Who                                | Duran Duran The Who                                | Duran Duran The Who                                | Duran Duran The Who                                | Duran Duran The Who                                | Duran Duran The Who                                | Duran Duran The Who                                | Duran Duran The Who                                | Duran Duran The Who                                | Duran Duran The Who                                | Duran Duran The Who                                | Duran Duran The Who                                | Duran Duran The Who                                | Duran Duran The Who                                | Duran Duran The Who                                | Duran Duran The Who                                | Duran Duran The Who                                | Duran Duran The Who                                | Duran Duran The Who                                | Duran Duran The Who                                | Duran Duran The Who                                | Duran Duran The Who                                | Duran Duran The Who                                | Duran Duran The Who                                | Duran Duran The Who                                | Duran Duran The Who                                | Duran Duran The Who                                | Duran Duran The Who                                | Duran Duran The Who                                | Duran Duran The Who                                | Duran Duran The Who                                | 1 5       | 1 5       | 1 5       | 1 5       | 1 5       | 1 5       | 1 5       | 1 5       | 1 5       | 1 5       | 1 5       | 1 5       | 1 5       | 1 5       | 1 5       | 1 5       | 1 5       | 1 5       | 1 5       | 1 5       | 1 5       | 1 5       | 1 5       | 1 5       | 1 5       | 1 5       | 1 5       | 1 5       | 1 5       | 1 5       | 1 5       | 1 5       | 1 5       | 1 5       | 1 5       | 1 5       | 1 5       | 1 5       | 1 5       | 1 5       | 1 5       | 1 5       | 1 5       | 1 5       | 1 5       | 1 5       | 1 5       | 1 5       | 1 5       | 1 5       | 1 5       | 1 5       | 1 5       | 1 5       | 1 5       | 1 5       | 1 5       | 1 5       | 1 5       | 1 5       | 1 5       | 1 5       | 1 5       | 1 5       | 1 5       | 1 5       | 1 5       | 1 5       | 1 5       | 1 5       | 1 5       | 1 5       | 1 5       | 1 5       | 1 5       | 1 5       | 1 5       | 1 5       | 1 5       | 1 5       | 1 5       | 1 5       | 1 5       | 1 5       | 1 5       | 1 5       | 1 5       | 1 5       | 1 5       | 1 5       | 1 5       | 1 5       | 1 5       | 1 5       | 1 5       | 1 5       | 1 5       | 1 5       | 1 5       | 1 5       | Bezpieczny | Bezpieczny | Bezpieczny | Bezpieczny | Bezpieczny | Bezpieczny | Bezpieczny | Bezpieczny | Bezpieczny | Bezpieczny | Bezpieczny | Bezpieczny | Bezpieczny | Bezpieczny | Bezpieczny | Bezpieczny | Bezpieczny | Bezpieczny | Bezpieczny | Bezpieczny | Bezpieczny | Bezpieczny | Bezpieczny | Bezpieczny | Bezpieczny | Bezpieczny | Bezpieczny | Bezpieczny | Bezpieczny | Bezpieczny | Bezpieczny | Bezpieczny | Bezpieczny | Bezpieczny | Bezpieczny | Bezpieczny | Bezpieczny | Bezpieczny | Bezpieczny | Bezpieczny | Bezpieczny | Bezpieczny | Bezpieczny | Bezpieczny | Bezpieczny | Bezpieczny | Bezpieczny | Bezpieczny | Bezpieczny | Bezpieczny | Bezpieczny | Bezpieczny | Bezpieczny | Bezpieczny | Bezpieczny | Bezpieczny | Bezpieczny | Bezpieczny | Bezpieczny | Bezpieczny | Bezpieczny | Bezpieczny | Bezpieczny | Bezpieczny | Bezpieczny | Bezpieczny | Bezpieczny | Bezpieczny | Bezpieczny | Bezpieczny |
| Top 3         | Top 3         | Top 3         | Top 3         | Top 3         | Top 3         | Top 3         | Top 3         | Top 3         | Top 3         | Top 3         | Top 3         | Top 3         | Top 3         | Top 3         | Top 3         | Top 3         | Top 3         | Top 3         | Top 3         | Top 3         | Top 3         | Top 3         | Top 3         | Top 3         | Top 3         | Top 3         | Top 3         | Top 3         | Top 3         | Top 3         | Top 3         | Top 3         | Top 3         | Top 3         | Top 3         | Top 3         | Top 3         | Top 3         | Top 3         | Top 3         | Top 3         | Top 3         | Top 3         | Top 3         | Top 3         | Top 3         | Top 3         | Top 3         | Top 3         | Top 3         | Top 3         | Top 3         | Top 3         | Top 3         | Top 3         | Top 3         | Top 3         | Top 3         | Top 3         | Top 3         | Top 3         | Top 3         | Top 3         | Top 3         | Top 3         | Top 3         | Top 3         | Top 3         | Top 3         | Top 3         | Top 3         | Top 3         | Top 3         | Top 3         | Top 3         | Top 3         | Top 3         | Top 3         | Top 3         | Top 3         | Top 3         | Top 3         | Top 3         | Top 3         | Top 3         | Top 3         | Top 3         | Top 3         | Top 3         | Wybór jurora (Simon Cowell) Wybór uczestnika Wybór producentów | Wybór jurora (Simon Cowell) Wybór uczestnika Wybór producentów | Wybór jurora (Simon Cowell) Wybór uczestnika Wybór producentów | Wybór jurora (Simon Cowell) Wybór uczestnika Wybór producentów | Wybór jurora (Simon Cowell) Wybór uczestnika Wybór producentów | Wybór jurora (Simon Cowell) Wybór uczestnika Wybór producentów | Wybór jurora (Simon Cowell) Wybór uczestnika Wybór producentów | Wybór jurora (Simon Cowell) Wybór uczestnika Wybór producentów | Wybór jurora (Simon Cowell) Wybór uczestnika Wybór producentów | Wybór jurora (Simon Cowell) Wybór uczestnika Wybór producentów | Wybór jurora (Simon Cowell) Wybór uczestnika Wybór producentów | Wybór jurora (Simon Cowell) Wybór uczestnika Wybór producentów | Wybór jurora (Simon Cowell) Wybór uczestnika Wybór producentów | Wybór jurora (Simon Cowell) Wybór uczestnika Wybór producentów | Wybór jurora (Simon Cowell) Wybór uczestnika Wybór producentów | Wybór jurora (Simon Cowell) Wybór uczestnika Wybór producentów | Wybór jurora (Simon Cowell) Wybór uczestnika Wybór producentów | Wybór jurora (Simon Cowell) Wybór uczestnika Wybór producentów | Wybór jurora (Simon Cowell) Wybór uczestnika Wybór producentów | Wybór jurora (Simon Cowell) Wybór uczestnika Wybór producentów | Wybór jurora (Simon Cowell) Wybór uczestnika Wybór producentów | Wybór jurora (Simon Cowell) Wybór uczestnika Wybór producentów | Wybór jurora (Simon Cowell) Wybór uczestnika Wybór producentów | Wybór jurora (Simon Cowell) Wybór uczestnika Wybór producentów | Wybór jurora (Simon Cowell) Wybór uczestnika Wybór producentów | Wybór jurora (Simon Cowell) Wybór uczestnika Wybór producentów | Wybór jurora (Simon Cowell) Wybór uczestnika Wybór producentów | Wybór jurora (Simon Cowell) Wybór uczestnika Wybór producentów | Wybór jurora (Simon Cowell) Wybór uczestnika Wybór producentów | Wybór jurora (Simon Cowell) Wybór uczestnika Wybór producentów | Wybór jurora (Simon Cowell) Wybór uczestnika Wybór producentów | Wybór jurora (Simon Cowell) Wybór uczestnika Wybór producentów | Wybór jurora (Simon Cowell) Wybór uczestnika Wybór producentów | Wybór jurora (Simon Cowell) Wybór uczestnika Wybór producentów | Wybór jurora (Simon Cowell) Wybór uczestnika Wybór producentów | Wybór jurora (Simon Cowell) Wybór uczestnika Wybór producentów | Wybór jurora (Simon Cowell) Wybór uczestnika Wybór producentów | Wybór jurora (Simon Cowell) Wybór uczestnika Wybór producentów | Wybór jurora (Simon Cowell) Wybór uczestnika Wybór producentów | Wybór jurora (Simon Cowell) Wybór uczestnika Wybór producentów | Wybór jurora (Simon Cowell) Wybór uczestnika Wybór producentów | Wybór jurora (Simon Cowell) Wybór uczestnika Wybór producentów | Wybór jurora (Simon Cowell) Wybór uczestnika Wybór producentów | Wybór jurora (Simon Cowell) Wybór uczestnika Wybór producentów | Wybór jurora (Simon Cowell) Wybór uczestnika Wybór producentów | Wybór jurora (Simon Cowell) Wybór uczestnika Wybór producentów | Wybór jurora (Simon Cowell) Wybór uczestnika Wybór producentów | Wybór jurora (Simon Cowell) Wybór uczestnika Wybór producentów | Wybór jurora (Simon Cowell) Wybór uczestnika Wybór producentów | Wybór jurora (Simon Cowell) Wybór uczestnika Wybór producentów | Wybór jurora (Simon Cowell) Wybór uczestnika Wybór producentów | Wybór jurora (Simon Cowell) Wybór uczestnika Wybór producentów | Wybór jurora (Simon Cowell) Wybór uczestnika Wybór producentów | Wybór jurora (Simon Cowell) Wybór uczestnika Wybór producentów | Wybór jurora (Simon Cowell) Wybór uczestnika Wybór producentów | Wybór jurora (Simon Cowell) Wybór uczestnika Wybór producentów | Wybór jurora (Simon Cowell) Wybór uczestnika Wybór producentów | Wybór jurora (Simon Cowell) Wybór uczestnika Wybór producentów | Wybór jurora (Simon Cowell) Wybór uczestnika Wybór producentów | Wybór jurora (Simon Cowell) Wybór uczestnika Wybór producentów | Wybór jurora (Simon Cowell) Wybór uczestnika Wybór producentów | Wybór jurora (Simon Cowell) Wybór uczestnika Wybór producentów | Wybór jurora (Simon Cowell) Wybór uczestnika Wybór producentów | Wybór jurora (Simon Cowell) Wybór uczestnika Wybór producentów | Wybór jurora (Simon Cowell) Wybór uczestnika Wybór producentów | Wybór jurora (Simon Cowell) Wybór uczestnika Wybór producentów | Wybór jurora (Simon Cowell) Wybór uczestnika Wybór producentów | Wybór jurora (Simon Cowell) Wybór uczestnika Wybór producentów | Wybór jurora (Simon Cowell) Wybór uczestnika Wybór producentów | Wybór jurora (Simon Cowell) Wybór uczestnika Wybór producentów | Wybór jurora (Simon Cowell) Wybór uczestnika Wybór producentów | Wybór jurora (Simon Cowell) Wybór uczestnika Wybór producentów | Wybór jurora (Simon Cowell) Wybór uczestnika Wybór producentów | Wybór jurora (Simon Cowell) Wybór uczestnika Wybór producentów | Wybór jurora (Simon Cowell) Wybór uczestnika Wybór producentów | Wybór jurora (Simon Cowell) Wybór uczestnika Wybór producentów | Wybór jurora (Simon Cowell) Wybór uczestnika Wybór producentów | Wybór jurora (Simon Cowell) Wybór uczestnika Wybór producentów | Wybór jurora (Simon Cowell) Wybór uczestnika Wybór producentów | Wybór jurora (Simon Cowell) Wybór uczestnika Wybór producentów | Wybór jurora (Simon Cowell) Wybór uczestnika Wybór producentów | Wybór jurora (Simon Cowell) Wybór uczestnika Wybór producentów | Wybór jurora (Simon Cowell) Wybór uczestnika Wybór producentów | Wybór jurora (Simon Cowell) Wybór uczestnika Wybór producentów | Wybór jurora (Simon Cowell) Wybór uczestnika Wybór producentów | Wybór jurora (Simon Cowell) Wybór uczestnika Wybór producentów | Wybór jurora (Simon Cowell) Wybór uczestnika Wybór producentów | Wybór jurora (Simon Cowell) Wybór uczestnika Wybór producentów | Wybór jurora (Simon Cowell) Wybór uczestnika Wybór producentów | Wybór jurora (Simon Cowell) Wybór uczestnika Wybór producentów | Wybór jurora (Simon Cowell) Wybór uczestnika Wybór producentów | Wybór jurora (Simon Cowell) Wybór uczestnika Wybór producentów | Wybór jurora (Simon Cowell) Wybór uczestnika Wybór producentów | Wybór jurora (Simon Cowell) Wybór uczestnika Wybór producentów | Wybór jurora (Simon Cowell) Wybór uczestnika Wybór producentów | Wybór jurora (Simon Cowell) Wybór uczestnika Wybór producentów | Wybór jurora (Simon Cowell) Wybór uczestnika Wybór producentów | Wybór jurora (Simon Cowell) Wybór uczestnika Wybór producentów | Wybór jurora (Simon Cowell) Wybór uczestnika Wybór producentów | Wybór jurora (Simon Cowell) Wybór uczestnika Wybór producentów | „The First Time Ever I Saw Your Face” „Dare You to Move” „I Don’t Want to Miss a Thing” | „The First Time Ever I Saw Your Face” „Dare You to Move” „I Don’t Want to Miss a Thing” | „The First Time Ever I Saw Your Face” „Dare You to Move” „I Don’t Want to Miss a Thing” | „The First Time Ever I Saw Your Face” „Dare You to Move” „I Don’t Want to Miss a Thing” | „The First Time Ever I Saw Your Face” „Dare You to Move” „I Don’t Want to Miss a Thing” | „The First Time Ever I Saw Your Face” „Dare You to Move” „I Don’t Want to Miss a Thing” | „The First Time Ever I Saw Your Face” „Dare You to Move” „I Don’t Want to Miss a Thing” | „The First Time Ever I Saw Your Face” „Dare You to Move” „I Don’t Want to Miss a Thing” | „The First Time Ever I Saw Your Face” „Dare You to Move” „I Don’t Want to Miss a Thing” | „The First Time Ever I Saw Your Face” „Dare You to Move” „I Don’t Want to Miss a Thing” | „The First Time Ever I Saw Your Face” „Dare You to Move” „I Don’t Want to Miss a Thing” | „The First Time Ever I Saw Your Face” „Dare You to Move” „I Don’t Want to Miss a Thing” | „The First Time Ever I Saw Your Face” „Dare You to Move” „I Don’t Want to Miss a Thing” | „The First Time Ever I Saw Your Face” „Dare You to Move” „I Don’t Want to Miss a Thing” | „The First Time Ever I Saw Your Face” „Dare You to Move” „I Don’t Want to Miss a Thing” | „The First Time Ever I Saw Your Face” „Dare You to Move” „I Don’t Want to Miss a Thing” | „The First Time Ever I Saw Your Face” „Dare You to Move” „I Don’t Want to Miss a Thing” | „The First Time Ever I Saw Your Face” „Dare You to Move” „I Don’t Want to Miss a Thing” | „The First Time Ever I Saw Your Face” „Dare You to Move” „I Don’t Want to Miss a Thing” | „The First Time Ever I Saw Your Face” „Dare You to Move” „I Don’t Want to Miss a Thing” | „The First Time Ever I Saw Your Face” „Dare You to Move” „I Don’t Want to Miss a Thing” | „The First Time Ever I Saw Your Face” „Dare You to Move” „I Don’t Want to Miss a Thing” | „The First Time Ever I Saw Your Face” „Dare You to Move” „I Don’t Want to Miss a Thing” | „The First Time Ever I Saw Your Face” „Dare You to Move” „I Don’t Want to Miss a Thing” | „The First Time Ever I Saw Your Face” „Dare You to Move” „I Don’t Want to Miss a Thing” | „The First Time Ever I Saw Your Face” „Dare You to Move” „I Don’t Want to Miss a Thing” | „The First Time Ever I Saw Your Face” „Dare You to Move” „I Don’t Want to Miss a Thing” | „The First Time Ever I Saw Your Face” „Dare You to Move” „I Don’t Want to Miss a Thing” | „The First Time Ever I Saw Your Face” „Dare You to Move” „I Don’t Want to Miss a Thing” | „The First Time Ever I Saw Your Face” „Dare You to Move” „I Don’t Want to Miss a Thing” | „The First Time Ever I Saw Your Face” „Dare You to Move” „I Don’t Want to Miss a Thing” | „The First Time Ever I Saw Your Face” „Dare You to Move” „I Don’t Want to Miss a Thing” | „The First Time Ever I Saw Your Face” „Dare You to Move” „I Don’t Want to Miss a Thing” | „The First Time Ever I Saw Your Face” „Dare You to Move” „I Don’t Want to Miss a Thing” | „The First Time Ever I Saw Your Face” „Dare You to Move” „I Don’t Want to Miss a Thing” | „The First Time Ever I Saw Your Face” „Dare You to Move” „I Don’t Want to Miss a Thing” | „The First Time Ever I Saw Your Face” „Dare You to Move” „I Don’t Want to Miss a Thing” | „The First Time Ever I Saw Your Face” „Dare You to Move” „I Don’t Want to Miss a Thing” | „The First Time Ever I Saw Your Face” „Dare You to Move” „I Don’t Want to Miss a Thing” | „The First Time Ever I Saw Your Face” „Dare You to Move” „I Don’t Want to Miss a Thing” | „The First Time Ever I Saw Your Face” „Dare You to Move” „I Don’t Want to Miss a Thing” | „The First Time Ever I Saw Your Face” „Dare You to Move” „I Don’t Want to Miss a Thing” | „The First Time Ever I Saw Your Face” „Dare You to Move” „I Don’t Want to Miss a Thing” | „The First Time Ever I Saw Your Face” „Dare You to Move” „I Don’t Want to Miss a Thing” | „The First Time Ever I Saw Your Face” „Dare You to Move” „I Don’t Want to Miss a Thing” | „The First Time Ever I Saw Your Face” „Dare You to Move” „I Don’t Want to Miss a Thing” | „The First Time Ever I Saw Your Face” „Dare You to Move” „I Don’t Want to Miss a Thing” | „The First Time Ever I Saw Your Face” „Dare You to Move” „I Don’t Want to Miss a Thing” | „The First Time Ever I Saw Your Face” „Dare You to Move” „I Don’t Want to Miss a Thing” | „The First Time Ever I Saw Your Face” „Dare You to Move” „I Don’t Want to Miss a Thing” | „The First Time Ever I Saw Your Face” „Dare You to Move” „I Don’t Want to Miss a Thing” | „The First Time Ever I Saw Your Face” „Dare You to Move” „I Don’t Want to Miss a Thing” | „The First Time Ever I Saw Your Face” „Dare You to Move” „I Don’t Want to Miss a Thing” | „The First Time Ever I Saw Your Face” „Dare You to Move” „I Don’t Want to Miss a Thing” | „The First Time Ever I Saw Your Face” „Dare You to Move” „I Don’t Want to Miss a Thing” | „The First Time Ever I Saw Your Face” „Dare You to Move” „I Don’t Want to Miss a Thing” | „The First Time Ever I Saw Your Face” „Dare You to Move” „I Don’t Want to Miss a Thing” | „The First Time Ever I Saw Your Face” „Dare You to Move” „I Don’t Want to Miss a Thing” | „The First Time Ever I Saw Your Face” „Dare You to Move” „I Don’t Want to Miss a Thing” | „The First Time Ever I Saw Your Face” „Dare You to Move” „I Don’t Want to Miss a Thing” | „The First Time Ever I Saw Your Face” „Dare You to Move” „I Don’t Want to Miss a Thing” | „The First Time Ever I Saw Your Face” „Dare You to Move” „I Don’t Want to Miss a Thing” | „The First Time Ever I Saw Your Face” „Dare You to Move” „I Don’t Want to Miss a Thing” | „The First Time Ever I Saw Your Face” „Dare You to Move” „I Don’t Want to Miss a Thing” | „The First Time Ever I Saw Your Face” „Dare You to Move” „I Don’t Want to Miss a Thing” | „The First Time Ever I Saw Your Face” „Dare You to Move” „I Don’t Want to Miss a Thing” | „The First Time Ever I Saw Your Face” „Dare You to Move” „I Don’t Want to Miss a Thing” | „The First Time Ever I Saw Your Face” „Dare You to Move” „I Don’t Want to Miss a Thing” | „The First Time Ever I Saw Your Face” „Dare You to Move” „I Don’t Want to Miss a Thing” | „The First Time Ever I Saw Your Face” „Dare You to Move” „I Don’t Want to Miss a Thing” | „The First Time Ever I Saw Your Face” „Dare You to Move” „I Don’t Want to Miss a Thing” | „The First Time Ever I Saw Your Face” „Dare You to Move” „I Don’t Want to Miss a Thing” | „The First Time Ever I Saw Your Face” „Dare You to Move” „I Don’t Want to Miss a Thing” | „The First Time Ever I Saw Your Face” „Dare You to Move” „I Don’t Want to Miss a Thing” | „The First Time Ever I Saw Your Face” „Dare You to Move” „I Don’t Want to Miss a Thing” | „The First Time Ever I Saw Your Face” „Dare You to Move” „I Don’t Want to Miss a Thing” | „The First Time Ever I Saw Your Face” „Dare You to Move” „I Don’t Want to Miss a Thing” | „The First Time Ever I Saw Your Face” „Dare You to Move” „I Don’t Want to Miss a Thing” | „The First Time Ever I Saw Your Face” „Dare You to Move” „I Don’t Want to Miss a Thing” | „The First Time Ever I Saw Your Face” „Dare You to Move” „I Don’t Want to Miss a Thing” | „The First Time Ever I Saw Your Face” „Dare You to Move” „I Don’t Want to Miss a Thing” | „The First Time Ever I Saw Your Face” „Dare You to Move” „I Don’t Want to Miss a Thing” | „The First Time Ever I Saw Your Face” „Dare You to Move” „I Don’t Want to Miss a Thing” | „The First Time Ever I Saw Your Face” „Dare You to Move” „I Don’t Want to Miss a Thing” | „The First Time Ever I Saw Your Face” „Dare You to Move” „I Don’t Want to Miss a Thing” | „The First Time Ever I Saw Your Face” „Dare You to Move” „I Don’t Want to Miss a Thing” | „The First Time Ever I Saw Your Face” „Dare You to Move” „I Don’t Want to Miss a Thing” | „The First Time Ever I Saw Your Face” „Dare You to Move” „I Don’t Want to Miss a Thing” | „The First Time Ever I Saw Your Face” „Dare You to Move” „I Don’t Want to Miss a Thing” | „The First Time Ever I Saw Your Face” „Dare You to Move” „I Don’t Want to Miss a Thing” | „The First Time Ever I Saw Your Face” „Dare You to Move” „I Don’t Want to Miss a Thing” | „The First Time Ever I Saw Your Face” „Dare You to Move” „I Don’t Want to Miss a Thing” | „The First Time Ever I Saw Your Face” „Dare You to Move” „I Don’t Want to Miss a Thing” | „The First Time Ever I Saw Your Face” „Dare You to Move” „I Don’t Want to Miss a Thing” | „The First Time Ever I Saw Your Face” „Dare You to Move” „I Don’t Want to Miss a Thing” | „The First Time Ever I Saw Your Face” „Dare You to Move” „I Don’t Want to Miss a Thing” | „The First Time Ever I Saw Your Face” „Dare You to Move” „I Don’t Want to Miss a Thing” | „The First Time Ever I Saw Your Face” „Dare You to Move” „I Don’t Want to Miss a Thing” | „The First Time Ever I Saw Your Face” „Dare You to Move” „I Don’t Want to Miss a Thing” | „The First Time Ever I Saw Your Face” „Dare You to Move” „I Don’t Want to Miss a Thing” | „The First Time Ever I Saw Your Face” „Dare You to Move” „I Don’t Want to Miss a Thing” | „The First Time Ever I Saw Your Face” „Dare You to Move” „I Don’t Want to Miss a Thing” | „The First Time Ever I Saw Your Face” „Dare You to Move” „I Don’t Want to Miss a Thing” | „The First Time Ever I Saw Your Face” „Dare You to Move” „I Don’t Want to Miss a Thing” | „The First Time Ever I Saw Your Face” „Dare You to Move” „I Don’t Want to Miss a Thing” | „The First Time Ever I Saw Your Face” „Dare You to Move” „I Don’t Want to Miss a Thing” | „The First Time Ever I Saw Your Face” „Dare You to Move” „I Don’t Want to Miss a Thing” | „The First Time Ever I Saw Your Face” „Dare You to Move” „I Don’t Want to Miss a Thing” | „The First Time Ever I Saw Your Face” „Dare You to Move” „I Don’t Want to Miss a Thing” | „The First Time Ever I Saw Your Face” „Dare You to Move” „I Don’t Want to Miss a Thing” | „The First Time Ever I Saw Your Face” „Dare You to Move” „I Don’t Want to Miss a Thing” | „The First Time Ever I Saw Your Face” „Dare You to Move” „I Don’t Want to Miss a Thing” | „The First Time Ever I Saw Your Face” „Dare You to Move” „I Don’t Want to Miss a Thing” | „The First Time Ever I Saw Your Face” „Dare You to Move” „I Don’t Want to Miss a Thing” | „The First Time Ever I Saw Your Face” „Dare You to Move” „I Don’t Want to Miss a Thing” | „The First Time Ever I Saw Your Face” „Dare You to Move” „I Don’t Want to Miss a Thing” | „The First Time Ever I Saw Your Face” „Dare You to Move” „I Don’t Want to Miss a Thing” | „The First Time Ever I Saw Your Face” „Dare You to Move” „I Don’t Want to Miss a Thing” | „The First Time Ever I Saw Your Face” „Dare You to Move” „I Don’t Want to Miss a Thing” | „The First Time Ever I Saw Your Face” „Dare You to Move” „I Don’t Want to Miss a Thing” | „The First Time Ever I Saw Your Face” „Dare You to Move” „I Don’t Want to Miss a Thing” | „The First Time Ever I Saw Your Face” „Dare You to Move” „I Don’t Want to Miss a Thing” | „The First Time Ever I Saw Your Face” „Dare You to Move” „I Don’t Want to Miss a Thing” | „The First Time Ever I Saw Your Face” „Dare You to Move” „I Don’t Want to Miss a Thing” | „The First Time Ever I Saw Your Face” „Dare You to Move” „I Don’t Want to Miss a Thing” | „The First Time Ever I Saw Your Face” „Dare You to Move” „I Don’t Want to Miss a Thing” | „The First Time Ever I Saw Your Face” „Dare You to Move” „I Don’t Want to Miss a Thing” | „The First Time Ever I Saw Your Face” „Dare You to Move” „I Don’t Want to Miss a Thing” | „The First Time Ever I Saw Your Face” „Dare You to Move” „I Don’t Want to Miss a Thing” | „The First Time Ever I Saw Your Face” „Dare You to Move” „I Don’t Want to Miss a Thing” | Roberta Flack Switchfoot Aerosmith                 | Roberta Flack Switchfoot Aerosmith                 | Roberta Flack Switchfoot Aerosmith                 | Roberta Flack Switchfoot Aerosmith                 | Roberta Flack Switchfoot Aerosmith                 | Roberta Flack Switchfoot Aerosmith                 | Roberta Flack Switchfoot Aerosmith                 | Roberta Flack Switchfoot Aerosmith                 | Roberta Flack Switchfoot Aerosmith                 | Roberta Flack Switchfoot Aerosmith                 | Roberta Flack Switchfoot Aerosmith                 | Roberta Flack Switchfoot Aerosmith                 | Roberta Flack Switchfoot Aerosmith                 | Roberta Flack Switchfoot Aerosmith                 | Roberta Flack Switchfoot Aerosmith                 | Roberta Flack Switchfoot Aerosmith                 | Roberta Flack Switchfoot Aerosmith                 | Roberta Flack Switchfoot Aerosmith                 | Roberta Flack Switchfoot Aerosmith                 | Roberta Flack Switchfoot Aerosmith                 | Roberta Flack Switchfoot Aerosmith                 | Roberta Flack Switchfoot Aerosmith                 | Roberta Flack Switchfoot Aerosmith                 | Roberta Flack Switchfoot Aerosmith                 | Roberta Flack Switchfoot Aerosmith                 | Roberta Flack Switchfoot Aerosmith                 | Roberta Flack Switchfoot Aerosmith                 | Roberta Flack Switchfoot Aerosmith                 | Roberta Flack Switchfoot Aerosmith                 | Roberta Flack Switchfoot Aerosmith                 | Roberta Flack Switchfoot Aerosmith                 | Roberta Flack Switchfoot Aerosmith                 | Roberta Flack Switchfoot Aerosmith                 | Roberta Flack Switchfoot Aerosmith                 | Roberta Flack Switchfoot Aerosmith                 | Roberta Flack Switchfoot Aerosmith                 | Roberta Flack Switchfoot Aerosmith                 | Roberta Flack Switchfoot Aerosmith                 | Roberta Flack Switchfoot Aerosmith                 | Roberta Flack Switchfoot Aerosmith                 | Roberta Flack Switchfoot Aerosmith                 | Roberta Flack Switchfoot Aerosmith                 | Roberta Flack Switchfoot Aerosmith                 | Roberta Flack Switchfoot Aerosmith                 | Roberta Flack Switchfoot Aerosmith                 | Roberta Flack Switchfoot Aerosmith                 | Roberta Flack Switchfoot Aerosmith                 | Roberta Flack Switchfoot Aerosmith                 | Roberta Flack Switchfoot Aerosmith                 | Roberta Flack Switchfoot Aerosmith                 | Roberta Flack Switchfoot Aerosmith                 | Roberta Flack Switchfoot Aerosmith                 | Roberta Flack Switchfoot Aerosmith                 | Roberta Flack Switchfoot Aerosmith                 | Roberta Flack Switchfoot Aerosmith                 | Roberta Flack Switchfoot Aerosmith                 | Roberta Flack Switchfoot Aerosmith                 | Roberta Flack Switchfoot Aerosmith                 | Roberta Flack Switchfoot Aerosmith                 | Roberta Flack Switchfoot Aerosmith                 | Roberta Flack Switchfoot Aerosmith                 | Roberta Flack Switchfoot Aerosmith                 | Roberta Flack Switchfoot Aerosmith                 | Roberta Flack Switchfoot Aerosmith                 | Roberta Flack Switchfoot Aerosmith                 | Roberta Flack Switchfoot Aerosmith                 | Roberta Flack Switchfoot Aerosmith                 | Roberta Flack Switchfoot Aerosmith                 | Roberta Flack Switchfoot Aerosmith                 | Roberta Flack Switchfoot Aerosmith                 | Roberta Flack Switchfoot Aerosmith                 | Roberta Flack Switchfoot Aerosmith                 | Roberta Flack Switchfoot Aerosmith                 | Roberta Flack Switchfoot Aerosmith                 | Roberta Flack Switchfoot Aerosmith                 | Roberta Flack Switchfoot Aerosmith                 | Roberta Flack Switchfoot Aerosmith                 | Roberta Flack Switchfoot Aerosmith                 | Roberta Flack Switchfoot Aerosmith                 | Roberta Flack Switchfoot Aerosmith                 | Roberta Flack Switchfoot Aerosmith                 | Roberta Flack Switchfoot Aerosmith                 | Roberta Flack Switchfoot Aerosmith                 | Roberta Flack Switchfoot Aerosmith                 | Roberta Flack Switchfoot Aerosmith                 | Roberta Flack Switchfoot Aerosmith                 | Roberta Flack Switchfoot Aerosmith                 | Roberta Flack Switchfoot Aerosmith                 | Roberta Flack Switchfoot Aerosmith                 | Roberta Flack Switchfoot Aerosmith                 | Roberta Flack Switchfoot Aerosmith                 | Roberta Flack Switchfoot Aerosmith                 | Roberta Flack Switchfoot Aerosmith                 | Roberta Flack Switchfoot Aerosmith                 | Roberta Flack Switchfoot Aerosmith                 | Roberta Flack Switchfoot Aerosmith                 | Roberta Flack Switchfoot Aerosmith                 | Roberta Flack Switchfoot Aerosmith                 | Roberta Flack Switchfoot Aerosmith                 | Roberta Flack Switchfoot Aerosmith                 | 3 6 9     | 3 6 9     | 3 6 9     | 3 6 9     | 3 6 9     | 3 6 9     | 3 6 9     | 3 6 9     | 3 6 9     | 3 6 9     | 3 6 9     | 3 6 9     | 3 6 9     | 3 6 9     | 3 6 9     | 3 6 9     | 3 6 9     | 3 6 9     | 3 6 9     | 3 6 9     | 3 6 9     | 3 6 9     | 3 6 9     | 3 6 9     | 3 6 9     | 3 6 9     | 3 6 9     | 3 6 9     | 3 6 9     | 3 6 9     | 3 6 9     | 3 6 9     | 3 6 9     | 3 6 9     | 3 6 9     | 3 6 9     | 3 6 9     | 3 6 9     | 3 6 9     | 3 6 9     | 3 6 9     | 3 6 9     | 3 6 9     | 3 6 9     | 3 6 9     | 3 6 9     | 3 6 9     | 3 6 9     | 3 6 9     | 3 6 9     | 3 6 9     | 3 6 9     | 3 6 9     | 3 6 9     | 3 6 9     | 3 6 9     | 3 6 9     | 3 6 9     | 3 6 9     | 3 6 9     | 3 6 9     | 3 6 9     | 3 6 9     | 3 6 9     | 3 6 9     | 3 6 9     | 3 6 9     | 3 6 9     | 3 6 9     | 3 6 9     | 3 6 9     | 3 6 9     | 3 6 9     | 3 6 9     | 3 6 9     | 3 6 9     | 3 6 9     | 3 6 9     | 3 6 9     | 3 6 9     | 3 6 9     | 3 6 9     | 3 6 9     | 3 6 9     | 3 6 9     | 3 6 9     | 3 6 9     | 3 6 9     | 3 6 9     | 3 6 9     | 3 6 9     | 3 6 9     | 3 6 9     | 3 6 9     | 3 6 9     | 3 6 9     | 3 6 9     | 3 6 9     | 3 6 9     | 3 6 9     | Bezpieczny | Bezpieczny | Bezpieczny | Bezpieczny | Bezpieczny | Bezpieczny | Bezpieczny | Bezpieczny | Bezpieczny | Bezpieczny | Bezpieczny | Bezpieczny | Bezpieczny | Bezpieczny | Bezpieczny | Bezpieczny | Bezpieczny | Bezpieczny | Bezpieczny | Bezpieczny | Bezpieczny | Bezpieczny | Bezpieczny | Bezpieczny | Bezpieczny | Bezpieczny | Bezpieczny | Bezpieczny | Bezpieczny | Bezpieczny | Bezpieczny | Bezpieczny | Bezpieczny | Bezpieczny | Bezpieczny | Bezpieczny | Bezpieczny | Bezpieczny | Bezpieczny | Bezpieczny | Bezpieczny | Bezpieczny | Bezpieczny | Bezpieczny | Bezpieczny | Bezpieczny | Bezpieczny | Bezpieczny | Bezpieczny | Bezpieczny | Bezpieczny | Bezpieczny | Bezpieczny | Bezpieczny | Bezpieczny | Bezpieczny | Bezpieczny | Bezpieczny | Bezpieczny | Bezpieczny | Bezpieczny | Bezpieczny | Bezpieczny | Bezpieczny | Bezpieczny | Bezpieczny | Bezpieczny | Bezpieczny | Bezpieczny | Bezpieczny |
| FINAŁ         | FINAŁ         | FINAŁ         | FINAŁ         | FINAŁ         | FINAŁ         | FINAŁ         | FINAŁ         | FINAŁ         | FINAŁ         | FINAŁ         | FINAŁ         | FINAŁ         | FINAŁ         | FINAŁ         | FINAŁ         | FINAŁ         | FINAŁ         | FINAŁ         | FINAŁ         | FINAŁ         | FINAŁ         | FINAŁ         | FINAŁ         | FINAŁ         | FINAŁ         | FINAŁ         | FINAŁ         | FINAŁ         | FINAŁ         | FINAŁ         | FINAŁ         | FINAŁ         | FINAŁ         | FINAŁ         | FINAŁ         | FINAŁ         | FINAŁ         | FINAŁ         | FINAŁ         | FINAŁ         | FINAŁ         | FINAŁ         | FINAŁ         | FINAŁ         | FINAŁ         | FINAŁ         | FINAŁ         | FINAŁ         | FINAŁ         | FINAŁ         | FINAŁ         | FINAŁ         | FINAŁ         | FINAŁ         | FINAŁ         | FINAŁ         | FINAŁ         | FINAŁ         | FINAŁ         | FINAŁ         | FINAŁ         | FINAŁ         | FINAŁ         | FINAŁ         | FINAŁ         | FINAŁ         | FINAŁ         | FINAŁ         | FINAŁ         | FINAŁ         | FINAŁ         | FINAŁ         | FINAŁ         | FINAŁ         | FINAŁ         | FINAŁ         | FINAŁ         | FINAŁ         | FINAŁ         | FINAŁ         | FINAŁ         | FINAŁ         | FINAŁ         | FINAŁ         | FINAŁ         | FINAŁ         | FINAŁ         | FINAŁ         | FINAŁ         | Wybór producentów (Clive Davis) Nowa piosenka Wybór uczestnika | Wybór producentów (Clive Davis) Nowa piosenka Wybór uczestnika | Wybór producentów (Clive Davis) Nowa piosenka Wybór uczestnika | Wybór producentów (Clive Davis) Nowa piosenka Wybór uczestnika | Wybór producentów (Clive Davis) Nowa piosenka Wybór uczestnika | Wybór producentów (Clive Davis) Nowa piosenka Wybór uczestnika | Wybór producentów (Clive Davis) Nowa piosenka Wybór uczestnika | Wybór producentów (Clive Davis) Nowa piosenka Wybór uczestnika | Wybór producentów (Clive Davis) Nowa piosenka Wybór uczestnika | Wybór producentów (Clive Davis) Nowa piosenka Wybór uczestnika | Wybór producentów (Clive Davis) Nowa piosenka Wybór uczestnika | Wybór producentów (Clive Davis) Nowa piosenka Wybór uczestnika | Wybór producentów (Clive Davis) Nowa piosenka Wybór uczestnika | Wybór producentów (Clive Davis) Nowa piosenka Wybór uczestnika | Wybór producentów (Clive Davis) Nowa piosenka Wybór uczestnika | Wybór producentów (Clive Davis) Nowa piosenka Wybór uczestnika | Wybór producentów (Clive Davis) Nowa piosenka Wybór uczestnika | Wybór producentów (Clive Davis) Nowa piosenka Wybór uczestnika | Wybór producentów (Clive Davis) Nowa piosenka Wybór uczestnika | Wybór producentów (Clive Davis) Nowa piosenka Wybór uczestnika | Wybór producentów (Clive Davis) Nowa piosenka Wybór uczestnika | Wybór producentów (Clive Davis) Nowa piosenka Wybór uczestnika | Wybór producentów (Clive Davis) Nowa piosenka Wybór uczestnika | Wybór producentów (Clive Davis) Nowa piosenka Wybór uczestnika | Wybór producentów (Clive Davis) Nowa piosenka Wybór uczestnika | Wybór producentów (Clive Davis) Nowa piosenka Wybór uczestnika | Wybór producentów (Clive Davis) Nowa piosenka Wybór uczestnika | Wybór producentów (Clive Davis) Nowa piosenka Wybór uczestnika | Wybór producentów (Clive Davis) Nowa piosenka Wybór uczestnika | Wybór producentów (Clive Davis) Nowa piosenka Wybór uczestnika | Wybór producentów (Clive Davis) Nowa piosenka Wybór uczestnika | Wybór producentów (Clive Davis) Nowa piosenka Wybór uczestnika | Wybór producentów (Clive Davis) Nowa piosenka Wybór uczestnika | Wybór producentów (Clive Davis) Nowa piosenka Wybór uczestnika | Wybór producentów (Clive Davis) Nowa piosenka Wybór uczestnika | Wybór producentów (Clive Davis) Nowa piosenka Wybór uczestnika | Wybór producentów (Clive Davis) Nowa piosenka Wybór uczestnika | Wybór producentów (Clive Davis) Nowa piosenka Wybór uczestnika | Wybór producentów (Clive Davis) Nowa piosenka Wybór uczestnika | Wybór producentów (Clive Davis) Nowa piosenka Wybór uczestnika | Wybór producentów (Clive Davis) Nowa piosenka Wybór uczestnika | Wybór producentów (Clive Davis) Nowa piosenka Wybór uczestnika | Wybór producentów (Clive Davis) Nowa piosenka Wybór uczestnika | Wybór producentów (Clive Davis) Nowa piosenka Wybór uczestnika | Wybór producentów (Clive Davis) Nowa piosenka Wybór uczestnika | Wybór producentów (Clive Davis) Nowa piosenka Wybór uczestnika | Wybór producentów (Clive Davis) Nowa piosenka Wybór uczestnika | Wybór producentów (Clive Davis) Nowa piosenka Wybór uczestnika | Wybór producentów (Clive Davis) Nowa piosenka Wybór uczestnika | Wybór producentów (Clive Davis) Nowa piosenka Wybór uczestnika | Wybór producentów (Clive Davis) Nowa piosenka Wybór uczestnika | Wybór producentów (Clive Davis) Nowa piosenka Wybór uczestnika | Wybór producentów (Clive Davis) Nowa piosenka Wybór uczestnika | Wybór producentów (Clive Davis) Nowa piosenka Wybór uczestnika | Wybór producentów (Clive Davis) Nowa piosenka Wybór uczestnika | Wybór producentów (Clive Davis) Nowa piosenka Wybór uczestnika | Wybór producentów (Clive Davis) Nowa piosenka Wybór uczestnika | Wybór producentów (Clive Davis) Nowa piosenka Wybór uczestnika | Wybór producentów (Clive Davis) Nowa piosenka Wybór uczestnika | Wybór producentów (Clive Davis) Nowa piosenka Wybór uczestnika | Wybór producentów (Clive Davis) Nowa piosenka Wybór uczestnika | Wybór producentów (Clive Davis) Nowa piosenka Wybór uczestnika | Wybór producentów (Clive Davis) Nowa piosenka Wybór uczestnika | Wybór producentów (Clive Davis) Nowa piosenka Wybór uczestnika | Wybór producentów (Clive Davis) Nowa piosenka Wybór uczestnika | Wybór producentów (Clive Davis) Nowa piosenka Wybór uczestnika | Wybór producentów (Clive Davis) Nowa piosenka Wybór uczestnika | Wybór producentów (Clive Davis) Nowa piosenka Wybór uczestnika | Wybór producentów (Clive Davis) Nowa piosenka Wybór uczestnika | Wybór producentów (Clive Davis) Nowa piosenka Wybór uczestnika | Wybór producentów (Clive Davis) Nowa piosenka Wybór uczestnika | Wybór producentów (Clive Davis) Nowa piosenka Wybór uczestnika | Wybór producentów (Clive Davis) Nowa piosenka Wybór uczestnika | Wybór producentów (Clive Davis) Nowa piosenka Wybór uczestnika | Wybór producentów (Clive Davis) Nowa piosenka Wybór uczestnika | Wybór producentów (Clive Davis) Nowa piosenka Wybór uczestnika | Wybór producentów (Clive Davis) Nowa piosenka Wybór uczestnika | Wybór producentów (Clive Davis) Nowa piosenka Wybór uczestnika | Wybór producentów (Clive Davis) Nowa piosenka Wybór uczestnika | Wybór producentów (Clive Davis) Nowa piosenka Wybór uczestnika | Wybór producentów (Clive Davis) Nowa piosenka Wybór uczestnika | Wybór producentów (Clive Davis) Nowa piosenka Wybór uczestnika | Wybór producentów (Clive Davis) Nowa piosenka Wybór uczestnika | Wybór producentów (Clive Davis) Nowa piosenka Wybór uczestnika | Wybór producentów (Clive Davis) Nowa piosenka Wybór uczestnika | Wybór producentów (Clive Davis) Nowa piosenka Wybór uczestnika | Wybór producentów (Clive Davis) Nowa piosenka Wybór uczestnika | Wybór producentów (Clive Davis) Nowa piosenka Wybór uczestnika | Wybór producentów (Clive Davis) Nowa piosenka Wybór uczestnika | Wybór producentów (Clive Davis) Nowa piosenka Wybór uczestnika | Wybór producentów (Clive Davis) Nowa piosenka Wybór uczestnika | Wybór producentów (Clive Davis) Nowa piosenka Wybór uczestnika | Wybór producentów (Clive Davis) Nowa piosenka Wybór uczestnika | Wybór producentów (Clive Davis) Nowa piosenka Wybór uczestnika | Wybór producentów (Clive Davis) Nowa piosenka Wybór uczestnika | Wybór producentów (Clive Davis) Nowa piosenka Wybór uczestnika | Wybór producentów (Clive Davis) Nowa piosenka Wybór uczestnika | Wybór producentów (Clive Davis) Nowa piosenka Wybór uczestnika | Wybór producentów (Clive Davis) Nowa piosenka Wybór uczestnika | Wybór producentów (Clive Davis) Nowa piosenka Wybór uczestnika | „I Still Haven't Found What I'm Looking For” „Dream Big” „The World I Know”             | „I Still Haven't Found What I'm Looking For” „Dream Big” „The World I Know”             | „I Still Haven't Found What I'm Looking For” „Dream Big” „The World I Know”             | „I Still Haven't Found What I'm Looking For” „Dream Big” „The World I Know”             | „I Still Haven't Found What I'm Looking For” „Dream Big” „The World I Know”             | „I Still Haven't Found What I'm Looking For” „Dream Big” „The World I Know”             | „I Still Haven't Found What I'm Looking For” „Dream Big” „The World I Know”             | „I Still Haven't Found What I'm Looking For” „Dream Big” „The World I Know”             | „I Still Haven't Found What I'm Looking For” „Dream Big” „The World I Know”             | „I Still Haven't Found What I'm Looking For” „Dream Big” „The World I Know”             | „I Still Haven't Found What I'm Looking For” „Dream Big” „The World I Know”             | „I Still Haven't Found What I'm Looking For” „Dream Big” „The World I Know”             | „I Still Haven't Found What I'm Looking For” „Dream Big” „The World I Know”             | „I Still Haven't Found What I'm Looking For” „Dream Big” „The World I Know”             | „I Still Haven't Found What I'm Looking For” „Dream Big” „The World I Know”             | „I Still Haven't Found What I'm Looking For” „Dream Big” „The World I Know”             | „I Still Haven't Found What I'm Looking For” „Dream Big” „The World I Know”             | „I Still Haven't Found What I'm Looking For” „Dream Big” „The World I Know”             | „I Still Haven't Found What I'm Looking For” „Dream Big” „The World I Know”             | „I Still Haven't Found What I'm Looking For” „Dream Big” „The World I Know”             | „I Still Haven't Found What I'm Looking For” „Dream Big” „The World I Know”             | „I Still Haven't Found What I'm Looking For” „Dream Big” „The World I Know”             | „I Still Haven't Found What I'm Looking For” „Dream Big” „The World I Know”             | „I Still Haven't Found What I'm Looking For” „Dream Big” „The World I Know”             | „I Still Haven't Found What I'm Looking For” „Dream Big” „The World I Know”             | „I Still Haven't Found What I'm Looking For” „Dream Big” „The World I Know”             | „I Still Haven't Found What I'm Looking For” „Dream Big” „The World I Know”             | „I Still Haven't Found What I'm Looking For” „Dream Big” „The World I Know”             | „I Still Haven't Found What I'm Looking For” „Dream Big” „The World I Know”             | „I Still Haven't Found What I'm Looking For” „Dream Big” „The World I Know”             | „I Still Haven't Found What I'm Looking For” „Dream Big” „The World I Know”             | „I Still Haven't Found What I'm Looking For” „Dream Big” „The World I Know”             | „I Still Haven't Found What I'm Looking For” „Dream Big” „The World I Know”             | „I Still Haven't Found What I'm Looking For” „Dream Big” „The World I Know”             | „I Still Haven't Found What I'm Looking For” „Dream Big” „The World I Know”             | „I Still Haven't Found What I'm Looking For” „Dream Big” „The World I Know”             | „I Still Haven't Found What I'm Looking For” „Dream Big” „The World I Know”             | „I Still Haven't Found What I'm Looking For” „Dream Big” „The World I Know”             | „I Still Haven't Found What I'm Looking For” „Dream Big” „The World I Know”             | „I Still Haven't Found What I'm Looking For” „Dream Big” „The World I Know”             | „I Still Haven't Found What I'm Looking For” „Dream Big” „The World I Know”             | „I Still Haven't Found What I'm Looking For” „Dream Big” „The World I Know”             | „I Still Haven't Found What I'm Looking For” „Dream Big” „The World I Know”             | „I Still Haven't Found What I'm Looking For” „Dream Big” „The World I Know”             | „I Still Haven't Found What I'm Looking For” „Dream Big” „The World I Know”             | „I Still Haven't Found What I'm Looking For” „Dream Big” „The World I Know”             | „I Still Haven't Found What I'm Looking For” „Dream Big” „The World I Know”             | „I Still Haven't Found What I'm Looking For” „Dream Big” „The World I Know”             | „I Still Haven't Found What I'm Looking For” „Dream Big” „The World I Know”             | „I Still Haven't Found What I'm Looking For” „Dream Big” „The World I Know”             | „I Still Haven't Found What I'm Looking For” „Dream Big” „The World I Know”             | „I Still Haven't Found What I'm Looking For” „Dream Big” „The World I Know”             | „I Still Haven't Found What I'm Looking For” „Dream Big” „The World I Know”             | „I Still Haven't Found What I'm Looking For” „Dream Big” „The World I Know”             | „I Still Haven't Found What I'm Looking For” „Dream Big” „The World I Know”             | „I Still Haven't Found What I'm Looking For” „Dream Big” „The World I Know”             | „I Still Haven't Found What I'm Looking For” „Dream Big” „The World I Know”             | „I Still Haven't Found What I'm Looking For” „Dream Big” „The World I Know”             | „I Still Haven't Found What I'm Looking For” „Dream Big” „The World I Know”             | „I Still Haven't Found What I'm Looking For” „Dream Big” „The World I Know”             | „I Still Haven't Found What I'm Looking For” „Dream Big” „The World I Know”             | „I Still Haven't Found What I'm Looking For” „Dream Big” „The World I Know”             | „I Still Haven't Found What I'm Looking For” „Dream Big” „The World I Know”             | „I Still Haven't Found What I'm Looking For” „Dream Big” „The World I Know”             | „I Still Haven't Found What I'm Looking For” „Dream Big” „The World I Know”             | „I Still Haven't Found What I'm Looking For” „Dream Big” „The World I Know”             | „I Still Haven't Found What I'm Looking For” „Dream Big” „The World I Know”             | „I Still Haven't Found What I'm Looking For” „Dream Big” „The World I Know”             | „I Still Haven't Found What I'm Looking For” „Dream Big” „The World I Know”             | „I Still Haven't Found What I'm Looking For” „Dream Big” „The World I Know”             | „I Still Haven't Found What I'm Looking For” „Dream Big” „The World I Know”             | „I Still Haven't Found What I'm Looking For” „Dream Big” „The World I Know”             | „I Still Haven't Found What I'm Looking For” „Dream Big” „The World I Know”             | „I Still Haven't Found What I'm Looking For” „Dream Big” „The World I Know”             | „I Still Haven't Found What I'm Looking For” „Dream Big” „The World I Know”             | „I Still Haven't Found What I'm Looking For” „Dream Big” „The World I Know”             | „I Still Haven't Found What I'm Looking For” „Dream Big” „The World I Know”             | „I Still Haven't Found What I'm Looking For” „Dream Big” „The World I Know”             | „I Still Haven't Found What I'm Looking For” „Dream Big” „The World I Know”             | „I Still Haven't Found What I'm Looking For” „Dream Big” „The World I Know”             | „I Still Haven't Found What I'm Looking For” „Dream Big” „The World I Know”             | „I Still Haven't Found What I'm Looking For” „Dream Big” „The World I Know”             | „I Still Haven't Found What I'm Looking For” „Dream Big” „The World I Know”             | „I Still Haven't Found What I'm Looking For” „Dream Big” „The World I Know”             | „I Still Haven't Found What I'm Looking For” „Dream Big” „The World I Know”             | „I Still Haven't Found What I'm Looking For” „Dream Big” „The World I Know”             | „I Still Haven't Found What I'm Looking For” „Dream Big” „The World I Know”             | „I Still Haven't Found What I'm Looking For” „Dream Big” „The World I Know”             | „I Still Haven't Found What I'm Looking For” „Dream Big” „The World I Know”             | „I Still Haven't Found What I'm Looking For” „Dream Big” „The World I Know”             | „I Still Haven't Found What I'm Looking For” „Dream Big” „The World I Know”             | „I Still Haven't Found What I'm Looking For” „Dream Big” „The World I Know”             | „I Still Haven't Found What I'm Looking For” „Dream Big” „The World I Know”             | „I Still Haven't Found What I'm Looking For” „Dream Big” „The World I Know”             | „I Still Haven't Found What I'm Looking For” „Dream Big” „The World I Know”             | „I Still Haven't Found What I'm Looking For” „Dream Big” „The World I Know”             | „I Still Haven't Found What I'm Looking For” „Dream Big” „The World I Know”             | „I Still Haven't Found What I'm Looking For” „Dream Big” „The World I Know”             | „I Still Haven't Found What I'm Looking For” „Dream Big” „The World I Know”             | „I Still Haven't Found What I'm Looking For” „Dream Big” „The World I Know”             | „I Still Haven't Found What I'm Looking For” „Dream Big” „The World I Know”             | „I Still Haven't Found What I'm Looking For” „Dream Big” „The World I Know”             | „I Still Haven't Found What I'm Looking For” „Dream Big” „The World I Know”             | „I Still Haven't Found What I'm Looking For” „Dream Big” „The World I Know”             | „I Still Haven't Found What I'm Looking For” „Dream Big” „The World I Know”             | „I Still Haven't Found What I'm Looking For” „Dream Big” „The World I Know”             | „I Still Haven't Found What I'm Looking For” „Dream Big” „The World I Know”             | „I Still Haven't Found What I'm Looking For” „Dream Big” „The World I Know”             | „I Still Haven't Found What I'm Looking For” „Dream Big” „The World I Know”             | „I Still Haven't Found What I'm Looking For” „Dream Big” „The World I Know”             | „I Still Haven't Found What I'm Looking For” „Dream Big” „The World I Know”             | „I Still Haven't Found What I'm Looking For” „Dream Big” „The World I Know”             | „I Still Haven't Found What I'm Looking For” „Dream Big” „The World I Know”             | „I Still Haven't Found What I'm Looking For” „Dream Big” „The World I Know”             | „I Still Haven't Found What I'm Looking For” „Dream Big” „The World I Know”             | „I Still Haven't Found What I'm Looking For” „Dream Big” „The World I Know”             | „I Still Haven't Found What I'm Looking For” „Dream Big” „The World I Know”             | „I Still Haven't Found What I'm Looking For” „Dream Big” „The World I Know”             | „I Still Haven't Found What I'm Looking For” „Dream Big” „The World I Know”             | „I Still Haven't Found What I'm Looking For” „Dream Big” „The World I Know”             | „I Still Haven't Found What I'm Looking For” „Dream Big” „The World I Know”             | „I Still Haven't Found What I'm Looking For” „Dream Big” „The World I Know”             | „I Still Haven't Found What I'm Looking For” „Dream Big” „The World I Know”             | „I Still Haven't Found What I'm Looking For” „Dream Big” „The World I Know”             | „I Still Haven't Found What I'm Looking For” „Dream Big” „The World I Know”             | „I Still Haven't Found What I'm Looking For” „Dream Big” „The World I Know”             | „I Still Haven't Found What I'm Looking For” „Dream Big” „The World I Know”             | „I Still Haven't Found What I'm Looking For” „Dream Big” „The World I Know”             | „I Still Haven't Found What I'm Looking For” „Dream Big” „The World I Know”             | „I Still Haven't Found What I'm Looking For” „Dream Big” „The World I Know”             | U2 Napisana przez Emily Shackelton Collective Soul | U2 Napisana przez Emily Shackelton Collective Soul | U2 Napisana przez Emily Shackelton Collective Soul | U2 Napisana przez Emily Shackelton Collective Soul | U2 Napisana przez Emily Shackelton Collective Soul | U2 Napisana przez Emily Shackelton Collective Soul | U2 Napisana przez Emily Shackelton Collective Soul | U2 Napisana przez Emily Shackelton Collective Soul | U2 Napisana przez Emily Shackelton Collective Soul | U2 Napisana przez Emily Shackelton Collective Soul | U2 Napisana przez Emily Shackelton Collective Soul | U2 Napisana przez Emily Shackelton Collective Soul | U2 Napisana przez Emily Shackelton Collective Soul | U2 Napisana przez Emily Shackelton Collective Soul | U2 Napisana przez Emily Shackelton Collective Soul | U2 Napisana przez Emily Shackelton Collective Soul | U2 Napisana przez Emily Shackelton Collective Soul | U2 Napisana przez Emily Shackelton Collective Soul | U2 Napisana przez Emily Shackelton Collective Soul | U2 Napisana przez Emily Shackelton Collective Soul | U2 Napisana przez Emily Shackelton Collective Soul | U2 Napisana przez Emily Shackelton Collective Soul | U2 Napisana przez Emily Shackelton Collective Soul | U2 Napisana przez Emily Shackelton Collective Soul | U2 Napisana przez Emily Shackelton Collective Soul | U2 Napisana przez Emily Shackelton Collective Soul | U2 Napisana przez Emily Shackelton Collective Soul | U2 Napisana przez Emily Shackelton Collective Soul | U2 Napisana przez Emily Shackelton Collective Soul | U2 Napisana przez Emily Shackelton Collective Soul | U2 Napisana przez Emily Shackelton Collective Soul | U2 Napisana przez Emily Shackelton Collective Soul | U2 Napisana przez Emily Shackelton Collective Soul | U2 Napisana przez Emily Shackelton Collective Soul | U2 Napisana przez Emily Shackelton Collective Soul | U2 Napisana przez Emily Shackelton Collective Soul | U2 Napisana przez Emily Shackelton Collective Soul | U2 Napisana przez Emily Shackelton Collective Soul | U2 Napisana przez Emily Shackelton Collective Soul | U2 Napisana przez Emily Shackelton Collective Soul | U2 Napisana przez Emily Shackelton Collective Soul | U2 Napisana przez Emily Shackelton Collective Soul | U2 Napisana przez Emily Shackelton Collective Soul | U2 Napisana przez Emily Shackelton Collective Soul | U2 Napisana przez Emily Shackelton Collective Soul | U2 Napisana przez Emily Shackelton Collective Soul | U2 Napisana przez Emily Shackelton Collective Soul | U2 Napisana przez Emily Shackelton Collective Soul | U2 Napisana przez Emily Shackelton Collective Soul | U2 Napisana przez Emily Shackelton Collective Soul | U2 Napisana przez Emily Shackelton Collective Soul | U2 Napisana przez Emily Shackelton Collective Soul | U2 Napisana przez Emily Shackelton Collective Soul | U2 Napisana przez Emily Shackelton Collective Soul | U2 Napisana przez Emily Shackelton Collective Soul | U2 Napisana przez Emily Shackelton Collective Soul | U2 Napisana przez Emily Shackelton Collective Soul | U2 Napisana przez Emily Shackelton Collective Soul | U2 Napisana przez Emily Shackelton Collective Soul | U2 Napisana przez Emily Shackelton Collective Soul | U2 Napisana przez Emily Shackelton Collective Soul | U2 Napisana przez Emily Shackelton Collective Soul | U2 Napisana przez Emily Shackelton Collective Soul | U2 Napisana przez Emily Shackelton Collective Soul | U2 Napisana przez Emily Shackelton Collective Soul | U2 Napisana przez Emily Shackelton Collective Soul | U2 Napisana przez Emily Shackelton Collective Soul | U2 Napisana przez Emily Shackelton Collective Soul | U2 Napisana przez Emily Shackelton Collective Soul | U2 Napisana przez Emily Shackelton Collective Soul | U2 Napisana przez Emily Shackelton Collective Soul | U2 Napisana przez Emily Shackelton Collective Soul | U2 Napisana przez Emily Shackelton Collective Soul | U2 Napisana przez Emily Shackelton Collective Soul | U2 Napisana przez Emily Shackelton Collective Soul | U2 Napisana przez Emily Shackelton Collective Soul | U2 Napisana przez Emily Shackelton Collective Soul | U2 Napisana przez Emily Shackelton Collective Soul | U2 Napisana przez Emily Shackelton Collective Soul | U2 Napisana przez Emily Shackelton Collective Soul | U2 Napisana przez Emily Shackelton Collective Soul | U2 Napisana przez Emily Shackelton Collective Soul | U2 Napisana przez Emily Shackelton Collective Soul | U2 Napisana przez Emily Shackelton Collective Soul | U2 Napisana przez Emily Shackelton Collective Soul | U2 Napisana przez Emily Shackelton Collective Soul | U2 Napisana przez Emily Shackelton Collective Soul | U2 Napisana przez Emily Shackelton Collective Soul | U2 Napisana przez Emily Shackelton Collective Soul | U2 Napisana przez Emily Shackelton Collective Soul | U2 Napisana przez Emily Shackelton Collective Soul | U2 Napisana przez Emily Shackelton Collective Soul | U2 Napisana przez Emily Shackelton Collective Soul | U2 Napisana przez Emily Shackelton Collective Soul | U2 Napisana przez Emily Shackelton Collective Soul | U2 Napisana przez Emily Shackelton Collective Soul | U2 Napisana przez Emily Shackelton Collective Soul | U2 Napisana przez Emily Shackelton Collective Soul | U2 Napisana przez Emily Shackelton Collective Soul | U2 Napisana przez Emily Shackelton Collective Soul | 1 3 5     | 1 3 5     | 1 3 5     | 1 3 5     | 1 3 5     | 1 3 5     | 1 3 5     | 1 3 5     | 1 3 5     | 1 3 5     | 1 3 5     | 1 3 5     | 1 3 5     | 1 3 5     | 1 3 5     | 1 3 5     | 1 3 5     | 1 3 5     | 1 3 5     | 1 3 5     | 1 3 5     | 1 3 5     | 1 3 5     | 1 3 5     | 1 3 5     | 1 3 5     | 1 3 5     | 1 3 5     | 1 3 5     | 1 3 5     | 1 3 5     | 1 3 5     | 1 3 5     | 1 3 5     | 1 3 5     | 1 3 5     | 1 3 5     | 1 3 5     | 1 3 5     | 1 3 5     | 1 3 5     | 1 3 5     | 1 3 5     | 1 3 5     | 1 3 5     | 1 3 5     | 1 3 5     | 1 3 5     | 1 3 5     | 1 3 5     | 1 3 5     | 1 3 5     | 1 3 5     | 1 3 5     | 1 3 5     | 1 3 5     | 1 3 5     | 1 3 5     | 1 3 5     | 1 3 5     | 1 3 5     | 1 3 5     | 1 3 5     | 1 3 5     | 1 3 5     | 1 3 5     | 1 3 5     | 1 3 5     | 1 3 5     | 1 3 5     | 1 3 5     | 1 3 5     | 1 3 5     | 1 3 5     | 1 3 5     | 1 3 5     | 1 3 5     | 1 3 5     | 1 3 5     | 1 3 5     | 1 3 5     | 1 3 5     | 1 3 5     | 1 3 5     | 1 3 5     | 1 3 5     | 1 3 5     | 1 3 5     | 1 3 5     | 1 3 5     | 1 3 5     | 1 3 5     | 1 3 5     | 1 3 5     | 1 3 5     | 1 3 5     | 1 3 5     | 1 3 5     | 1 3 5     | 1 3 5     | Zwycięzca  | Zwycięzca  | Zwycięzca  | Zwycięzca  | Zwycięzca  | Zwycięzca  | Zwycięzca  | Zwycięzca  | Zwycięzca  | Zwycięzca  | Zwycięzca  | Zwycięzca  | Zwycięzca  | Zwycięzca  | Zwycięzca  | Zwycięzca  | Zwycięzca  | Zwycięzca  | Zwycięzca  | Zwycięzca  | Zwycięzca  | Zwycięzca  | Zwycięzca  | Zwycięzca  | Zwycięzca  | Zwycięzca  | Zwycięzca  | Zwycięzca  | Zwycięzca  | Zwycięzca  | Zwycięzca  | Zwycięzca  | Zwycięzca  | Zwycięzca  | Zwycięzca  | Zwycięzca  | Zwycięzca  | Zwycięzca  | Zwycięzca  | Zwycięzca  | Zwycięzca  | Zwycięzca  | Zwycięzca  | Zwycięzca  | Zwycięzca  | Zwycięzca  | Zwycięzca  | Zwycięzca  | Zwycięzca  | Zwycięzca  | Zwycięzca  | Zwycięzca  | Zwycięzca  | Zwycięzca  | Zwycięzca  | Zwycięzca  | Zwycięzca  | Zwycięzca  | Zwycięzca  | Zwycięzca  | Zwycięzca  | Zwycięzca  | Zwycięzca  | Zwycięzca  | Zwycięzca  | Zwycięzca  | Zwycięzca  | Zwycięzca  | Zwycięzca  | Zwycięzca  |

## Kariera

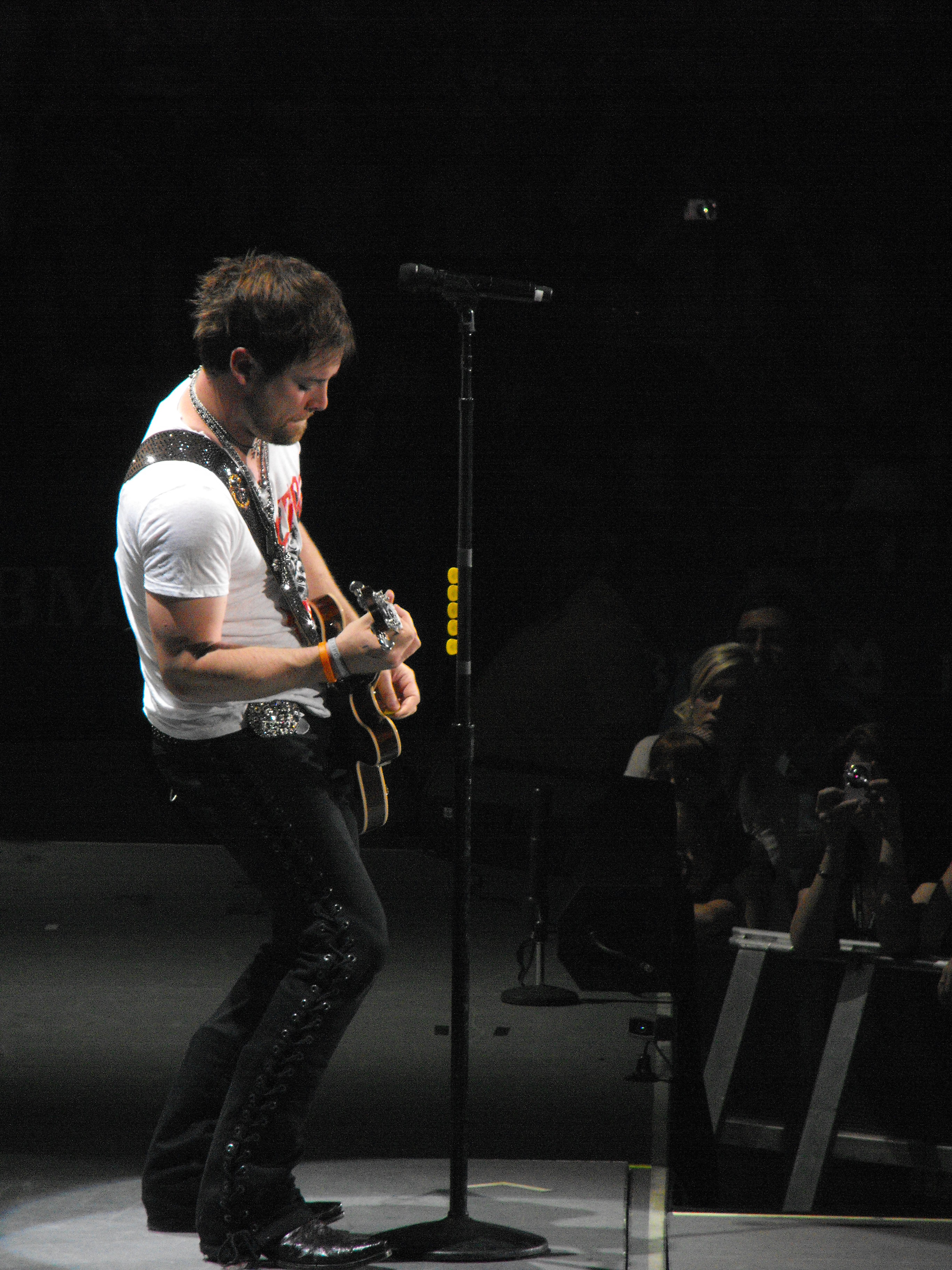
Cook podczas trasy koncertowej American Idols Live! Tour 2008.

Już tydzień po zwycięstwie w American Idol piosenki Cooka pobiły kilka rekordów na liście magazynu Billboard. Najbardziej zauważalnym osiągnięciem było pojawienie się na liście jednocześnie jedenastu utworów. Wcześniejszy rekord należał do Miley Cyrus, która zadebiutowała sześcioma piosenkami.
Największy sukces z wszystkich singlów Cooka odniósł utwór „The Time of My Life", który pojawiając się po raz pierwszy na liście Hot 100, od razu uplasował się na trzeciej pozycji. Będąc muzykiem, którego aż jedenaście piosenek pojawiło się jednocześnie na tej liście, Cook zapisał się do historii ery Nielsen SoundScan (rozpoczęła się w 1991 roku). To największa liczba utworów jednego artysty od 11 kwietnia 1964 roku, kiedy to na liście Hot 100 pojawiło się aż 14 piosenek The Beatles. Tego samego tygodnia David Cook pobił kolejny rekord. Na liście Hot Digital Songs pojawiło się aż 14 utworów jego autorstwa, czym wyprzedził wcześniejszy wynik zespołu Bon Jovi (6 utworów), osiągnięty w 2007 roku. Wszystkie utwory już w pierwszym tygodniu sprzedaży zostały pobrane ze strony 944 000 razy.
W Wielkiej Brytanii Cook zajął 61. miejsce na liście digital downloads.
Artysta podpisał także umowę z amerykańską firmą obuwniczą Skechers. Ma zostać zrealizowana w grudniu 2009 roku.
W 2008 roku Cook wygrał nagrodę Teen Choice Award w kategorii Male Reality/Variety Star.
Oprócz tego, jego zdjęcie (a także prezydenta Baracka Obamy i senatora Johna McCaina) jest umieszczone na corocznie wydawanej w USA encyklopedii „The World Almanac and Book of Facts 2009", w której umieszczane są najważniejsze wydarzenia z kraju, które zdarzyły się w ciągu całego roku.

### David Cook
Podczas tworzenia swojego albumu, zatytułowanego własnym nazwiskiem, Cook współpracował z Espionage, Edem Rolandem (Collective Soul), Zakiem Maloyem (The Nixons), Jasonem Wade (Lifehouse), Nealem Tiemannem (MWK), Kevinem Griffinem (Better Than Ezra), Chantalem Kreviazuk i Raine Maidą (Our Lady Peace).
Album został wyprodukowany przez Roba Cavallo. 5 września 2008 roku, podczas porannego programu Ryana Seacresta On Air w radiu KIIS-FM, muzyk wyjawił, że premiera płyty jest zaplanowana na 18 listopada.
Na blogu na oficjalnym profilu MySpace Cook ogłosił, że do jego zespołu dołączyły dwie osoby: dwóch członków Midwest Kings – Neal Tiemann, gitarzysta oraz Andy Skib, grający na gitarze rytmicznej oraz keyobardzie.
Pierwszy singiel z płyty, „Light On” miał swoją premierę 23 września 2008 roku. Do 10 października utwór osiągnął 17. miejsce na liście Billboard Hot 100.
W styczniu 2009 roku Cook został nagrodzony przez Recording Industry Association for America (RIAA) platynową płytą, ponieważ sprzedaż kopii jego albumu przkroczyła milion. Artysta otrzymał symboliczną tablicę pamiątkową podczas występu w ósmej edycji American Idol, 1 kwietnia 2009 roku.
Drugi teledysk Cooka, do piosenki „Come Back to Me”, został wydany 4 kwietnia 2009 roku, jako jedna z części podwójnego wydania. Drugą był singiel Bar-ba-sol, który tego dnia miał swoją premierę w stacjach radiowych.

### Trasa koncertowa The Declaration Tour – 2009
W styczniu 2009 roku Cook ogłosił, że przygotowuje się do ogólnokrajowej trasy koncertowej, którą ma zamiar odbyć w lutym. 23 stycznia 2009 zostały podane oficjalne daty wszystkich koncertów. The Declaration Tour rozpoczęło się 13 lutego 2009 występem w Tallahassee (na Florydzie) i miało się zakończyć 25 kwietnia w Tulsa (Oklahoma). Jednak trasa przeciągnęła się do października. W koncertach brali udział członkowie zespołu Cooka: Neal Tiemann (gitara), Andy Skib (keyboard i gitara), Joey Clement (gitara basowa) oraz Kyle Peek (perkusja).

### Inne wykonania
1 listopada 2008 roku Cook pojawił się w programie Saturday Night Live, gdzie wykonał dwa utwory: „Light On” oraz „Declaration".
Artysta pojawił się także podczas rozdania nagród Women of the Year magazynu Glamour, gdzie wystąpił jako gość Mary Steenburgen. Było to dużą niespodzianką dla obecnej na gali Hillary Clinton, fanki programu American Idol. Cook zaśpiewał jedną z jej ulubionych piosenek, „The First Time Ever I Saw Your Face", którą wykonywał również w American Idol podczas etapu Top 3.
23 listopada 2008 roku, na American Music Red Carpet Live, muzyk zaśpiewał na żywo „Light On” oraz „Declaration".
W czerwcu 2008 roku, podczas finałów NBA między Boston Celtics a Los Angeles Lakers Cook wykonał hymn Stanów Zjednoczonych. Oprócz tego, artysta razem z bratem Andrew zaśpiewał go także podczas finałów NFL pomiędzy Kansas City Chiefs a Oakland Raiders.
Muzyk promował swój album również na siedmiu uniwersytetach amerykańskich.
12 lutego 2009 roku Cook pojawił się w programie Good Morning America, gdzie mówił o The American Idol Experience, nowej atrakcji Walt Disney World Resort (amerykańskiego Disneylandu). Wykonał tam „Light On” oraz razem ze zwyciężczynią czwartej edycji American Idol utwór „Go Your Own Way". On i sześciu pozostałych zwycięzców wszystkich edycji otrzymali od twórcy programu Simona Fullera małe statuetki, mające uhonorować ich wygrane.
16 maja Cook po raz pierwszy po Idolu wystąpił razem z Davidem Archuletą. Koncert odbył się w SM Mall of Asia w Manili, stolicy Filipin.
20 maja artysta ponownie wystąpił w American Idol, tym razem jako gość podczas wielkiego finału ósmego sezonu programu. W hołdzie zmarłemu bratu, Adamowi, wykonał utwór „Permanent”. Wersja piosenki z koncertu wkrótce była dostępna na iTunes, a wszystkie dochody z jej kupna zostały przeznaczone dla fundacji wspomagającej walkę z rakiem Accelerate Brain Cancer Cure (ABC2).

### Życie prywatne
W maju 2008 roku, przed finałem American Idol, Cook zaprosił na randkę Kimberly Caldwell, uczestniczkę drugiego sezonu programu.
13 października, podczas wywiadu w radiu XL 106.7 muzyk wyznał, że on i Caldwell nadal się widują.
W listopadowym numerze miesięcznika People artysta stwierdził, że jego związek z Caldwell był „przyjemną przerwą od chaosu” związanego z jego sławą.
12 grudnia 2008 w innym wywiadzie Cook zaprzeczył plotkom na temat jego zaręczyn z piosenkarką, mówiąc: „Nigdy nie byłem u Tiffany’ego” (według dziennikarza magazynu Star artysta kupował tam dwukaratowy pierścionek zaręczynowy za 54 tys. dolarów).
Para zerwała w tym samym miesiącu.
W późnych godzinach nocnych 2 maja 2009 roku zmarł starszy brat Cooka, 37-letni Adam, który przez 11 lat walczył z nowotworem mózgu. Artysta ogłosił to na spotkaniu wyścigu „Race for Hope – DC", który ukończył właśnie dla brata. Stwierdził, że „nie wyobraża sobie, że mógłby teraz być gdzieś indziej". Trasę pięciu kilometrów David przebiegł w 28 minut. Przed śmiercią brata powiedział, że będzie „wracał każdego roku", jak długo Adam będzie z nim. Drużyna muzyka zebrała do tej pory ponad 125 tys. dolarów. Darowizny będą przyjmowane do końca września 2009 roku.

## Dyskografia

### Albumy
- 2006: Analog Heart
- 2008: David Cook
- 2011: This Loud Morning
- 2015: Digital Vein

## Trasy koncertowe
- American Idols LIVE! Tour 2008
- The Declaration Tour – 2009